# Pièces de monnaie en franc belge
Les pièces de monnaie en franc belge sont une des représentations physiques, avec les billets de banque, de la monnaie de la Belgique, émises de 1832 à 2001, par la Monnaie royale de Belgique en franc (ou frank, en néerlandais), centime (ou centiem, en néerlandais, = un centième de franc) et belga (= 5 francs). Les pièces en euro remplacent ces pièces depuis le 1er janvier 2002.

## En quelques chiffres
Entre 1832 et 2001, 119 types monétaires différents ont été émis et mis en circulation couvrant 22 valeurs nominales différentes (en ne comptant pas les pièces émises en belga, qui comportaient également la valeur en franc belge), allant de 1 centime à 5000 francs. À partir de 1886, la plupart des types monétaires ont été émis en français et néerlandais. Certaines pièces ont été émises avec une légende en latin ou en allemand.

### Tableau des types monétaires par règne
|             | 1 c. | 2 c. | 5 c. | 10 c. | 20 c. | ¼ F. | 25 c. | ½ F. | 50 c. | 1 F. | 2 F. | 2½ F. | 5 F. | 10 F. | 20 F. | 25 F. | 50 F. | 100 F. | 200 F. | 250 F | 500 F. | 5000 F. | Total |
| ----------- | ---- | ---- | ---- | ----- | ----- | ---- | ----- | ---- | ----- | ---- | ---- | ----- | ---- | ----- | ----- | ----- | ----- | ------ | ------ | ----- | ------ | ------- | ----- |
| Léopold Ier | 1    | 1    | 2    | 2     | 2     | 2    |       | 2    |       | 2    | 2    | 1     | 2    | 1     | 1     | 1     |       |        |        |       |        |         | 22    |
| Léopold II  | 1    | 1    | 2    | 2     |       |      | 1     |      | 3     | 3    | 3    |       | 1    |       | 1     |       |       |        |        |       |        |         | 18    |
| Albert Ier  | 1    | 1    | 3    | 3     |       |      | 2     |      | 3     | 2    | 2    |       | 1    | 1     | 3     |       |       | 1      |        |       |        |         | 23    |
| Léopold III |      |      | 2    | 2     |       |      | 2     |      |       | 2    |      |       | 3    |       | 1     |       | 2     |        |        |       |        |         | 14    |
| Charles     |      |      |      |       | 1     |      |       |      |       | 1    | 1    |       | 1    |       | 1     |       | 1     | 1      |        |       |        |         | 7     |
| Baudouin    |      |      |      |       | 1     |      | 1     |      | 1     | 1    |      |       | 1    | 1     |       |       | 3     |        |        | 1     | 3      |         | 13    |
| Albert II   |      |      |      |       |       |      |       |      |       | 1    |      |       | 1    |       | 1     |       | 2     |        | 3      | 7     | 4      | 3       | 22    |
| Total       | 3    | 3    | 9    | 9     | 4     | 2    | 6     | 2    | 7     | 12   | 8    | 1     | 10   | 3     | 8     | 1     | 8     | 2      | 3      | 8     | 7      | 3       | 119   |

## Pièces émises sous le règne du roi LéopoldIer(1831-1865)
Le règne du roi Léopold Ier fut marqué par la création du franc belge, par la loi du 5 juin 1832, destiné à remplacer les diverses monnaies qui circulaient dans le jeune Royaume de Belgique (monnaies néerlandaises, françaises ou de la principauté de Liège). La production de pièces est confiée à la Monnaie de Bruxelles, ancêtre de la Monnaie royale de Belgique, qui, à l'époque, était encore un entrepreneur privé. Son directeur était Charles de Brouckère, ancien ministre et futur bourgmestre de Bruxelles. Les premières pièces belges virent donc le jour, en 1832, en s'inspirant du modèle français : des pièces en argent de ¼ de franc à 5 francs portant l'effigie de Léopold Ier portant une couronne de feuilles de chêne et des monnaies de moindre valeur en cuivre, portant le monogramme royal. La Monnaie connaît cependant des débuts difficiles et le florin néerlandais et le franc français continuent à circuler, du fait de la pénurie de pièces, si bien qu'elles gardent une valeur légale jusqu'en 1866.
En 1846, Josse Allard reprend le poste de de Brouckère et redynamise la Monnaie. À partir de 1847, le lien avec le franc français se réduit. Une nouvelle série de pièces voit le jour en 1848 et, pour marquer la différence avec la monnaie française, la Belgique est le premier pays à frapper des pièces en cupro-nickel, à partir de 1860. L'une de ces pièces comportait l'effigie royale, ce qui déplut au grand public à une époque ou l'effigie du roi était destinée aux pièces en métal précieux. À noter d'ailleurs, qu'à cette époque, les pièces en or présentaient le profil droit du roi et les pièces en argent en présentaient le profil gauche. Il faut noter que dans tout ce qui suit, les mentions "tourné à gauche" devraient, en termes héraldiques, se lire "tourné à dextre" (le point de vue étant celui du personnage représenté; et l'orientation à dextre étant la plus traditionnelle) et "tourné à droite" se lire "tourné à sénestre" 
Durant le règne de Léopold Ier, toutes les pièces sont émises en français. Ni le néerlandais, ni l'allemand ne sont encore reconnus comme langue nationale.
| \| 1 centime - Lion belge et Monogramme de Léopold Ier \|                                                                                      | \| 1 centime - Lion belge et Monogramme de Léopold Ier \|                                                                                      | \| 1 centime - Lion belge et Monogramme de Léopold Ier \| | \| 1 centime - Lion belge et Monogramme de Léopold Ier \| | \| 1 centime - Lion belge et Monogramme de Léopold Ier \| |
| --- | --- | --- | --- | --------------------------------------------------------- |
| Pièce de 1 centime de 1832 (essai) | | | |                                                           |
| Avers : Le monogramme royal du roi Léopold Ier, composé d'un L couronné, entourée de la légende LEOPOLD PREMIER ROI DES BELGES et du millésime | Avers : Le monogramme royal du roi Léopold Ier, composé d'un L couronné, entourée de la légende LEOPOLD PREMIER ROI DES BELGES et du millésime | Revers : Le lion belge assis posant la patte avant droite sur la table de la Constitution sur laquelle on lit CONSTITUTION BELGE 1831, sous la devise L'UNION FAIT LA FORCE et au-dessus de la valeur nominale 1 CENTE. | Revers : Le lion belge assis posant la patte avant droite sur la table de la Constitution sur laquelle on lit CONSTITUTION BELGE 1831, sous la devise L'UNION FAIT LA FORCE et au-dessus de la valeur nominale 1 CENTE. |                                                           |
| Masse 2 g | Alliage Cu 100 % | Diamètre 17 mm entre 16,5 mm et 17 mm (à partir de 1835) | Épaisseur |                                                           |
| Artiste(s) Joseph-Pierre Braemt | Artiste(s) Joseph-Pierre Braemt | Tranche cannelée | Tranche cannelée |                                                           |
| Millésimes 1833-1862 | Millésimes 1833-1862 | Frappe totale 61 524 576 | Frappe totale 61 524 576 |                                                           |
| | | | |                                                           |
| Remarques – Démonétisation par l'arrêté royal du 7 mai 1953.                                                                                   | | | |                                                           |
| 1 centime - Lion belge et Monogramme de Léopold Ier                                                                                            | | | |                                                           |

| \| 2 centimes - Lion belge et Monogramme de Léopold Ier \|                                                                                     | \| 2 centimes - Lion belge et Monogramme de Léopold Ier \|                                                                                     | \| 2 centimes - Lion belge et Monogramme de Léopold Ier \| | \| 2 centimes - Lion belge et Monogramme de Léopold Ier \| | \| 2 centimes - Lion belge et Monogramme de Léopold Ier \| |
| --- | --- | --- | --- | ---------------------------------------------------------- |
| Pièce de 2 centimes de 1845 | | | |                                                            |
| Avers : Le monogramme royal du roi Léopold Ier, composé d'un L couronné, entourée de la légende LEOPOLD PREMIER ROI DES BELGES et du millésime | Avers : Le monogramme royal du roi Léopold Ier, composé d'un L couronné, entourée de la légende LEOPOLD PREMIER ROI DES BELGES et du millésime | Revers : Le lion belge assis posant la patte avant droite sur la table de la Constitution sur laquelle on lit CONSTITUTION BELGE 1831, sous la devise L'UNION FAIT LA FORCE et au-dessus de la valeur nominale 2 CENTS. | Revers : Le lion belge assis posant la patte avant droite sur la table de la Constitution sur laquelle on lit CONSTITUTION BELGE 1831, sous la devise L'UNION FAIT LA FORCE et au-dessus de la valeur nominale 2 CENTS. |                                                            |
| Masse 4 g | Alliage Cu 100 % | Diamètre 22 mm | Épaisseur |                                                            |
| Artiste(s) Joseph-Pierre Braemt | Artiste(s) Joseph-Pierre Braemt | Tranche cannelée | Tranche cannelée |                                                            |
| Millésimes 1833-1865 | Millésimes 1833-1865 | Frappe totale 177 466 130 | Frappe totale 177 466 130 |                                                            |
| | | | |                                                            |
| Remarques – Démonétisation par l'arrêté royal du 7 mai 1953.                                                                                   | | | |                                                            |
| 2 centimes - Lion belge et Monogramme de Léopold Ier                                                                                           | | | |                                                            |

| \| 5 centimes - Lion belge et Monogramme de Léopold Ier \|                                                                                     | \| 5 centimes - Lion belge et Monogramme de Léopold Ier \|                                                                                     | \| 5 centimes - Lion belge et Monogramme de Léopold Ier \| | \| 5 centimes - Lion belge et Monogramme de Léopold Ier \| | \| 5 centimes - Lion belge et Monogramme de Léopold Ier \| |
| --- | --- | --- | --- | ---------------------------------------------------------- |
| Pièce de 5 centimes de 1833 | | | |                                                            |
| Avers : Le monogramme royal du roi Léopold Ier, composé d'un L couronné, entourée de la légende LEOPOLD PREMIER ROI DES BELGES et du millésime | Avers : Le monogramme royal du roi Léopold Ier, composé d'un L couronné, entourée de la légende LEOPOLD PREMIER ROI DES BELGES et du millésime | Revers : Le lion belge assis posant la patte avant droite sur la table de la Constitution sur laquelle on lit CONSTITUTION BELGE 1831, sous la devise L'UNION FAIT LA FORCE et au-dessus de la valeur nominale 5 CENTS. | Revers : Le lion belge assis posant la patte avant droite sur la table de la Constitution sur laquelle on lit CONSTITUTION BELGE 1831, sous la devise L'UNION FAIT LA FORCE et au-dessus de la valeur nominale 5 CENTS. |                                                            |
| Masse 10 g | Alliage Cu 100 % | Diamètre 28 mm | Épaisseur |                                                            |
| Artiste(s) Joseph-Pierre Braemt | Artiste(s) Joseph-Pierre Braemt | Tranche cannelée | Tranche cannelée |                                                            |
| Millésimes 1833-1860 | Millésimes 1833-1860 | Frappe totale 52 896 581 | Frappe totale 52 896 581 |                                                            |
| | | | |                                                            |
| Remarques – Démonétisation par l'arrêté royal du 6 mars 1869.                                                                                  | | | |                                                            |
| 5 centimes - Lion belge et Monogramme de Léopold Ier                                                                                           | | | |                                                            |

| \| 5 centimes - Lion rampant \| | \| 5 centimes - Lion rampant \| | \| 5 centimes - Lion rampant \| | \| 5 centimes - Lion rampant \| | \| 5 centimes - Lion rampant \| |
| --- | --- | --- | --- | ------------------------------- |
| Pièce de 5 centimes de 1861 | | | |                                 |
| Avers : Le lion belge rampant vers la gauche, entouré de la devise L'UNION FAIT LA FORCE et au-dessus du millésime entre 2 étoiles à 5 branches | Avers : Le lion belge rampant vers la gauche, entouré de la devise L'UNION FAIT LA FORCE et au-dessus du millésime entre 2 étoiles à 5 branches | Revers : La valeur nominale, en 2 lignes, 5 CENTIMES au-dessus d'une étoile et entouré par la légende LEOPOLD PREMIER ROI DES BELGES. | Revers : La valeur nominale, en 2 lignes, 5 CENTIMES au-dessus d'une étoile et entouré par la légende LEOPOLD PREMIER ROI DES BELGES. |                                 |
| Masse 3 g | Alliage Cu 75 %, Ni 25 % | Diamètre 19 mm | Épaisseur |                                 |
| Artiste(s) Joseph-Pierre Braemt | Artiste(s) Joseph-Pierre Braemt | Tranche cordonnée en creux | Tranche cordonnée en creux |                                 |
| Millésimes 1861-1864 | Millésimes 1861-1864 | Frappe totale 40 976 290 | Frappe totale 40 976 290 |                                 |
| | | | |                                 |
| Remarques – Démonétisation par l'arrêté royal du 30 juin 1906.                                                                                  | | | |                                 |
| 5 centimes - Lion rampant | | | |                                 |

| \| 10 centimes - Lion belge et Monogramme de Léopold Ier \| | \| 10 centimes - Lion belge et Monogramme de Léopold Ier \|                                                                                    | \| 10 centimes - Lion belge et Monogramme de Léopold Ier \| | \| 10 centimes - Lion belge et Monogramme de Léopold Ier \| | \| 10 centimes - Lion belge et Monogramme de Léopold Ier \| |
| --- | --- | --- | --- | ----------------------------------------------------------- |
| Pièce de 10 centimes de 1847 | | | |                                                             |
| Avers : Le monogramme royal du roi Léopold Ier, composé d'un L couronné, entourée de la légende LEOPOLD PREMIER ROI DES BELGES et du millésime                                          | Avers : Le monogramme royal du roi Léopold Ier, composé d'un L couronné, entourée de la légende LEOPOLD PREMIER ROI DES BELGES et du millésime | Revers : Le lion belge assis posant la patte avant droite sur la table de la Constitution sur laquelle on lit CONSTITUTION BELGE 1831, sous la devise L'UNION FAIT LA FORCE et au-dessus de la valeur nominale 10 CENTS. | Revers : Le lion belge assis posant la patte avant droite sur la table de la Constitution sur laquelle on lit CONSTITUTION BELGE 1831, sous la devise L'UNION FAIT LA FORCE et au-dessus de la valeur nominale 10 CENTS. |                                                             |
| Masse 20 g | Alliage Cu 100 % | Diamètre 32 mm | Épaisseur |                                                             |
| Artiste(s) Joseph-Pierre Braemt | Artiste(s) Joseph-Pierre Braemt | Tranche cannelée | Tranche cannelée |                                                             |
| Millésimes 1832-1856 | Millésimes 1832-1856 | Frappe totale 3 089 133 | Frappe totale 3 089 133 |                                                             |
| | | | |                                                             |
| Remarques – Cette pièce est une des deux premières pièces émises par la Belgique avec la pièce de 5 francs Léopold Ier (tête laurée). Démonétisation par l'arrêté royal du 6 mars 1869. | | | |                                                             |
| 10 centimes - Lion belge et Monogramme de Léopold Ier | | | |                                                             |

| \| 10 centimes - Lion rampant \| | \| 10 centimes - Lion rampant \| | \| 10 centimes - Lion rampant \| | \| 10 centimes - Lion rampant \| | \| 10 centimes - Lion rampant \| |
| --- | --- | --- | --- | -------------------------------- |
| Pièce de 10 centimes de 1861 | | | |                                  |
| Avers : Le lion belge rampant vers la gauche, entouré de la devise L'UNION FAIT LA FORCE et au-dessus du millésime entre 2 étoiles à 5 branches | Avers : Le lion belge rampant vers la gauche, entouré de la devise L'UNION FAIT LA FORCE et au-dessus du millésime entre 2 étoiles à 5 branches | Revers : La valeur nominale, en 2 lignes, 10 CENTIMES au-dessus d'une étoile et entouré par la légende LEOPOLD PREMIER ROI DES BELGES. | Revers : La valeur nominale, en 2 lignes, 10 CENTIMES au-dessus d'une étoile et entouré par la légende LEOPOLD PREMIER ROI DES BELGES. |                                  |
| Masse 4,5 g | Alliage Cu 75 %, Ni 25 % | Diamètre 21 mm | Épaisseur |                                  |
| Artiste(s) Joseph-Pierre Braemt | Artiste(s) Joseph-Pierre Braemt | Tranche cordonnée en creux | Tranche cordonnée en creux |                                  |
| Millésimes 1861-1864 | Millésimes 1861-1864 | Frappe totale 41 893 173 | Frappe totale 41 893 173 |                                  |
| | | | |                                  |
| Remarques – Démonétisation par l'arrêté royal du 30 juin 1906.                                                                                  | | | |                                  |
| 10 centimes - Lion rampant | | | |                                  |

| \| 20 centimes - Léopold Ier \| | \| 20 centimes - Léopold Ier \|                                                                                     | \| 20 centimes - Léopold Ier \| | \| 20 centimes - Léopold Ier \| | \| 20 centimes - Léopold Ier \| |
| --- | --- | --- | --- | ------------------------------- |
| Pièce de 20 centimes de 1852 | | | |                                 |
| Avers : L'effigie du roi Léopold Ier, tournée vers la gauche, entourée de la légende LEOPOLD PREMIER ROI DES BELGES                       | Avers : L'effigie du roi Léopold Ier, tournée vers la gauche, entourée de la légende LEOPOLD PREMIER ROI DES BELGES | Revers : L'écu couronné portant le lion belge entouré de la valeur nominale 20 CES et de deux branches de laurier, en dessous desquelles est située le millésime. La devise nationale L'UNION FAIT LA FORCE est apposée en haut de la pièce. | Revers : L'écu couronné portant le lion belge entouré de la valeur nominale 20 CES et de deux branches de laurier, en dessous desquelles est située le millésime. La devise nationale L'UNION FAIT LA FORCE est apposée en haut de la pièce. |                                 |
| Masse 1 g | Alliage Ag 90 %, Cu 10 %                                                                                            | Diamètre 15 mm | Épaisseur |                                 |
| Artiste(s) Léopold Wiener | Artiste(s) Léopold Wiener                                                                                           | Tranche cannelée | Tranche cannelée |                                 |
| Millésimes 1852-1858 | Millésimes 1852-1858                                                                                                | Frappe totale 3 130 946 | Frappe totale 3 130 946 |                                 |
| | | | |                                 |
| Remarques – Cette pièce est la pièce la plus légère de l'histoire du franc belge. Démonétisation par l'arrêté ministériel du 3 août 1868. | | | |                                 |
| 20 centimes - Léopold Ier | | | |                                 |

| \| 20 centimes - Lion rampant \| | \| 20 centimes - Lion rampant \| | \| 20 centimes - Lion rampant \| | \| 20 centimes - Lion rampant \| | \| 20 centimes - Lion rampant \| |
| --- | --- | --- | --- | -------------------------------- |
| Pièce de 20 centimes de 1861 | | | |                                  |
| Avers : L'effigie du roi Léopold Ier, tournée vers la droite, entourée de la légende LEOPOLD I ROI DES BELGES et du millésime entre 2 étoiles à 5 branches.                                                              | Avers : L'effigie du roi Léopold Ier, tournée vers la droite, entourée de la légende LEOPOLD I ROI DES BELGES et du millésime entre 2 étoiles à 5 branches. | Revers : Le lion belge rampant vers la gauche, entouré de la devise nationale L'UNION FAIT LA FORCE et de la valeur nominale 20 CS entre 2 étoiles à 5 branches. | Revers : Le lion belge rampant vers la gauche, entouré de la devise nationale L'UNION FAIT LA FORCE et de la valeur nominale 20 CS entre 2 étoiles à 5 branches. |                                  |
| Masse 7 g | Alliage Cu 75 %, Ni 25 % | Diamètre 25 mm | Épaisseur |                                  |
| Artiste(s) Joseph-Pierre Braemt | Artiste(s) Joseph-Pierre Braemt | Tranche cannelée | Tranche cannelée |                                  |
| Millésimes 1861 | Millésimes 1861 | Frappe totale 1 803 670 | Frappe totale 1 803 670 |                                  |
| | | | |                                  |
| Remarques – Cette pièce est la première au monde en cupro-nickel. Trop ressemblante avec les pièces en argent de 2 francs, elle fut vite supprimée de la circulation. Démonétisation par l'arrêté royal du 30 juin 1906. | | | |                                  |
| 20 centimes - Lion rampant | | | |                                  |

| \| ¼ franc - Léopold Ier (tête laurée) \| | \| ¼ franc - Léopold Ier (tête laurée) \| | \| ¼ franc - Léopold Ier (tête laurée) \|                                                                                               | \| ¼ franc - Léopold Ier (tête laurée) \|                                                                                               | \| ¼ franc - Léopold Ier (tête laurée) \| |
| --- | --- | --- | --- | ----------------------------------------- |
| Pièce de ¼ franc de 1835 | | | |                                           |
| Avers : L'effigie du roi Léopold Ier portant une couronne de feuilles de chêne, tournée vers la gauche, entourée de la légende LEOPOLD PREMIER ROI DES BELGES. | Avers : L'effigie du roi Léopold Ier portant une couronne de feuilles de chêne, tournée vers la gauche, entourée de la légende LEOPOLD PREMIER ROI DES BELGES. | Revers : La valeur nominale, en 2 lignes, ¼ FRANC, le millésime et une étoile à 5 branches entourés d'une couronne de feuilles de chêne | Revers : La valeur nominale, en 2 lignes, ¼ FRANC, le millésime et une étoile à 5 branches entourés d'une couronne de feuilles de chêne |                                           |
| Masse 1,25 g | Alliage Ag 90 %, Cu 10 % | Diamètre 15 mm | Épaisseur |                                           |
| Artiste(s) Joseph-Pierre Braemt | Artiste(s) Joseph-Pierre Braemt | Tranche cannelée | Tranche cannelée |                                           |
| Millésimes 1834-1844 | Millésimes 1834-1844 | Frappe totale 2 366 207 | Frappe totale 2 366 207 |                                           |
| | | | |                                           |
| Remarques – La couronne de feuilles de chêne portée par Léopold Ier symbolise un roi avisé, sage et fort. Démonétisation par la loi du 1er décembre 1852.      | | | |                                           |
| ¼ franc - Léopold Ier (tête laurée) | | | |                                           |

| \| ¼ franc - Léopold Ier (tête nue) \|                                                                              | \| ¼ franc - Léopold Ier (tête nue) \|                                                                              | \| ¼ franc - Léopold Ier (tête nue) \| | \| ¼ franc - Léopold Ier (tête nue) \| | \| ¼ franc - Léopold Ier (tête nue) \| |
| --- | --- | --- | --- | -------------------------------------- |
| Pièce de ¼ franc de 1850                                                                                            | | | |                                        |
| Avers : L'effigie du roi Léopold Ier, tournée vers la gauche, entourée de la légende LEOPOLD PREMIER ROI DES BELGES | Avers : L'effigie du roi Léopold Ier, tournée vers la gauche, entourée de la légende LEOPOLD PREMIER ROI DES BELGES | Revers : L'écu couronné portant le lion belge entouré de la valeur nominale ¼ F et de deux branches de laurier, en dessous desquelles est située le millésime. La devise nationale L'UNION FAIT LA FORCE est apposée en haut de la pièce. | Revers : L'écu couronné portant le lion belge entouré de la valeur nominale ¼ F et de deux branches de laurier, en dessous desquelles est située le millésime. La devise nationale L'UNION FAIT LA FORCE est apposée en haut de la pièce. |                                        |
| Masse 1,25 g | Alliage Ag 90 %, Cu 10 %                                                                                            | Diamètre 15 mm | Épaisseur |                                        |
| Artiste(s) Léopold Wiener                                                                                           | Artiste(s) Léopold Wiener                                                                                           | Tranche cannelée | Tranche cannelée |                                        |
| Millésimes 1850 | Millésimes 1850 | Frappe totale 100 836 | Frappe totale 100 836 |                                        |
| | | | |                                        |
| Remarques – Démonétisation par la loi du 1er décembre 1852.                                                         | | | |                                        |
| ¼ franc - Léopold Ier (tête nue)                                                                                    | | | |                                        |

| \| ½ franc - Léopold Ier (tête laurée) \| | \| ½ franc - Léopold Ier (tête laurée) \| | \| ½ franc - Léopold Ier (tête laurée) \|                                                                                               | \| ½ franc - Léopold Ier (tête laurée) \|                                                                                               | \| ½ franc - Léopold Ier (tête laurée) \| |
| --- | --- | --- | --- | ----------------------------------------- |
| Pièce de ½ franc de 1834 | | | |                                           |
| Avers : L'effigie du roi Léopold Ier portant une couronne de feuilles de chêne, tournée vers la gauche, entourée de la légende LEOPOLD PREMIER ROI DES BELGES.  | Avers : L'effigie du roi Léopold Ier portant une couronne de feuilles de chêne, tournée vers la gauche, entourée de la légende LEOPOLD PREMIER ROI DES BELGES. | Revers : La valeur nominale, en 2 lignes, ½ FRANC, le millésime et une étoile à 5 branches entourés d'une couronne de feuilles de chêne | Revers : La valeur nominale, en 2 lignes, ½ FRANC, le millésime et une étoile à 5 branches entourés d'une couronne de feuilles de chêne |                                           |
| Masse 2,5 g | Alliage Ag 90 %, Cu 10 % | Diamètre 18 mm | Épaisseur |                                           |
| Artiste(s) Joseph-Pierre Braemt | Artiste(s) Joseph-Pierre Braemt | Tranche cannelée | Tranche cannelée |                                           |
| Millésimes 1833-1844 | Millésimes 1833-1844 | Frappe totale 5 287 176 | Frappe totale 5 287 176 |                                           |
| | | | |                                           |
| Remarques – La couronne de feuilles de chêne portée par Léopold Ier symbolise un roi avisé, sage et fort. Démonétisation par l'arrêté royal du 26 juillet 1868. | | | |                                           |
| ½ franc - Léopold Ier (tête laurée) | | | |                                           |

| \| ½ franc - Léopold Ier (tête nue) \|                                                                              | \| ½ franc - Léopold Ier (tête nue) \|                                                                              | \| ½ franc - Léopold Ier (tête nue) \| | \| ½ franc - Léopold Ier (tête nue) \| | \| ½ franc - Léopold Ier (tête nue) \| |
| --- | --- | --- | --- | -------------------------------------- |
| Pièce de ½ franc de 1850                                                                                            | | | |                                        |
| Avers : L'effigie du roi Léopold Ier, tournée vers la gauche, entourée de la légende LEOPOLD PREMIER ROI DES BELGES | Avers : L'effigie du roi Léopold Ier, tournée vers la gauche, entourée de la légende LEOPOLD PREMIER ROI DES BELGES | Revers : L'écu couronné portant le lion belge entouré de la valeur nominale ½ F et de deux branches de laurier, en dessous desquelles est située le millésime. La devise nationale L'UNION FAIT LA FORCE est apposée en haut de la pièce. | Revers : L'écu couronné portant le lion belge entouré de la valeur nominale ½ F et de deux branches de laurier, en dessous desquelles est située le millésime. La devise nationale L'UNION FAIT LA FORCE est apposée en haut de la pièce. |                                        |
| Masse 2,5 g | Alliage Ag 90 %, Cu 10 %                                                                                            | Diamètre 18 mm | Épaisseur |                                        |
| Artiste(s) Léopold Wiener                                                                                           | Artiste(s) Léopold Wiener                                                                                           | Tranche cannelée | Tranche cannelée |                                        |
| Millésimes 1850 | Millésimes 1850 | Frappe totale 209 571 | Frappe totale 209 571 |                                        |
| | | | |                                        |
| Remarques – Démonétisation par l'arrêté royal du 26 juillet 1868.                                                   | | | |                                        |
| ½ franc - Léopold Ier (tête nue)                                                                                    | | | |                                        |

| \| 1 franc - Léopold Ier (tête laurée) \| | \| 1 franc - Léopold Ier (tête laurée) \| | \| 1 franc - Léopold Ier (tête laurée) \|                                                                                               | \| 1 franc - Léopold Ier (tête laurée) \|                                                                                               | \| 1 franc - Léopold Ier (tête laurée) \| |
| --- | --- | --- | --- | ----------------------------------------- |
| Pièce de 1 franc de 1835 | | | |                                           |
| Avers : L'effigie du roi Léopold Ier portant une couronne de feuilles de chêne, tournée vers la gauche, entourée de la légende LEOPOLD PREMIER ROI DES BELGES.  | Avers : L'effigie du roi Léopold Ier portant une couronne de feuilles de chêne, tournée vers la gauche, entourée de la légende LEOPOLD PREMIER ROI DES BELGES. | Revers : La valeur nominale, en 2 lignes, 1 FRANC, le millésime et une étoile à 5 branches entourés d'une couronne de feuilles de chêne | Revers : La valeur nominale, en 2 lignes, 1 FRANC, le millésime et une étoile à 5 branches entourés d'une couronne de feuilles de chêne |                                           |
| Masse 5 g | Alliage Ag 90 %, Cu 10 % | Diamètre 23 mm | Épaisseur |                                           |
| Artiste(s) Joseph-Pierre Braemt | Artiste(s) Joseph-Pierre Braemt | Tranche cannelée | Tranche cannelée |                                           |
| Millésimes 1833-1844 | Millésimes 1833-1844 | Frappe totale 4 355 888 | Frappe totale 4 355 888 |                                           |
| | | | |                                           |
| Remarques – La couronne de feuilles de chêne portée par Léopold Ier symbolise un roi avisé, sage et fort. Démonétisation par l'arrêté royal du 26 juillet 1868. | | | |                                           |
| 1 franc - Léopold Ier (tête laurée) | | | |                                           |

| \| 1 franc - Léopold Ier (tête nue) \|                                                                              | \| 1 franc - Léopold Ier (tête nue) \|                                                                              | \| 1 franc - Léopold Ier (tête nue) \| | \| 1 franc - Léopold Ier (tête nue) \| | \| 1 franc - Léopold Ier (tête nue) \| |
| --- | --- | --- | --- | -------------------------------------- |
| Pièce de 1 franc de 1850                                                                                            | | | |                                        |
| Avers : L'effigie du roi Léopold Ier, tournée vers la gauche, entourée de la légende LEOPOLD PREMIER ROI DES BELGES | Avers : L'effigie du roi Léopold Ier, tournée vers la gauche, entourée de la légende LEOPOLD PREMIER ROI DES BELGES | Revers : L'écu couronné portant le lion belge entouré de la valeur nominale 1 F et de deux branches de laurier, en dessous desquelles est située le millésime. La devise nationale L'UNION FAIT LA FORCE est apposée en haut de la pièce. | Revers : L'écu couronné portant le lion belge entouré de la valeur nominale 1 F et de deux branches de laurier, en dessous desquelles est située le millésime. La devise nationale L'UNION FAIT LA FORCE est apposée en haut de la pièce. |                                        |
| Masse 5 g | Alliage Ag 90 %, Cu 10 %                                                                                            | Diamètre 23 mm | Épaisseur |                                        |
| Artiste(s) Léopold Wiener                                                                                           | Artiste(s) Léopold Wiener                                                                                           | Tranche cannelée | Tranche cannelée |                                        |
| Millésimes 1849-1850                                                                                                | Millésimes 1849-1850                                                                                                | Frappe totale 202 678 | Frappe totale 202 678 |                                        |
| | | | |                                        |
| Remarques – Démonétisation par l'arrêté royal du 26 juillet 1868.                                                   | | | |                                        |
| 1 franc - Léopold Ier (tête nue)                                                                                    | | | |                                        |

| \| 2 francs - Léopold Ier (tête laurée) \| | \| 2 francs - Léopold Ier (tête laurée) \| | \| 2 francs - Léopold Ier (tête laurée) \|                                                                                               | \| 2 francs - Léopold Ier (tête laurée) \|                                                                                               | \| 2 francs - Léopold Ier (tête laurée) \| |
| --- | --- | --- | --- | ------------------------------------------ |
| Pièce de 2 francs de 1845 | | | |                                            |
| Avers : L'effigie du roi Léopold Ier portant une couronne de feuilles de chêne, tournée vers la gauche, entourée de la légende LEOPOLD PREMIER ROI DES BELGES.  | Avers : L'effigie du roi Léopold Ier portant une couronne de feuilles de chêne, tournée vers la gauche, entourée de la légende LEOPOLD PREMIER ROI DES BELGES. | Revers : La valeur nominale, en 2 lignes, 2 FRANCS, le millésime et une étoile à 5 branches entourés d'une couronne de feuilles de chêne | Revers : La valeur nominale, en 2 lignes, 2 FRANCS, le millésime et une étoile à 5 branches entourés d'une couronne de feuilles de chêne |                                            |
| Masse 10 g | Alliage Ag 90 %, Cu 10 % | Diamètre 27 mm | Épaisseur |                                            |
| Artiste(s) Joseph-Pierre Braemt | Artiste(s) Joseph-Pierre Braemt | Tranche lisse avec inscription en creux DIEU PROTÈGE LA BELGIQUE                                                                         | Tranche lisse avec inscription en creux DIEU PROTÈGE LA BELGIQUE                                                                         |                                            |
| Millésimes 1834-1844 | Millésimes 1834-1844 | Frappe totale 2 255 557 | Frappe totale 2 255 557 |                                            |
| | | | |                                            |
| Remarques – La couronne de feuilles de chêne portée par Léopold Ier symbolise un roi avisé, sage et fort. Démonétisation par l'arrêté royal du 26 juillet 1868. | | | |                                            |
| 2 francs - Léopold Ier (tête laurée) | | | |                                            |

| \| 2 francs - Léopold Ier (tête nue) \| | \| 2 francs - Léopold Ier (tête nue) \|                                                                             | \| 2 francs - Léopold Ier (tête nue) \| | \| 2 francs - Léopold Ier (tête nue) \| | \| 2 francs - Léopold Ier (tête nue) \| |
| --- | --- | --- | --- | --------------------------------------- |
| Pièce de 2 francs de 1848 (essai) | | | |                                         |
| Avers : L'effigie du roi Léopold Ier, tournée vers la gauche, entourée de la légende LEOPOLD PREMIER ROI DES BELGES                                                               | Avers : L'effigie du roi Léopold Ier, tournée vers la gauche, entourée de la légende LEOPOLD PREMIER ROI DES BELGES | Revers : L'écu couronné portant le lion belge entouré de la valeur nominale 2 F et de deux branches de laurier, en dessous desquelles est située le millésime. La devise nationale L'UNION FAIT LA FORCE est apposée en haut de la pièce. | Revers : L'écu couronné portant le lion belge entouré de la valeur nominale 2 F et de deux branches de laurier, en dessous desquelles est située le millésime. La devise nationale L'UNION FAIT LA FORCE est apposée en haut de la pièce. |                                         |
| Masse 10 g | Alliage Ag 90 %, Cu 10 %                                                                                            | Diamètre 27 mm | Épaisseur |                                         |
| Artiste(s) Léopold Wiener | Artiste(s) Léopold Wiener                                                                                           | Tranche cannelée | Tranche cannelée |                                         |
| Millésimes | Millésimes | Frappe totale inconnue | Frappe totale inconnue |                                         |
| | | | |                                         |
| Remarques – Cette pièce n'a jamais été officiellement mise en circulation mais il semble que quelques pièces aient circulé. Démonétisation par l'arrêté royal du 26 juillet 1868. | | | |                                         |
| 2 francs - Léopold Ier (tête nue) | | | |                                         |

| \| 2½ francs - Léopold Ier \| | \| 2½ francs - Léopold Ier \|                                                                                       | \| 2½ francs - Léopold Ier \| | \| 2½ francs - Léopold Ier \| | \| 2½ francs - Léopold Ier \| |
| --- | --- | --- | --- | ----------------------------- |
| Pièce de 2½ francs de 1848 | | | |                               |
| Avers : L'effigie du roi Léopold Ier, tournée vers la gauche, entourée de la légende LEOPOLD PREMIER ROI DES BELGES | Avers : L'effigie du roi Léopold Ier, tournée vers la gauche, entourée de la légende LEOPOLD PREMIER ROI DES BELGES | Revers : L'écu couronné portant le lion belge entouré de la valeur nominale 2½ F. et de deux branches de laurier, en dessous desquelles est située le millésime. La devise nationale L'UNION FAIT LA FORCE est apposée en haut de la pièce. | Revers : L'écu couronné portant le lion belge entouré de la valeur nominale 2½ F. et de deux branches de laurier, en dessous desquelles est située le millésime. La devise nationale L'UNION FAIT LA FORCE est apposée en haut de la pièce. |                               |
| Masse 12,5 g | Alliage Ag 90 %, Cu 10 %                                                                                            | Diamètre 30 mm | Épaisseur |                               |
| Artiste(s) Léopold Wiener | Artiste(s) Léopold Wiener                                                                                           | Tranche cannelée | Tranche cannelée |                               |
| Millésimes 1848-1850 | Millésimes 1848-1850                                                                                                | Frappe totale 2 721 413 | Frappe totale 2 721 413 |                               |
| | | | |                               |
| Remarques – Cette pièce est la seule frappée avec cette valeur nominale de toute l'histoire numismatique belge. Des variantes existent présentant une effigie plus jeune et plus petite ainsi qu'une mention plus petite du nom de l'artiste. Démonétisation par l'arrêté royal du 26 juillet 1868. | | | |                               |
| 2½ francs - Léopold Ier | | | |                               |

| \| 5 francs - Léopold Ier (tête laurée) \| | \| 5 francs - Léopold Ier (tête laurée) \| | \| 5 francs - Léopold Ier (tête laurée) \|                                                                                               | \| 5 francs - Léopold Ier (tête laurée) \|                                                                                               | \| 5 francs - Léopold Ier (tête laurée) \| |
| --- | --- | --- | --- | ------------------------------------------ |
| Pièce de 5 francs de 1834 | | | |                                            |
| Avers : L'effigie du roi Léopold Ier portant une couronne de feuilles de chêne, tournée vers la gauche, entourée de la légende LEOPOLD PREMIER ROI DES BELGES. | Avers : L'effigie du roi Léopold Ier portant une couronne de feuilles de chêne, tournée vers la gauche, entourée de la légende LEOPOLD PREMIER ROI DES BELGES. | Revers : La valeur nominale, en 2 lignes, 5 FRANCS, le millésime et une étoile à 5 branches entourés d'une couronne de feuilles de chêne | Revers : La valeur nominale, en 2 lignes, 5 FRANCS, le millésime et une étoile à 5 branches entourés d'une couronne de feuilles de chêne |                                            |
| Masse 25 g | Alliage Ag 90 %, Cu 10 % | Diamètre 37 mm | Épaisseur |                                            |
| Artiste(s) Joseph-Pierre Braemt | Artiste(s) Joseph-Pierre Braemt | Tranche lisse avec inscription en creux DIEU PROTÈGE LA BELGIQUE                                                                         | Tranche lisse avec inscription en creux DIEU PROTÈGE LA BELGIQUE                                                                         |                                            |
| Millésimes 1832-1849 | Millésimes 1832-1849 | Frappe totale 8 197 628 | Frappe totale 8 197 628 |                                            |
| | | | |                                            |
| Remarques – Cette pièce est une des deux premières pièces émises par la Belgique avec la pièce de 10 centimes Lion belge - monogramme de Léopold Ier. La couronne de feuilles de chêne portée par Léopold Ier symbolise un roi avisé, sage et fort. Démonétisation par l'arrêté royal du 30 juillet 1932. | | | |                                            |
| 5 francs - Léopold Ier (tête laurée) | | | |                                            |

| \| 5 francs - Léopold Ier (tête nue) \| | \| 5 francs - Léopold Ier (tête nue) \|                                                                             | \| 5 francs - Léopold Ier (tête nue) \| | \| 5 francs - Léopold Ier (tête nue) \| | \| 5 francs - Léopold Ier (tête nue) \| |
| --- | --- | --- | --- | --------------------------------------- |
| Pièce de 5 francs de 1849 | | | |                                         |
| Avers : L'effigie du roi Léopold Ier, tournée vers la gauche, entourée de la légende LEOPOLD PREMIER ROI DES BELGES                                               | Avers : L'effigie du roi Léopold Ier, tournée vers la gauche, entourée de la légende LEOPOLD PREMIER ROI DES BELGES | Revers : L'écu couronné portant le lion belge entouré de la valeur nominale 5 F et de deux branches de laurier, en dessous desquelles est située le millésime. La devise nationale L'UNION FAIT LA FORCE est apposée en haut de la pièce. | Revers : L'écu couronné portant le lion belge entouré de la valeur nominale 5 F et de deux branches de laurier, en dessous desquelles est située le millésime. La devise nationale L'UNION FAIT LA FORCE est apposée en haut de la pièce. |                                         |
| Masse 25 g | Alliage Ag 90 %, Cu 10 %                                                                                            | Diamètre 37 mm | Épaisseur |                                         |
| Artiste(s) Léopold Wiener | Artiste(s) Léopold Wiener                                                                                           | Tranche lisse avec inscription en creux DIEU PROTÈGE LA BELGIQUE | Tranche lisse avec inscription en creux DIEU PROTÈGE LA BELGIQUE |                                         |
| Millésimes 1849-1865 | Millésimes 1849-1865                                                                                                | Frappe totale 20 838 470 | Frappe totale 20 838 470 |                                         |
| | | | |                                         |
| Remarques – Pour la première fois un concours a été organisé pour sélectionner l'effigie et le grand sceau. Démonétisation par l'arrêté royal du 30 juillet 1932. | | | |                                         |
| 5 francs - Léopold Ier (tête nue) | | | |                                         |

| \| 10 francs - Léopold Ier \|                                                                                        | \| 10 francs - Léopold Ier \|                                                                                        | \| 10 francs - Léopold Ier \| | \| 10 francs - Léopold Ier \| | \| 10 francs - Léopold Ier \| |
| --- | --- | --- | --- | ----------------------------- |
| Pièce de 10 francs de 1849                                                                                           | | | |                               |
| Avers : L'effigie du roi Léopold Ier, tournée vers la droite, entourée de la légende LEOPOLD PREMIER ROI DES BELGES. | Avers : L'effigie du roi Léopold Ier, tournée vers la droite, entourée de la légende LEOPOLD PREMIER ROI DES BELGES. | Revers : L'écusson aux armes de la Belgique sous un pavillon au manteau fourré d'hermine et surmonté d'une couronne, sous la devise nationale L'UNION FAIT LA FORCE. De part et d'autre : la valeur nominale 10 F.. En dessous : le millésime entouré par le poids (3,166) et le titre du métal (900/M). | Revers : L'écusson aux armes de la Belgique sous un pavillon au manteau fourré d'hermine et surmonté d'une couronne, sous la devise nationale L'UNION FAIT LA FORCE. De part et d'autre : la valeur nominale 10 F.. En dessous : le millésime entouré par le poids (3,166) et le titre du métal (900/M). |                               |
| Masse 3,166 g | Alliage Au 90 %, Cu 10 %                                                                                             | Diamètre 17 mm | Épaisseur |                               |
| Artiste(s) Léopold Wiener                                                                                            | Artiste(s) Léopold Wiener                                                                                            | Tranche cannelée | Tranche cannelée |                               |
| Millésimes 1849-1850                                                                                                 | Millésimes 1849-1850                                                                                                 | Frappe totale 100 515 | Frappe totale 100 515 |                               |
| | | | |                               |
| Remarques – Démonétisation par l'arrêté royal du 11 août 1854.                                                       | | | |                               |
| 10 francs - Léopold Ier                                                                                              | | | |                               |

| \| 20 francs - Léopold Ier \| | \| 20 francs - Léopold Ier \|                                                                                        | \| 20 francs - Léopold Ier \|                                                                                                   | \| 20 francs - Léopold Ier \|                                                                                                   | \| 20 francs - Léopold Ier \| |
| --- | --- | --- | --- | ----------------------------- |
| Pièce de 20 francs de 1865 | | | |                               |
| Avers : L'effigie du roi Léopold Ier, tournée vers la droite, entourée de la légende LEOPOLD PREMIER ROI DES BELGES.                 | Avers : L'effigie du roi Léopold Ier, tournée vers la droite, entourée de la légende LEOPOLD PREMIER ROI DES BELGES. | Revers : La valeur nominale, en deux lignes, 20 FRANCS et le millésime entourés de deux branches de chêne formant une couronne. | Revers : La valeur nominale, en deux lignes, 20 FRANCS et le millésime entourés de deux branches de chêne formant une couronne. |                               |
| Masse 6,451 6 g | Alliage Au 90 %, Cu 10 %                                                                                             | Diamètre 21 mm | Épaisseur |                               |
| Artiste(s) Léopold Wiener | Artiste(s) Léopold Wiener                                                                                            | Tranche lisse avec inscription en creux DIEU PROTÈGE LA BELGIQUE                                                                | Tranche lisse avec inscription en creux DIEU PROTÈGE LA BELGIQUE                                                                |                               |
| Millésimes 1865 | Millésimes 1865 | Frappe totale 1 558 066 | Frappe totale 1 558 066 |                               |
| | | | |                               |
| Remarques – Cette pièce est la première pièce en or mise en circulation par la Belgique. Démonétisation par la loi du 12 avril 1957. | | | |                               |
| 20 francs - Léopold Ier | | | |                               |

| \| 25 francs - Léopold Ier \| | \| 25 francs - Léopold Ier \|                                                                                        | \| 25 francs - Léopold Ier \| | \| 25 francs - Léopold Ier \| | \| 25 francs - Léopold Ier \| |
| --- | --- | --- | --- | ----------------------------- |
| Pièce de 25 francs de 1848 | | | |                               |
| Avers : L'effigie du roi Léopold Ier, tournée vers la droite, entourée de la légende LEOPOLD PREMIER ROI DES BELGES.                        | Avers : L'effigie du roi Léopold Ier, tournée vers la droite, entourée de la légende LEOPOLD PREMIER ROI DES BELGES. | Revers : L'écusson aux armes de la Belgique entouré du collier de l'Ordre de Léopold sous un pavillon au manteau fourré d'hermine et surmonté d'une couronne, sous la devise nationale L'UNION FAIT LA FORCE. De part et d'autre : la valeur nominale 25 FCS. En dessous : le millésime entouré par le poids (7,915) et le titre du métal (900/M). | Revers : L'écusson aux armes de la Belgique entouré du collier de l'Ordre de Léopold sous un pavillon au manteau fourré d'hermine et surmonté d'une couronne, sous la devise nationale L'UNION FAIT LA FORCE. De part et d'autre : la valeur nominale 25 FCS. En dessous : le millésime entouré par le poids (7,915) et le titre du métal (900/M). |                               |
| Masse 7,915 g | Alliage Au 90 %, Cu 10 %                                                                                             | Diamètre 22 mm | Épaisseur |                               |
| Artiste(s) Léopold Wiener | Artiste(s) Léopold Wiener                                                                                            | Tranche cannelée | Tranche cannelée |                               |
| Millésimes 1848-1850 | Millésimes 1848-1850                                                                                                 | Frappe totale 545 635 | Frappe totale 545 635 |                               |
| | | | |                               |
| Remarques – Cette pièce est la première pièce en or mise en circulation par la Belgique. Démonétisation par l'arrêté royal du 11 août 1854. | | | |                               |
| 25 francs - Léopold Ier | | | |                               |

## Pièces émises sous le règne du roi LéopoldII(1865-1909)
Lorsque le roi Léopold II succède à son père, le 17 décembre 1865, la Belgique est en passe de rejoindre l'Union latine, une convention monétaire qui l'unit à la France, l'Italie, la Suisse et, plus tard, la Grèce. Cette convention définit les normes et oblige les pays signataires à accepter les pièces en or et argent émises par les autres pays si celles-ci correspondent aux normes édictées. C'est pour cette raison que la Belgique produit désormais des pièces en argent comprenant 83,5 % d'argent et non plus 90 %.
Les pièces de plus petites valeurs sont, quant à elles, toujours frappées dans des métaux ordinaires, le cuivre et le cupro-nickel. Ces dernières ressemblant trop à l'argent se voient dotées d'une perforation centrale, à partir du début du XXe siècle. Cette pratique venue de Chine et du Japon avait d'abord été importée au Congo, sur lequel régnait Léopold II. D'autres pays européens ont ensuite suivi cet exemple.
En 1880, la Belgique fête ses 50 ans d'indépendance. À cette occasion, les deux premières pièces commémoratives sont frappées portant les effigies des deux premiers souverains. Elles n'existent encore qu'en légende française car il faudra attendre 1886 pour voir apparaître des pièces en légende néerlandaise. Cette langue vient en effet d'être reconnue comme langue nationale. À partir de cette date, toutes les pièces seront frappées en légende soit française, soit néerlandaise, soit bilingue, à quelques exceptions près. L'allemand n'apparaîtra que bien plus tard.

### Pièces ordinaires destinées à la circulation
| \| 1 centime - Lion belge et Monogramme de Léopold II \| | \| 1 centime - Lion belge et Monogramme de Léopold II \| | \| 1 centime - Lion belge et Monogramme de Léopold II \| | \| 1 centime - Lion belge et Monogramme de Léopold II \| | \| 1 centime - Lion belge et Monogramme de Léopold II \| |
| --- | --- | --- | --- | -------------------------------------------------------- |
| Pièces de 1 centime de 1887 et 1901 | | | |                                                          |
| Avers : Le monogramme royal du roi Léopold II, composé d'un L couronné, entourée de la légende LEOPOLD II KONING DER BELGEN (suivi de deux étoiles) ou LEOPOLD II ROI DES BELGES (suivi d'une étoile) et du millésime | Avers : Le monogramme royal du roi Léopold II, composé d'un L couronné, entourée de la légende LEOPOLD II KONING DER BELGEN (suivi de deux étoiles) ou LEOPOLD II ROI DES BELGES (suivi d'une étoile) et du millésime | Revers : Le lion belge assis posant la patte avant droite sur la table de la Constitution sur laquelle on lit BELGISCHE GRONDWET 1831 ou CONSTITUTION BELGE 1831, sous la devise EENDRACHT MAAKT MACHT ou L'UNION FAIT LA FORCE et au-dessus de la valeur nominale 1 CENTM ou 1 CENTE. | Revers : Le lion belge assis posant la patte avant droite sur la table de la Constitution sur laquelle on lit BELGISCHE GRONDWET 1831 ou CONSTITUTION BELGE 1831, sous la devise EENDRACHT MAAKT MACHT ou L'UNION FAIT LA FORCE et au-dessus de la valeur nominale 1 CENTM ou 1 CENTE. |                                                          |
| Masse 2 g | Alliage Cu 100 % | Diamètre 16,5 mm | Épaisseur |                                                          |
| Artiste(s) Joseph-Pierre Braemt | Artiste(s) Joseph-Pierre Braemt | Tranche cannelée | Tranche cannelée |                                                          |
| Millésimes 1869-1907 | Millésimes 1869-1907 | Frappe totale 61 258 390 (NL : 22 687 675, FR : 38 570 715) | Frappe totale 61 258 390 (NL : 22 687 675, FR : 38 570 715) |                                                          |
| | | | |                                                          |
| Remarques – Cette pièce ne fut frappée en néerlandais qu'à partir de 1887. Démonétisation par l'arrêté royal du 7 mai 1953.                                                                                           | | | |                                                          |
| 1 centime - Lion belge et Monogramme de Léopold II | | | |                                                          |

| \| 2 centimes - Lion belge et Monogramme de Léopold II \| | \| 2 centimes - Lion belge et Monogramme de Léopold II \| | \| 2 centimes - Lion belge et Monogramme de Léopold II \| | \| 2 centimes - Lion belge et Monogramme de Léopold II \| | \| 2 centimes - Lion belge et Monogramme de Léopold II \| |
| --- | --- | --- | --- | --------------------------------------------------------- |
| Pièces de 2 centimes de 1902 | | | |                                                           |
| Avers : Le monogramme royal du roi Léopold II, composé d'un L couronné, entourée de la légende LEOPOLD II KONING DER BELGEN (suivi de deux étoiles) ou LEOPOLD II ROI DES BELGES (suivi d'une étoile) et du millésime | Avers : Le monogramme royal du roi Léopold II, composé d'un L couronné, entourée de la légende LEOPOLD II KONING DER BELGEN (suivi de deux étoiles) ou LEOPOLD II ROI DES BELGES (suivi d'une étoile) et du millésime | Revers : Le lion belge assis posant la patte avant droite sur la table de la Constitution sur laquelle on lit BELGISCHE GRONDWET 1831 ou CONSTITUTION BELGE 1831, sous la devise EENDRACHT MAAKT MACHT ou L'UNION FAIT LA FORCE et au-dessus de la valeur nominale 2 CENTN ou 2 CENTS. | Revers : Le lion belge assis posant la patte avant droite sur la table de la Constitution sur laquelle on lit BELGISCHE GRONDWET 1831 ou CONSTITUTION BELGE 1831, sous la devise EENDRACHT MAAKT MACHT ou L'UNION FAIT LA FORCE et au-dessus de la valeur nominale 2 CENTN ou 2 CENTS. |                                                           |
| Masse 4 g | Alliage Cu 100 % | Diamètre 21,5 mm | Épaisseur |                                                           |
| Artiste(s) Joseph-Pierre Braemt | Artiste(s) Joseph-Pierre Braemt | Tranche cannelée | Tranche cannelée |                                                           |
| Millésimes 1869-1909 | Millésimes 1869-1909 | Frappe totale 82 904 684 (NL : 8 039 657, FR : 74 865 027) | Frappe totale 82 904 684 (NL : 8 039 657, FR : 74 865 027) |                                                           |
| | | | |                                                           |
| Remarques – Cette pièce ne fut frappée en néerlandais qu'à partir de 1902. Démonétisation par l'arrêté royal du 7 mai 1953.                                                                                           | | | |                                                           |
| 2 centimes - Lion belge et Monogramme de Léopold II | | | |                                                           |

| \| 5 centimes - Lion rampant \| | \| 5 centimes - Lion rampant \| | \| 5 centimes - Lion rampant \| | \| 5 centimes - Lion rampant \| | \| 5 centimes - Lion rampant \| |
| --- | --- | --- | --- | ------------------------------- |
| Pièces de 5 centimes de 1894 | | | |                                 |
| Avers : Le lion belge rampant vers la gauche, entouré de la devise EENDRACHT MAAKT MACHT ou L'UNION FAIT LA FORCE et au-dessus du millésime entre 2 étoiles à 5 branches | Avers : Le lion belge rampant vers la gauche, entouré de la devise EENDRACHT MAAKT MACHT ou L'UNION FAIT LA FORCE et au-dessus du millésime entre 2 étoiles à 5 branches | Revers : La valeur nominale, en 2 lignes, 5 CENTIEMEN ou 5 CENTIMES au-dessus d'une étoile et entouré par la légende LEOPOLD II KONING DER BELGEN ou LEOPOLD II ROI DES BELGES. | Revers : La valeur nominale, en 2 lignes, 5 CENTIEMEN ou 5 CENTIMES au-dessus d'une étoile et entouré par la légende LEOPOLD II KONING DER BELGEN ou LEOPOLD II ROI DES BELGES. |                                 |
| Masse 3 g | Alliage Cu 75 %, Ni 25 % | Diamètre 19 mm | Épaisseur |                                 |
| Artiste(s) Joseph-Pierre Braemt | Artiste(s) Joseph-Pierre Braemt | Tranche lisse | Tranche lisse |                                 |
| Millésimes 1894-1901 | Millésimes 1894-1901 | Frappe totale 23 729 904 (NL : 11 761 427, FR : 11 968 477) | Frappe totale 23 729 904 (NL : 11 761 427, FR : 11 968 477) |                                 |
| | | | |                                 |
| Remarques – L'avers des pièces frappées en 1901 est légèrement différent. Démonétisation par l'arrêté royal du 30 juin 1906.                                             | | | |                                 |
| 5 centimes - Lion rampant | | | |                                 |

| \| 5 centimes - Monogramme de Léopold II \| | \| 5 centimes - Monogramme de Léopold II \| | \| 5 centimes - Monogramme de Léopold II \|                                                      | \| 5 centimes - Monogramme de Léopold II \|                                                      | \| 5 centimes - Monogramme de Léopold II \| |
| --- | --- | ------------------------------------------------------------------------------------------------ | ------------------------------------------------------------------------------------------------ | ------------------------------------------- |
| Pièces de 5 centimes de 1902 | |                                                                                                  |                                                                                                  |                                             |
| Avers : Le monogramme royal du roi Léopold II, composé de 2 L en miroir surmontés d'une couronne, entouré de la légende KONINKRIJK BELGIË (suivie de 2 étoiles) ou ROYAUME DE BELGIQUE (suivie d'une étoile) et du millésime                                                               | Avers : Le monogramme royal du roi Léopold II, composé de 2 L en miroir surmontés d'une couronne, entouré de la légende KONINKRIJK BELGIË (suivie de 2 étoiles) ou ROYAUME DE BELGIQUE (suivie d'une étoile) et du millésime | Revers : Une branche de laurier, à gauche de la valeur nominale, en deux lignes, 5 CEN ou 5 CES. | Revers : Une branche de laurier, à gauche de la valeur nominale, en deux lignes, 5 CEN ou 5 CES. |                                             |
| Masse 2,5 g | Alliage Cu 75 %, Ni 25 % | Diamètre 19 mm trou central : 3,5 mm                                                             | Épaisseur                                                                                        |                                             |
| Artiste(s) Alphonse Michaux | Artiste(s) Alphonse Michaux | Tranche lisse                                                                                    | Tranche lisse                                                                                    |                                             |
| Millésimes 1901-1907 | Millésimes 1901-1907 | Frappe totale 54 642 581 (NL : 27 315 013, FR : 27 327 568)                                      | Frappe totale 54 642 581 (NL : 27 315 013, FR : 27 327 568)                                      |                                             |
| | |                                                                                                  |                                                                                                  |                                             |
| Remarques – La perforation centrale des pièces de cette série est une première européenne. Cette pratique était déjà utilisée en Chine et au Japon, ainsi que dans l'État indépendant du Congo, dont le souverain était Léopold II. Démonétisation par l'arrêté royal du 29 décembre 1955. | |                                                                                                  |                                                                                                  |                                             |
| 5 centimes - Monogramme de Léopold II | |                                                                                                  |                                                                                                  |                                             |

| \| 10 centimes - Lion rampant \| | \| 10 centimes - Lion rampant \| | \| 10 centimes - Lion rampant \| | \| 10 centimes - Lion rampant \| | \| 10 centimes - Lion rampant \| |
| --- | --- | --- | --- | -------------------------------- |
| Pièces de 10 centimes de 1894 | | | |                                  |
| Avers : Le lion belge rampant vers la gauche, entouré de la devise EENDRACHT MAAKT MACHT ou L'UNION FAIT LA FORCE et au-dessus du millésime entre 2 étoiles à 5 branches | Avers : Le lion belge rampant vers la gauche, entouré de la devise EENDRACHT MAAKT MACHT ou L'UNION FAIT LA FORCE et au-dessus du millésime entre 2 étoiles à 5 branches | Revers : La valeur nominale, en 2 lignes, 10 CENTIEMEN ou 10 CENTIMES au-dessus d'une étoile et entouré par la légende LEOPOLD II KONING DER BELGEN ou LEOPOLD II ROI DES BELGES. | Revers : La valeur nominale, en 2 lignes, 10 CENTIEMEN ou 10 CENTIMES au-dessus d'une étoile et entouré par la légende LEOPOLD II KONING DER BELGEN ou LEOPOLD II ROI DES BELGES. |                                  |
| Masse 4,5 g | Alliage Cu 75 %, Ni 25 % | Diamètre 21 mm | Épaisseur |                                  |
| Artiste(s) Joseph-Pierre Braemt | Artiste(s) Joseph-Pierre Braemt | Tranche lisse | Tranche lisse |                                  |
| Millésimes 1894-1901 | Millésimes 1894-1901 | Frappe totale 33 467 563 (NL : 16 794 350, FR : 16 673 213) | Frappe totale 33 467 563 (NL : 16 794 350, FR : 16 673 213) |                                  |
| | | | |                                  |
| Remarques – Démonétisation par l'arrêté royal du 30 juin 1906. | | | |                                  |
| 10 centimes - Lion rampant | | | |                                  |

| \| 10 centimes - Monogramme de Léopold II \| | \| 10 centimes - Monogramme de Léopold II \| | \| 10 centimes - Monogramme de Léopold II \|                                                       | \| 10 centimes - Monogramme de Léopold II \|                                                       | \| 10 centimes - Monogramme de Léopold II \| |
| --- | --- | -------------------------------------------------------------------------------------------------- | -------------------------------------------------------------------------------------------------- | -------------------------------------------- |
| Pièces de 10 centimes de 1908 | | | |                                              |
| Avers : Le monogramme royal du roi Léopold II, composé de 2 L en miroir surmontés d'une couronne, entouré de la légende KONINKRIJK BELGIË (suivie de 2 étoiles) ou ROYAUME DE BELGIQUE (suivie d'une étoile) et du millésime                                                               | Avers : Le monogramme royal du roi Léopold II, composé de 2 L en miroir surmontés d'une couronne, entouré de la légende KONINKRIJK BELGIË (suivie de 2 étoiles) ou ROYAUME DE BELGIQUE (suivie d'une étoile) et du millésime | Revers : Une branche de laurier, à gauche de la valeur nominale, en deux lignes, 10 CEN ou 10 CES. | Revers : Une branche de laurier, à gauche de la valeur nominale, en deux lignes, 10 CEN ou 10 CES. |                                              |
| Masse 4 g | Alliage Cu 75 %, Ni 25 % | Diamètre 22 mm trou central : 4 mm                                                                 | Épaisseur                                                                                          |                                              |
| Artiste(s) Alphonse Michaux | Artiste(s) Alphonse Michaux | Tranche lisse                                                                                      | Tranche lisse                                                                                      |                                              |
| Millésimes 1901-1906 | Millésimes 1901-1906 | Frappe totale 79 268 094 (NL : 39 847 352, FR : 39 440 742)                                        | Frappe totale 79 268 094 (NL : 39 847 352, FR : 39 440 742)                                        |                                              |
| | | | |                                              |
| Remarques – La perforation centrale des pièces de cette série est une première européenne. Cette pratique était déjà utilisée en Chine et au Japon, ainsi que dans l'État indépendant du Congo, dont le souverain était Léopold II. Démonétisation par l'arrêté royal du 29 décembre 1955. | | | |                                              |
| 10 centimes - Monogramme de Léopold II | | | |                                              |

| \| 25 centimes - Monogramme de Léopold II \| | \| 25 centimes - Monogramme de Léopold II \| | \| 25 centimes - Monogramme de Léopold II \|                                                       | \| 25 centimes - Monogramme de Léopold II \|                                                       | \| 25 centimes - Monogramme de Léopold II \| |
| --- | --- | -------------------------------------------------------------------------------------------------- | -------------------------------------------------------------------------------------------------- | -------------------------------------------- |
| Pièces de 25 centimes de 1908 | | | |                                              |
| Avers : Le monogramme royal du roi Léopold II, composé de 2 L en miroir surmontés d'une couronne, entouré de la légende KONINKRIJK BELGIË (suivie de 2 étoiles) ou ROYAUME DE BELGIQUE (suivie d'une étoile) et du millésime                                                              | Avers : Le monogramme royal du roi Léopold II, composé de 2 L en miroir surmontés d'une couronne, entouré de la légende KONINKRIJK BELGIË (suivie de 2 étoiles) ou ROYAUME DE BELGIQUE (suivie d'une étoile) et du millésime | Revers : Une branche de laurier, à gauche de la valeur nominale, en deux lignes, 25 CEN ou 25 CES. | Revers : Une branche de laurier, à gauche de la valeur nominale, en deux lignes, 25 CEN ou 25 CES. |                                              |
| Masse 6,5 g | Alliage Cu 75 %, Ni 25 % | Diamètre 26 mm trou central : 4,5 mm                                                               | Épaisseur                                                                                          |                                              |
| Artiste(s) Alphonse Michaux | Artiste(s) Alphonse Michaux | Tranche lisse                                                                                      | Tranche lisse                                                                                      |                                              |
| Millésimes 1908-1909 | Millésimes 1908-1909 | Frappe totale 10 016 321 (NL : 4 011 357, FR : 6 004 964)                                          | Frappe totale 10 016 321 (NL : 4 011 357, FR : 6 004 964)                                          |                                              |
| | | | |                                              |
| Remarques – La perforation centrale des pièces de cette série est une première européenne. Cette pratique était déjà utilisée en Chine et au Japon, ainsi que dans l'État indépendant du Congo, dont le souverain était Léopold II. Démonétisation par l'arrêté royal du 30 janvier 1967. | | | |                                              |
| 25 centimes - Monogramme de Léopold II | | | |                                              |

| \| 50 centimes - Léopold II \| | \| 50 centimes - Léopold II \| | \| 50 centimes - Léopold II \| | \| 50 centimes - Léopold II \| | \| 50 centimes - Léopold II \| |
| --- | --- | --- | --- | ------------------------------ |
| Pièces de 50 centimes de 1866 et 1886 | | | |                                |
| Avers : L'effigie du roi Léopold II, tournée vers la gauche, entourée de la légende LEOPOLD II KONING DER BELGEN ou LEOPOLD II ROI DES BELGES | Avers : L'effigie du roi Léopold II, tournée vers la gauche, entourée de la légende LEOPOLD II KONING DER BELGEN ou LEOPOLD II ROI DES BELGES | Revers : L'écu couronné portant le lion belge posé sur un sceptre et un bâton de justice croisés et entouré du collier de l'Ordre de Léopold et entouré de la valeur nominale 50 CN ou 50 CS. Au bas de la pièce est apposée le millésime et, en haut, la devise nationale EENDRACHT MAAKT MACHT ou L'UNION FAIT LA FORCE. | Revers : L'écu couronné portant le lion belge posé sur un sceptre et un bâton de justice croisés et entouré du collier de l'Ordre de Léopold et entouré de la valeur nominale 50 CN ou 50 CS. Au bas de la pièce est apposée le millésime et, en haut, la devise nationale EENDRACHT MAAKT MACHT ou L'UNION FAIT LA FORCE. |                                |
| Masse 2,5 g | Alliage Ag 83,5 %, Cu 16,5 % | Diamètre 18 mm | Épaisseur |                                |
| Artiste(s) Léopold Wiener | Artiste(s) Léopold Wiener | Tranche cannelée | Tranche cannelée |                                |
| Millésimes 1866-1899 | Millésimes 1866-1899 | Frappe totale 16 095 864 (NL : 4 751 000, FR : 11 344 864) | Frappe totale 16 095 864 (NL : 4 751 000, FR : 11 344 864) |                                |
| | | | |                                |
| Remarques – Cette pièce ne fut frappée en néerlandais qu'à partir de 1886. Démonétisation par l'arrêté royal du 30 juillet 1932.              | | | |                                |
| 50 centimes - Léopold II | | | |                                |

| \| 50 centimes - Lion assis \| | \| 50 centimes - Lion assis \| | \| 50 centimes - Lion assis \| | \| 50 centimes - Lion assis \| | \| 50 centimes - Lion assis \| |
| --- | --- | --- | --- | ------------------------------ |
| Pièces de 50 centimes de 1901 | | | |                                |
| Avers : L'effigie du roi Léopold II, tournée vers la gauche, entourée de la légende LEOPOLD II KONING DER BELGEN ou LEOPOLD II ROI DES BELGES. | Avers : L'effigie du roi Léopold II, tournée vers la gauche, entourée de la légende LEOPOLD II KONING DER BELGEN ou LEOPOLD II ROI DES BELGES. | Revers : Le lion belge assis posant la patte avant gauche sur la table de la Constitution et regardant en arrière, sous la devise EENDRACHT MAAKT MACHT ou L'UNION FAIT LA FORCE, au-dessus de la valeur nominale 50 CEN ou 50 CS et à droite du millésime. | Revers : Le lion belge assis posant la patte avant gauche sur la table de la Constitution et regardant en arrière, sous la devise EENDRACHT MAAKT MACHT ou L'UNION FAIT LA FORCE, au-dessus de la valeur nominale 50 CEN ou 50 CS et à droite du millésime. |                                |
| Masse 2,5 g | Alliage Ag 83,5 %, Cu 16,5 % | Diamètre 18 mm | Épaisseur |                                |
| Artiste(s) Thomas Vinçotte | Artiste(s) Thomas Vinçotte | Tranche cannelée | Tranche cannelée |                                |
| Millésimes 1901 | Millésimes 1901 | Frappe totale 6 000 000 (NL : 3 000 000, FR : 3 000 000) | Frappe totale 6 000 000 (NL : 3 000 000, FR : 3 000 000) |                                |
| | | | |                                |
| Remarques – Des pièces semblables de 1 et 2 francs devaient également être émise. L'usure rapide des pièces de 50 centimes mis fin à leur production et les pièces de 1 et 2 francs ne furent jamais émises. Démonétisation par l'arrêté royal du 30 juillet 1932. | | | |                                |
| 50 centimes - Lion assis | | | |                                |

| \| 50 centimes - Léopold II \| | \| 50 centimes - Léopold II \| | \| 50 centimes - Léopold II \| | \| 50 centimes - Léopold II \| | \| 50 centimes - Léopold II \| |
| --- | --- | --- | --- | ------------------------------ |
| Pièces de 50 centimes de 1907 | | | |                                |
| Avers : L'effigie du roi Léopold II, tournée vers la gauche, entourée de la légende LEOPOLD II KONING DER BELGEN ou LEOPOLD II ROI DES BELGES | Avers : L'effigie du roi Léopold II, tournée vers la gauche, entourée de la légende LEOPOLD II KONING DER BELGEN ou LEOPOLD II ROI DES BELGES | Revers : La valeur nominale, en 2 lignes, 50 CENTN ou 50 CENTS et le millésime entourés par une couronne composée d'une branche de chêne et une branche de lierre liées par un ruban. | Revers : La valeur nominale, en 2 lignes, 50 CENTN ou 50 CENTS et le millésime entourés par une couronne composée d'une branche de chêne et une branche de lierre liées par un ruban. |                                |
| Masse 2,5 g | Alliage Ag 83,5 %, Cu 16,5 % | Diamètre 18 mm | Épaisseur |                                |
| Artiste(s) Thomas Vinçotte | Artiste(s) Thomas Vinçotte | Tranche cannelée | Tranche cannelée |                                |
| Millésimes 1907-1909 | Millésimes 1907-1909 | Frappe totale 6 102 916 (NL : 3 055 000, FR : 3 047 916) | Frappe totale 6 102 916 (NL : 3 055 000, FR : 3 047 916) |                                |
| | | | |                                |
| Remarques – Démonétisation par l'arrêté royal du 30 juillet 1932.                                                                             | | | |                                |
| 50 centimes - Léopold II | | | |                                |

| \| 1 franc - Léopold II \| | \| 1 franc - Léopold II \| | \| 1 franc - Léopold II \| | \| 1 franc - Léopold II \| | \| 1 franc - Léopold II \| |
| --- | --- | --- | --- | -------------------------- |
| Pièces de 1 franc de 1866 et 1886 | | | |                            |
| Avers : L'effigie du roi Léopold II, tournée vers la gauche, entourée de la légende LEOPOLD II KONING DER BELGEN ou LEOPOLD II ROI DES BELGES       | Avers : L'effigie du roi Léopold II, tournée vers la gauche, entourée de la légende LEOPOLD II KONING DER BELGEN ou LEOPOLD II ROI DES BELGES | Revers : L'écu couronné portant le lion belge posé sur un sceptre et un bâton de justice croisés et entouré du collier de l'Ordre de Léopold et entouré de la valeur nominale 1 F. Au bas de la pièce est apposée le millésime et, en haut, la devise nationale EENDRACHT MAAKT MACHT ou L'UNION FAIT LA FORCE. | Revers : L'écu couronné portant le lion belge posé sur un sceptre et un bâton de justice croisés et entouré du collier de l'Ordre de Léopold et entouré de la valeur nominale 1 F. Au bas de la pièce est apposée le millésime et, en haut, la devise nationale EENDRACHT MAAKT MACHT ou L'UNION FAIT LA FORCE. |                            |
| Masse 5 g | Alliage Ag 83,5 %, Cu 16,5 % | Diamètre 23 mm | Épaisseur |                            |
| Artiste(s) Léopold Wiener | Artiste(s) Léopold Wiener | Tranche cannelée | Tranche cannelée |                            |
| Millésimes 1866-1887 | Millésimes 1866-1887 | Frappe totale 16 881 092 (NL : 3 750 000, FR : 13 131 092) | Frappe totale 16 881 092 (NL : 3 750 000, FR : 13 131 092) |                            |
| | | | |                            |
| Remarques – Cette pièce fut la première pièce belge frappée en néerlandais, à partir de 1886. Démonétisation par l'arrêté royal du 30 juillet 1932. | | | |                            |
| 1 franc - Léopold II | | | |                            |

| \| 1 franc - Léopold II \| | \| 1 franc - Léopold II \| | \| 1 franc - Léopold II \| | \| 1 franc - Léopold II \| | \| 1 franc - Léopold II \| |
| --- | --- | --- | --- | -------------------------- |
| Pièces de 1 franc de 1904 | | | |                            |
| Avers : L'effigie du roi Léopold II, tournée vers la gauche, entourée de la légende LEOPOLD II KONING DER BELGEN ou LEOPOLD II ROI DES BELGES | Avers : L'effigie du roi Léopold II, tournée vers la gauche, entourée de la légende LEOPOLD II KONING DER BELGEN ou LEOPOLD II ROI DES BELGES | Revers : La valeur nominale, en 2 lignes, 1 FRANK ou 1 FRANC et le millésime entourés par une couronne composée d'une branche de chêne et une branche de lierre liées par un ruban. | Revers : La valeur nominale, en 2 lignes, 1 FRANK ou 1 FRANC et le millésime entourés par une couronne composée d'une branche de chêne et une branche de lierre liées par un ruban. |                            |
| Masse 5 g | Alliage Ag 83,5 %, Cu 16,5 % | Diamètre 23 mm | Épaisseur |                            |
| Artiste(s) Thomas Vinçotte | Artiste(s) Thomas Vinçotte | Tranche cannelée | Tranche cannelée |                            |
| Millésimes 1904-1909 | Millésimes 1904-1909 | Frappe totale 6 106 000 (NL : 3 053 000, FR : 3 053 000) | Frappe totale 6 106 000 (NL : 3 053 000, FR : 3 053 000) |                            |
| | | | |                            |
| Remarques – Démonétisation par l'arrêté royal du 30 juillet 1932.                                                                             | | | |                            |
| 1 franc - Léopold II | | | |                            |

| \| 2 francs - Léopold II \| | \| 2 francs - Léopold II \| | \| 2 francs - Léopold II \| | \| 2 francs - Léopold II \| | \| 2 francs - Léopold II \| |
| --- | --- | --- | --- | --------------------------- |
| Pièces de 2 francs de 1866 et 1887 | | | |                             |
| Avers : L'effigie du roi Léopold II, tournée vers la gauche, entourée de la légende LEOPOLD II KONING DER BELGEN ou LEOPOLD II ROI DES BELGES | Avers : L'effigie du roi Léopold II, tournée vers la gauche, entourée de la légende LEOPOLD II KONING DER BELGEN ou LEOPOLD II ROI DES BELGES | Revers : L'écu couronné portant le lion belge posé sur un sceptre et un bâton de justice croisés et entouré du collier de l'Ordre de Léopold et entouré de la valeur nominale 2 F. Au bas de la pièce est apposée le millésime et, en haut, la devise nationale EENDRACHT MAAKT MACHT ou L'UNION FAIT LA FORCE. | Revers : L'écu couronné portant le lion belge posé sur un sceptre et un bâton de justice croisés et entouré du collier de l'Ordre de Léopold et entouré de la valeur nominale 2 F. Au bas de la pièce est apposée le millésime et, en haut, la devise nationale EENDRACHT MAAKT MACHT ou L'UNION FAIT LA FORCE. |                             |
| Masse 10 g | Alliage Ag 83,5 %, Cu 16,5 % | Diamètre 27 mm | Épaisseur |                             |
| Artiste(s) Léopold Wiener | Artiste(s) Léopold Wiener | Tranche cannelée | Tranche cannelée |                             |
| Millésimes 1866-1887 | Millésimes 1866-1887 | Frappe totale 8 045 230 (NL : 150 000, FR : 7 895 230) | Frappe totale 8 045 230 (NL : 150 000, FR : 7 895 230) |                             |
| | | | |                             |
| Remarques – Cette pièce ne fut frappée en néerlandais qu'en 1887. Démonétisation par l'arrêté royal du 30 juillet 1932.                       | | | |                             |
| 2 francs - Léopold II | | | |                             |

| \| 2 francs - Léopold II \| | \| 2 francs - Léopold II \| | \| 2 francs - Léopold II \| | \| 2 francs - Léopold II \| | \| 2 francs - Léopold II \| |
| --- | --- | --- | --- | --------------------------- |
| Pièces de 2 francs de 1904 | | | |                             |
| Avers : L'effigie du roi Léopold II, tournée vers la gauche, entourée de la légende LEOPOLD II KONING DER BELGEN ou LEOPOLD II ROI DES BELGES | Avers : L'effigie du roi Léopold II, tournée vers la gauche, entourée de la légende LEOPOLD II KONING DER BELGEN ou LEOPOLD II ROI DES BELGES | Revers : La valeur nominale, en 2 lignes, 2 FRANK ou 2 FRANCS et le millésime entourés par une couronne composée d'une branche de chêne et une branche de lierre liées par un ruban. | Revers : La valeur nominale, en 2 lignes, 2 FRANK ou 2 FRANCS et le millésime entourés par une couronne composée d'une branche de chêne et une branche de lierre liées par un ruban. |                             |
| Masse 10 g | Alliage Ag 83,5 %, Cu 16,5 % | Diamètre 27 mm | Épaisseur |                             |
| Artiste(s) Thomas Vinçotte | Artiste(s) Thomas Vinçotte | Tranche cannelée | Tranche cannelée |                             |
| Millésimes 1904-1909 | Millésimes 1904-1909 | Frappe totale 2 975 000 (NL : 1 487 500, FR : 1 487 500) | Frappe totale 2 975 000 (NL : 1 487 500, FR : 1 487 500) |                             |
| | | | |                             |
| Remarques – Démonétisation par l'arrêté royal du 30 juillet 1932.                                                                             | | | |                             |
| 2 francs - Léopold II | | | |                             |

| \| 5 francs - Léopold II \|                                                                                   | \| 5 francs - Léopold II \|                                                                                   | \| 5 francs - Léopold II \| | \| 5 francs - Léopold II \| | \| 5 francs - Léopold II \| |
| --- | --- | --- | --- | --------------------------- |
| Pièce de 5 francs de 1865                                                                                     | | | |                             |
| Avers : L'effigie du roi Léopold II, tournée vers la gauche, entourée de la légende LEOPOLD II ROI DES BELGES | Avers : L'effigie du roi Léopold II, tournée vers la gauche, entourée de la légende LEOPOLD II ROI DES BELGES | Revers : L'écu couronné portant le lion belge entouré de la valeur nominale 5 F et de deux branches de laurier, en dessous desquelles est située le millésime. La devise nationale L'UNION FAIT LA FORCE est apposée en haut de la pièce. | Revers : L'écu couronné portant le lion belge entouré de la valeur nominale 5 F et de deux branches de laurier, en dessous desquelles est située le millésime. La devise nationale L'UNION FAIT LA FORCE est apposée en haut de la pièce. |                             |
| Masse 25 g | Alliage Ag 90 %, Cu 10 %                                                                                      | Diamètre 37 mm | Épaisseur |                             |
| Artiste(s) Léopold Wiener                                                                                     | Artiste(s) Léopold Wiener                                                                                     | Tranche lisse avec inscription en creux DIEU PROTÈGE LA BELGIQUE | Tranche lisse avec inscription en creux DIEU PROTÈGE LA BELGIQUE |                             |
| Millésimes 1867-1876                                                                                          | Millésimes 1867-1876                                                                                          | Frappe totale 70 099 544 | Frappe totale 70 099 544 |                             |
| | | | |                             |
| Remarques – Démonétisation par l'arrêté royal du 30 juillet 1932.                                             | | | |                             |
| 5 francs - Léopold II                                                                                         | | | |                             |

| \| 20 francs - Grand sceau \| | \| 20 francs - Grand sceau \| | \| 20 francs - Grand sceau \| | \| 20 francs - Grand sceau \| | \| 20 francs - Grand sceau \| |
| --- | --- | --- | --- | ----------------------------- |
| Pièce de 20 francs de 1871 | | | |                               |
| Avers : L'effigie du roi Léopold II, tournée vers la droite, entourée de la légende LEOPOLD II ROI DES BELGES et au-dessus du millésime | Avers : L'effigie du roi Léopold II, tournée vers la droite, entourée de la légende LEOPOLD II ROI DES BELGES et au-dessus du millésime | Revers : L'écu rond portant le lion belge entouré du collier de l'ordre de Léopold sous un pavillon au manteau fourré d'hermine surmonté d'une couronne. Au bas de la pièce est apposée la valeur nominale 20 FR. et, en haut, la devise nationale L'UNION FAIT LA FORCE. | Revers : L'écu rond portant le lion belge entouré du collier de l'ordre de Léopold sous un pavillon au manteau fourré d'hermine surmonté d'une couronne. Au bas de la pièce est apposée la valeur nominale 20 FR. et, en haut, la devise nationale L'UNION FAIT LA FORCE. |                               |
| Masse 6,451 64 g | Alliage Au 90 %, Cu 10 % | Diamètre 21 mm | Épaisseur |                               |
| Artiste(s) Léopold Wiener | Artiste(s) Léopold Wiener | Tranche lisse avec inscription en creux DIEU PROTÈGE LA BELGIQUE | Tranche lisse avec inscription en creux DIEU PROTÈGE LA BELGIQUE |                               |
| Millésimes 1867-1882 | Millésimes 1867-1882 | Frappe totale 27 641 770 | Frappe totale 27 641 770 |                               |
| | | | |                               |
| Remarques – Démonétisation par l'arrêté royal du 12 avril 1957.                                                                         | | | |                               |
| 20 francs - Grand sceau | | | |                               |

### Pièces commémoratives en argent
| \| 1 franc - 50 ans d'indépendance \| | \| 1 franc - 50 ans d'indépendance \| | \| 1 franc - 50 ans d'indépendance \| | \| 1 franc - 50 ans d'indépendance \| | \| 1 franc - 50 ans d'indépendance \| |
| --- | --- | --- | --- | ------------------------------------- |
| Pièce de 1 franc de 1880 | | | |                                       |
| Avers : Les effigies superposées des 2 premiers rois des Belges, tournées vers la droite (de gauche à droite : Léopold Ier et Léopold II), entourés de leurs noms : LEOPOLD I et LEOPOLD II et sous une étoile à 5 branches.                                                     | Avers : Les effigies superposées des 2 premiers rois des Belges, tournées vers la droite (de gauche à droite : Léopold Ier et Léopold II), entourés de leurs noms : LEOPOLD I et LEOPOLD II et sous une étoile à 5 branches. | Revers : L'écu couronné portant le lion belge posé sur un sceptre et un bâton de justice croisés et entouré du collier de l'Ordre de Léopold et entouré de la valeur nominale 1 F. Au bas de la pièce est apposée les années 1830 et 1880, en haut, la légende ROYAUME DE BELGIQUE. | Revers : L'écu couronné portant le lion belge posé sur un sceptre et un bâton de justice croisés et entouré du collier de l'Ordre de Léopold et entouré de la valeur nominale 1 F. Au bas de la pièce est apposée les années 1830 et 1880, en haut, la légende ROYAUME DE BELGIQUE. |                                       |
| Masse 5 g | Alliage Ag 83,5 %, Cu 16,5 % | Diamètre 23 mm | Épaisseur |                                       |
| Artiste(s) Léopold Wiener | Artiste(s) Léopold Wiener | Tranche cannelée | Tranche cannelée |                                       |
| Millésimes 1880 | Millésimes 1880 | Frappe totale 545 222 | Frappe totale 545 222 |                                       |
| | | | |                                       |
| Remarques – Cette pièce marque le 50e anniversaire de l'indépendance de la Belgique en 1830. Avec la pièce de 2 francs émise simultanément, elle est l'une de deux premières pièces commémoratives émises par la Belgique. Démonétisation par l'arrêté royal du 30 juillet 1932. | | | |                                       |
| 1 franc - 50 ans d'indépendance | | | |                                       |

| \| 2 francs - 50 ans d'indépendance \| | \| 2 francs - 50 ans d'indépendance \| | \| 2 francs - 50 ans d'indépendance \| | \| 2 francs - 50 ans d'indépendance \| | \| 2 francs - 50 ans d'indépendance \| |
| --- | --- | --- | --- | -------------------------------------- |
| Pièce de 2 francs de 1880 | | | |                                        |
| Avers : Les effigies superposées des 2 premiers rois des Belges, tournées vers la droite (de gauche à droite : Léopold Ier et Léopold II), entourés de leurs noms : LEOPOLD I et LEOPOLD II et sous une étoile à 5 branches.                                                    | Avers : Les effigies superposées des 2 premiers rois des Belges, tournées vers la droite (de gauche à droite : Léopold Ier et Léopold II), entourés de leurs noms : LEOPOLD I et LEOPOLD II et sous une étoile à 5 branches. | Revers : L'écu couronné portant le lion belge posé sur un sceptre et un bâton de justice croisés et entouré du collier de l'Ordre de Léopold et entouré de la valeur nominale 2 F. Au bas de la pièce est apposée les années 1830 et 1880, en haut, la légende ROYAUME DE BELGIQUE. | Revers : L'écu couronné portant le lion belge posé sur un sceptre et un bâton de justice croisés et entouré du collier de l'Ordre de Léopold et entouré de la valeur nominale 2 F. Au bas de la pièce est apposée les années 1830 et 1880, en haut, la légende ROYAUME DE BELGIQUE. |                                        |
| Masse 10 g | Alliage Ag 83,5 %, Cu 16,5 % | Diamètre 27 mm | Épaisseur |                                        |
| Artiste(s) Léopold Wiener | Artiste(s) Léopold Wiener | Tranche cannelée | Tranche cannelée |                                        |
| Millésimes 1880 | Millésimes 1880 | Frappe totale 117 647 | Frappe totale 117 647 |                                        |
| | | | |                                        |
| Remarques – Cette pièce marque le 50e anniversaire de l'indépendance de la Belgique en 1830. Avec la pièce de 1 franc émise simultanément, elle est l'une de deux premières pièces commémoratives émises par la Belgique. Démonétisation par l'arrêté royal du 30 juillet 1932. | | | |                                        |
| 2 francs - 50 ans d'indépendance | | | |                                        |

## Pièces émises sous le règne du roi AlbertIer(1909-1934)
C'est durant le règne du roi Albert Ier, qui a succédé à son oncle en 1909, que l'Union latine fut dissoute. L'instabilité du cours de l'or et de l'argent ne permet pas le maintien du système. Au début du règne d'Albert, plus aucune pièce en or n'était encore frappée. La Belgique se retire de l'Union en 1925, deux ans avant sa dissolution.
La Première Guerre mondiale n'avait d'ailleurs pas épargné les habitudes monétaires de la Belgique. La plupart des métaux servant à l'armement, les pièces sont émises en zinc. Elles ne portent d'ailleurs aucun des attributs royaux : ni effigie, ni monogramme, ni même couronne.
Après la guerre, l'inflation galopante mit fin à la production des pièces de 1 et 2 centimes. Pour pallier l'inflation et se différencier de la France, la Belgique invente une nouvelle unité monétaire : le belga, qui vaut 5 francs. Les pièces, tout comme les billets, portent à partir de 1926, la double valeur. Le public continue pourtant à compter en franc et la nouvelle unité est vite abandonnée.

### Pièces ordinaires destinées à la circulation
| \| 1 centime - Lion belge et Monogramme d'Albert Ier \| | \| 1 centime - Lion belge et Monogramme d'Albert Ier \| | \| 1 centime - Lion belge et Monogramme d'Albert Ier \| | \| 1 centime - Lion belge et Monogramme d'Albert Ier \| | \| 1 centime - Lion belge et Monogramme d'Albert Ier \| |
| --- | --- | --- | --- | ------------------------------------------------------- |
| Pièces de 1 centime de 1912 | | | |                                                         |
| Avers : Le monogramme royal du roi Albert Ier, composé d'un A surmonté d'une couronne entouré de la légende ALBERT KONING DER BELGEN ou ALBERT ROI DES BELGES et du millésime | Avers : Le monogramme royal du roi Albert Ier, composé d'un A surmonté d'une couronne entouré de la légende ALBERT KONING DER BELGEN ou ALBERT ROI DES BELGES et du millésime | Revers : Le lion belge assis posant la patte avant droite sur la table de la Constitution sur laquelle on lit BELGISCHE GRONDWET 1831 ou CONSTITUTION BELGE 1831, sous la devise EENDRACHT MAAKT MACHT ou L'UNION FAIT LA FORCE et au-dessus de la valeur nominale 1 CENTM ou 1 CENTE. | Revers : Le lion belge assis posant la patte avant droite sur la table de la Constitution sur laquelle on lit BELGISCHE GRONDWET 1831 ou CONSTITUTION BELGE 1831, sous la devise EENDRACHT MAAKT MACHT ou L'UNION FAIT LA FORCE et au-dessus de la valeur nominale 1 CENTM ou 1 CENTE. |                                                         |
| Masse 2 g | Alliage Cu 100 % | Diamètre 16,5 mm | Épaisseur |                                                         |
| Artiste(s) Alphonse Michaux (avers) Joseph-Pierre Braemt (revers) | Artiste(s) Alphonse Michaux (avers) Joseph-Pierre Braemt (revers) | Tranche cannelée | Tranche cannelée |                                                         |
| Millésimes 1912-1914 | Millésimes 1912-1914 | Frappe totale 5 952 238 (NL : 2 542 156, FR : 3 410 082) | Frappe totale 5 952 238 (NL : 2 542 156, FR : 3 410 082) |                                                         |
| | | | |                                                         |
| Remarques – Démonétisation par l'arrêté royal du 7 mai 1953. | | | |                                                         |
| 1 centime - Lion belge et Monogramme d'Albert Ier | | | |                                                         |

| \| 2 centimes - Lion belge et Monogramme d'Albert Ier \| | \| 2 centimes - Lion belge et Monogramme d'Albert Ier \| | \| 2 centimes - Lion belge et Monogramme d'Albert Ier \| | \| 2 centimes - Lion belge et Monogramme d'Albert Ier \| | \| 2 centimes - Lion belge et Monogramme d'Albert Ier \| |
| --- | --- | --- | --- | -------------------------------------------------------- |
| Pièces de 2 centimes de 1910 et 1911 | | | |                                                          |
| Avers : Le monogramme royal du roi Albert Ier, composé d'un A surmonté d'une couronne entouré de la légende ALBERT KONING DER BELGEN ou ALBERT ROI DES BELGES et du millésime | Avers : Le monogramme royal du roi Albert Ier, composé d'un A surmonté d'une couronne entouré de la légende ALBERT KONING DER BELGEN ou ALBERT ROI DES BELGES et du millésime | Revers : Le lion belge assis posant la patte avant droite sur la table de la Constitution sur laquelle on lit BELGISCHE GRONDWET 1831 ou CONSTITUTION BELGE 1831, sous la devise EENDRACHT MAAKT MACHT ou L'UNION FAIT LA FORCE et au-dessus de la valeur nominale 2 CENTN ou 2 CENTS. | Revers : Le lion belge assis posant la patte avant droite sur la table de la Constitution sur laquelle on lit BELGISCHE GRONDWET 1831 ou CONSTITUTION BELGE 1831, sous la devise EENDRACHT MAAKT MACHT ou L'UNION FAIT LA FORCE et au-dessus de la valeur nominale 2 CENTN ou 2 CENTS. |                                                          |
| Masse 4 g | Alliage Cu 100 % | Diamètre 21,5 mm | Épaisseur |                                                          |
| Artiste(s) Alphonse Michaux (avers) Joseph-Pierre Braemt (revers) | Artiste(s) Alphonse Michaux (avers) Joseph-Pierre Braemt (revers) | Tranche cannelée | Tranche cannelée |                                                          |
| Millésimes 1910-1919 | Millésimes 1910-1919 | Frappe totale 25 351 411 (NL : 14 288 517, FR : 11 062 894) | Frappe totale 25 351 411 (NL : 14 288 517, FR : 11 062 894) |                                                          |
| | | | |                                                          |
| Remarques – Démonétisation par l'arrêté royal du 7 mai 1953. | | | |                                                          |
| 2 centimes - Lion belge et Monogramme d'Albert Ier | | | |                                                          |

| \| 5 centimes - Monogramme d'Albert Ier \| | \| 5 centimes - Monogramme d'Albert Ier \| | \| 5 centimes - Monogramme d'Albert Ier \|                                                       | \| 5 centimes - Monogramme d'Albert Ier \|                                                       | \| 5 centimes - Monogramme d'Albert Ier \| |
| --- | --- | ------------------------------------------------------------------------------------------------ | ------------------------------------------------------------------------------------------------ | ------------------------------------------ |
| Pièces de 5 centimes de 1910 | |                                                                                                  |                                                                                                  |                                            |
| Avers : Le monogramme royal du roi Albert Ier, composé d'un A surmonté d'une couronne entouré de la légende KONINKRIJK BELGIË ou ROYAUME DE BELGIQUE, de 2 étoiles et du millésime | Avers : Le monogramme royal du roi Albert Ier, composé d'un A surmonté d'une couronne entouré de la légende KONINKRIJK BELGIË ou ROYAUME DE BELGIQUE, de 2 étoiles et du millésime | Revers : Une branche de laurier, à gauche de la valeur nominale, en deux lignes, 5 CEN ou 5 CES. | Revers : Une branche de laurier, à gauche de la valeur nominale, en deux lignes, 5 CEN ou 5 CES. |                                            |
| Masse 2,5 g | Alliage Cu 75 %, Ni 25 % | Diamètre 19 mm trou central : 3,5 mm                                                             | Épaisseur                                                                                        |                                            |
| Artiste(s) Alphonse Michaux | Artiste(s) Alphonse Michaux | Tranche lisse                                                                                    | Tranche lisse                                                                                    |                                            |
| Millésimes 1910-1928 | Millésimes 1910-1928 | Frappe totale 159 530 182 (NL : 76 462 939, FR : 83 067 243)                                     | Frappe totale 159 530 182 (NL : 76 462 939, FR : 83 067 243)                                     |                                            |
| | |                                                                                                  |                                                                                                  |                                            |
| Remarques – Démonétisation par l'arrêté royal du 29 décembre 1955. | |                                                                                                  |                                                                                                  |                                            |
| 5 centimes - Monogramme d'Albert Ier | |                                                                                                  |                                                                                                  |                                            |

| \| 5 centimes - Lion belge \| | \| 5 centimes - Lion belge \|                  | \| 5 centimes - Lion belge \|                                                                                                | \| 5 centimes - Lion belge \|                                                                                                | \| 5 centimes - Lion belge \| |
| --- | ---------------------------------------------- | --- | --- | ----------------------------- |
| Pièce de 5 centimes de 1915 |                                                | | |                               |
| Avers : Le lion belge entouré d'une guirlande. | Avers : Le lion belge entouré d'une guirlande. | Revers : La valeur nominale, en deux lignes, 5 CENT. entouré de la légende BELGIQUE·BELGIË et du millésime entre deux points | Revers : La valeur nominale, en deux lignes, 5 CENT. entouré de la légende BELGIQUE·BELGIË et du millésime entre deux points |                               |
| Masse 2,5 g | Alliage Zinc commercial                        | Diamètre 19 mm | Épaisseur |                               |
| Artiste(s) Alphonse Michaux | Artiste(s) Alphonse Michaux                    | Tranche lisse | Tranche lisse |                               |
| Millésimes 1915-1916 | Millésimes 1915-1916                           | Frappe totale 55 663 240 | Frappe totale 55 663 240 |                               |
| |                                                | | |                               |
| Remarques – Émise pendant la Première Guerre mondiale, elle est produite en zinc pour remplacer l'argent trop onéreux et le cuivre utilisé à des fins militaires. Démonétisation par l'arrêté ministériel du 11 septembre 1923. |                                                | | |                               |
| 5 centimes - Lion belge |                                                | | |                               |

| \| 5 centimes - Monogramme d'Albert Ier \| | \| 5 centimes - Monogramme d'Albert Ier \| | \| 5 centimes - Monogramme d'Albert Ier \|                                                                                    | \| 5 centimes - Monogramme d'Albert Ier \|                                                                                    | \| 5 centimes - Monogramme d'Albert Ier \| |
| --- | --- | --- | --- | ------------------------------------------ |
| Pièces de 5 centimes de 1931 et 1932 | | | |                                            |
| Avers : Le monogramme royal du roi Albert Ier, composé d'un A surmonté d'une couronne entouré de la légende KONINKRIJK BELGIË ou ROYAUME DE BELGIQUE, de 2 étoiles et du millésime | Avers : Le monogramme royal du roi Albert Ier, composé d'un A surmonté d'une couronne entouré de la légende KONINKRIJK BELGIË ou ROYAUME DE BELGIQUE, de 2 étoiles et du millésime | Revers : Une branche de laurier, à gauche de la valeur nominale, en deux lignes, 5 CEN ou 5 CES et d'une étoile à 5 branches. | Revers : Une branche de laurier, à gauche de la valeur nominale, en deux lignes, 5 CEN ou 5 CES et d'une étoile à 5 branches. |                                            |
| Masse 2,5 g | Alliage Maillechort (Cu 64 %, Ni 16 %, Zn 20 %) | Diamètre 19 mm trou central : 2,5 mm                                                                                          | Épaisseur |                                            |
| Artiste(s) Alphonse Michaux | Artiste(s) Alphonse Michaux | Tranche lisse | Tranche lisse |                                            |
| Millésimes 1930-1932 | Millésimes 1930-1932 | Frappe totale 15 950 000 (NL : 9 000 000, FR : 6 950 000)                                                                     | Frappe totale 15 950 000 (NL : 9 000 000, FR : 6 950 000)                                                                     |                                            |
| | | | |                                            |
| Remarques – La pièce est semblable à la précédente, à l'exception du métal et d'une petite étoile. Démonétisation par l'arrêté royal du 29 décembre 1955.                          | | | |                                            |
| 5 centimes - Monogramme d'Albert Ier | | | |                                            |

| \| 10 centimes - Monogramme d'Albert Ier \| | \| 10 centimes - Monogramme d'Albert Ier \| | \| 10 centimes - Monogramme d'Albert Ier \|                                                        | \| 10 centimes - Monogramme d'Albert Ier \|                                                        | \| 10 centimes - Monogramme d'Albert Ier \| |
| --- | --- | -------------------------------------------------------------------------------------------------- | -------------------------------------------------------------------------------------------------- | ------------------------------------------- |
| Pièces de 10 centimes de 1920 | | | |                                             |
| Avers : Le monogramme royal du roi Albert Ier, composé d'un A surmonté d'une couronne entouré de la légende KONINKRIJK BELGIË ou ROYAUME DE BELGIQUE, de 1 (en français) ou 2 (en néerlandais) étoiles et du millésime | Avers : Le monogramme royal du roi Albert Ier, composé d'un A surmonté d'une couronne entouré de la légende KONINKRIJK BELGIË ou ROYAUME DE BELGIQUE, de 1 (en français) ou 2 (en néerlandais) étoiles et du millésime | Revers : Une branche de laurier, à gauche de la valeur nominale, en deux lignes, 10 CEN ou 10 CES. | Revers : Une branche de laurier, à gauche de la valeur nominale, en deux lignes, 10 CEN ou 10 CES. |                                             |
| Masse 4 g | Alliage Cu 75 %, Ni 25 % | Diamètre 22 mm trou central : 4 mm                                                                 | Épaisseur                                                                                          |                                             |
| Artiste(s) Alphonse Michaux | Artiste(s) Alphonse Michaux | Tranche lisse                                                                                      | Tranche lisse                                                                                      |                                             |
| Millésimes 1920-1929 | Millésimes 1920-1929 | Frappe totale 129 444 500 (NL : 61 158 500, FR : 68 286 000)                                       | Frappe totale 129 444 500 (NL : 61 158 500, FR : 68 286 000)                                       |                                             |
| | | | |                                             |
| Remarques – Démonétisation par l'arrêté royal du 29 décembre 1955. | | | |                                             |
| 10 centimes - Monogramme d'Albert Ier | | | |                                             |

| \| 10 centimes - Monogramme d'Albert Ier \| | \| 10 centimes - Monogramme d'Albert Ier \| | \| 10 centimes - Monogramme d'Albert Ier \|                                                                                     | \| 10 centimes - Monogramme d'Albert Ier \|                                                                                     | \| 10 centimes - Monogramme d'Albert Ier \| |
| --- | --- | --- | --- | ------------------------------------------- |
| Pièces de 10 centimes de 1930 et 1931 | | | |                                             |
| Avers : Le monogramme royal du roi Albert Ier, composé d'un A surmonté d'une couronne, entouré de la légende KONINKRIJK BELGIË (suivie de 2 étoiles) ou ROYAUME DE BELGIQUE (suivie d'une étoile) et du millésime | Avers : Le monogramme royal du roi Albert Ier, composé d'un A surmonté d'une couronne, entouré de la légende KONINKRIJK BELGIË (suivie de 2 étoiles) ou ROYAUME DE BELGIQUE (suivie d'une étoile) et du millésime | Revers : Une branche de laurier, à gauche de la valeur nominale, en deux lignes, 10 CEN ou 10 CES et d'une étoile à 5 branches. | Revers : Une branche de laurier, à gauche de la valeur nominale, en deux lignes, 10 CEN ou 10 CES et d'une étoile à 5 branches. |                                             |
| Masse 4 g | Alliage Maillechort (Cu 64 %, Ni 16 %, Zn 20 %) | Diamètre 22 mm trou central : 4 mm                                                                                              | Épaisseur |                                             |
| Artiste(s) Alphonse Michaux | Artiste(s) Alphonse Michaux | Tranche lisse | Tranche lisse |                                             |
| Millésimes 1930-1932 | Millésimes 1930-1932 | Frappe totale 14 851 250 (NL : 6 581 250, FR : 8 270 000)                                                                       | Frappe totale 14 851 250 (NL : 6 581 250, FR : 8 270 000)                                                                       |                                             |
| | | | |                                             |
| Remarques – La pièce est semblable à la précédente, à l'exception du métal et d'une petite étoile. Démonétisation par l'arrêté royal du 29 décembre 1955.                                                         | | | |                                             |
| 10 centimes - Monogramme d'Albert Ier | | | |                                             |

| \| 10 centimes - Lion belge \| | \| 10 centimes - Lion belge \|                 | \| 10 centimes - Lion belge \|                                                                                                | \| 10 centimes - Lion belge \|                                                                                                | \| 10 centimes - Lion belge \| |
| --- | ---------------------------------------------- | --- | --- | ------------------------------ |
| Pièce de 10 centimes de 1916 |                                                | | |                                |
| Avers : Le lion belge entouré d'une guirlande. | Avers : Le lion belge entouré d'une guirlande. | Revers : La valeur nominale, en deux lignes, 10 CENT. entouré de la légende BELGIQUE·BELGIË et du millésime entre deux points | Revers : La valeur nominale, en deux lignes, 10 CENT. entouré de la légende BELGIQUE·BELGIË et du millésime entre deux points |                                |
| Masse 4 g | Alliage Zinc commercial                        | Diamètre 22 mm | Épaisseur |                                |
| Artiste(s) Alphonse Michaux | Artiste(s) Alphonse Michaux                    | Tranche lisse | Tranche lisse |                                |
| Millésimes 1915-1917 | Millésimes 1915-1917                           | Frappe totale 48 510 535 | Frappe totale 48 510 535 |                                |
| |                                                | | |                                |
| Remarques – Émise pendant la Première Guerre mondiale, elle est produite en zinc pour remplacer l'argent trop onéreux et le cuivre utilisé à des fins militaires. Démonétisation par l'arrêté ministériel du 11 septembre 1923. |                                                | | |                                |
| 10 centimes - Lion belge |                                                | | |                                |

| \| 25 centimes - Monogramme d'Albert Ier \| | \| 25 centimes - Monogramme d'Albert Ier \| | \| 25 centimes - Monogramme d'Albert Ier \|                                                        | \| 25 centimes - Monogramme d'Albert Ier \|                                                        | \| 25 centimes - Monogramme d'Albert Ier \| |
| --- | --- | -------------------------------------------------------------------------------------------------- | -------------------------------------------------------------------------------------------------- | ------------------------------------------- |
| Pièces de 25 centimes de 1910 et 1913 | | | |                                             |
| Avers : Le monogramme royal du roi Albert Ier, composé d'un A surmonté d'une couronne entouré de la légende KONINKRIJK BELGIË ou ROYAUME DE BELGIQUE, de 2 étoiles et du millésime | Avers : Le monogramme royal du roi Albert Ier, composé d'un A surmonté d'une couronne entouré de la légende KONINKRIJK BELGIË ou ROYAUME DE BELGIQUE, de 2 étoiles et du millésime | Revers : Une branche de laurier, à gauche de la valeur nominale, en deux lignes, 25 CEN ou 25 CES. | Revers : Une branche de laurier, à gauche de la valeur nominale, en deux lignes, 25 CEN ou 25 CES. |                                             |
| Masse 6,5 g | Alliage Cu 75 %, Ni 25 % | Diamètre 26 mm trou central : 4,5 mm                                                               | Épaisseur                                                                                          |                                             |
| Artiste(s) Alphonse Michaux | Artiste(s) Alphonse Michaux | Tranche lisse                                                                                      | Tranche lisse                                                                                      |                                             |
| Millésimes 1910-1929 | Millésimes 1910-1929 | Frappe totale 113 102 577 (NL : 57 777 023, FR : 55 325 554)                                       | Frappe totale 113 102 577 (NL : 57 777 023, FR : 55 325 554)                                       |                                             |
| | | | |                                             |
| Remarques – Démonétisation par l'arrêté royal du 30 janvier 1967. | | | |                                             |
| 25 centimes - Monogramme d'Albert Ier | | | |                                             |

| \| 25 centimes - Lion belge \| | \| 25 centimes - Lion belge \|                 | \| 25 centimes - Lion belge \|                                                                                                | \| 25 centimes - Lion belge \|                                                                                                | \| 25 centimes - Lion belge \| |
| --- | ---------------------------------------------- | --- | --- | ------------------------------ |
| Pièce de 25 centimes de 1915 |                                                | | |                                |
| Avers : Le lion belge entouré d'une guirlande. | Avers : Le lion belge entouré d'une guirlande. | Revers : La valeur nominale, en deux lignes, 25 CENT. entouré de la légende BELGIQUE·BELGIË et du millésime entre deux points | Revers : La valeur nominale, en deux lignes, 25 CENT. entouré de la légende BELGIQUE·BELGIË et du millésime entre deux points |                                |
| Masse 6,5 g | Alliage Zinc commercial                        | Diamètre 26 mm | Épaisseur |                                |
| Artiste(s) Alphonse Michaux | Artiste(s) Alphonse Michaux                    | Tranche lisse | Tranche lisse |                                |
| Millésimes 1915-1918 | Millésimes 1915-1918                           | Frappe totale 27 794 738 | Frappe totale 27 794 738 |                                |
| |                                                | | |                                |
| Remarques – Émise pendant la Première Guerre mondiale, elle est produite en zinc pour remplacer l'argent trop onéreux et le cuivre utilisé à des fins militaires. Elle est la première pièce belge à présenter une légende bilingue. Démonétisation par l'arrêté ministériel du 8 janvier 1923. |                                                | | |                                |
| 25 centimes - Lion belge |                                                | | |                                |

| \| 50 centimes - Albert Ier \| | \| 50 centimes - Albert Ier \| | \| 50 centimes - Albert Ier \| | \| 50 centimes - Albert Ier \| | \| 50 centimes - Albert Ier \| |
| --- | --- | --- | --- | ------------------------------ |
| Pièces de 50 centimes de 1910 | | | |                                |
| Avers : L'effigie du roi Albert Ier, tournée vers la gauche, entourée de la légende ·ALBERT·KONING··DER·BELGEN· ou ·ALBERT·ROI··DES·BELGES·. | Avers : L'effigie du roi Albert Ier, tournée vers la gauche, entourée de la légende ·ALBERT·KONING··DER·BELGEN· ou ·ALBERT·ROI··DES·BELGES·. | Revers : La valeur nominale 50 CENTN ou 50 CENTS, en 2 lignes et le millésime entourés par une couronne de feuilles composée d'une branche de chêne et d'une branche d'olivier reliées par un ruban. Sous la couronne est apposée la devise nationale ·EENDRACHT·MAAKT·MACHT· ou ·L'UNION·FAIT·LA·FORCE· | Revers : La valeur nominale 50 CENTN ou 50 CENTS, en 2 lignes et le millésime entourés par une couronne de feuilles composée d'une branche de chêne et d'une branche d'olivier reliées par un ruban. Sous la couronne est apposée la devise nationale ·EENDRACHT·MAAKT·MACHT· ou ·L'UNION·FAIT·LA·FORCE· |                                |
| Masse 2,5 g | Alliage Ag 83,5 %, Cu 16,5 % | Diamètre 18 mm | Épaisseur |                                |
| Artiste(s) Godefroid Devreese | Artiste(s) Godefroid Devreese | Tranche cannelée | Tranche cannelée |                                |
| Millésimes 1910-1914 | Millésimes 1910-1914 | Frappe totale 10 166 000 (NL : 4 963 000, FR : 5 203 000) | Frappe totale 10 166 000 (NL : 4 963 000, FR : 5 203 000) |                                |
| | | | |                                |
| Remarques – Démonétisation par l'arrêté royal du 30 juillet 1932.                                                                            | | | |                                |
| 50 centimes - Albert Ier | | | |                                |

| \| 50 centimes - Première Guerre mondiale \| | \| 50 centimes - Première Guerre mondiale \|                                                                                              | \| 50 centimes - Première Guerre mondiale \|                                                                                       | \| 50 centimes - Première Guerre mondiale \|                                                                                       | \| 50 centimes - Première Guerre mondiale \| |
| --- | --- | --- | --- | -------------------------------------------- |
| Pièce de 50 centimes de 1918 | | | |                                              |
| Avers : Une étoile à cinq branche comportant des rayons, entourée de la légende BELGIË·BELGIQUE et du millésime entouré de deux rosettes. | Avers : Une étoile à cinq branche comportant des rayons, entourée de la légende BELGIË·BELGIQUE et du millésime entouré de deux rosettes. | Revers : Une branche de laurier sur laquelle est placée l'écusson belge, à gauche de la valeur nominale, en deux lignes, 50 CENT.. | Revers : Une branche de laurier sur laquelle est placée l'écusson belge, à gauche de la valeur nominale, en deux lignes, 50 CENT.. |                                              |
| Masse 5 g | Alliage Zinc commercial | Diamètre 24 mm trou central : 4,5 mm                                                                                               | Épaisseur |                                              |
| Artiste(s) Alphonse Michaux | Artiste(s) Alphonse Michaux | Tranche lisse | Tranche lisse |                                              |
| Millésimes 1918 | Millésimes 1918 | Frappe totale 7 394 400 | Frappe totale 7 394 400 |                                              |
| | | | |                                              |
| Remarques – Émise pendant la Première Guerre mondiale, à la demande de l'occupant, elle est produite en zinc pour remplacer l'argent trop onéreux et le cuivre utilisé à des fins militaires. Elle est perforée afin d'éviter la confusion avec les autres pièces en zinc. Démonétisation par l'arrêté ministériel du 20 juillet 1922. | | | |                                              |
| 50 centimes - Première Guerre mondiale | | | |                                              |

| \| 50 centimes - Belgique blessée \| | \| 50 centimes - Belgique blessée \| | \| 50 centimes - Belgique blessée \| | \| 50 centimes - Belgique blessée \| | \| 50 centimes - Belgique blessée \| |
| --- | --- | --- | --- | ------------------------------------ |
| Pièces de 50 centimes de 1922 | | | |                                      |
| Avers : L'allégorie de la Belgique blessée sous les traits d'une femme à genoux, pansant sa jambe, sous la légende BELGIË ou BELGIQUE, entre deux rosettes. | Avers : L'allégorie de la Belgique blessée sous les traits d'une femme à genoux, pansant sa jambe, sous la légende BELGIË ou BELGIQUE, entre deux rosettes. | Revers : La valeur nominale 50 CEN ou 50 CES entourant un caducée, surmonté par le texte GOED VOOR ou BON POUR et au-dessus du millésime. Deux rosettes sont placées à gauche et à droite | Revers : La valeur nominale 50 CEN ou 50 CES entourant un caducée, surmonté par le texte GOED VOOR ou BON POUR et au-dessus du millésime. Deux rosettes sont placées à gauche et à droite |                                      |
| Masse 2,5 g | Alliage Ni 100 % | Diamètre 18 mm | Épaisseur |                                      |
| Artiste(s) Armand Bonnetain | Artiste(s) Armand Bonnetain | Tranche cannelée | Tranche cannelée |                                      |
| Millésimes 1922-1934 | Millésimes 1922-1934 | Frappe totale 66 652 964 (NL : 33 326 482, FR : 33 326 482) | Frappe totale 66 652 964 (NL : 33 326 482, FR : 33 326 482) |                                      |
| | | | |                                      |
| Remarques – Cette pièce fait partie de la première série de pièces dont les pièces de 50 centimes et plus ne sont pas frappées en métal précieux. Pour rassurer le public, la mention bon pour y a été apposée. Certaines pièces portant le millésime 1934 ont été frappées en 1939. Démonétisation par l'arrêté ministériel du 8 mai 1953. | | | |                                      |
| 50 centimes - Belgique blessée | | | |                                      |

| \| 1 franc - Albert Ier \| | \| 1 franc - Albert Ier \| | \| 1 franc - Albert Ier \| | \| 1 franc - Albert Ier \| | \| 1 franc - Albert Ier \| |
| --- | --- | --- | --- | -------------------------- |
| Pièces de 1 francs de 1910 | | | |                            |
| Avers : L'effigie du roi Albert Ier, tournée vers la gauche, entourée de la légende ·ALBERT·KONING··DER·BELGEN· ou ·ALBERT·ROI··DES·BELGES·. | Avers : L'effigie du roi Albert Ier, tournée vers la gauche, entourée de la légende ·ALBERT·KONING··DER·BELGEN· ou ·ALBERT·ROI··DES·BELGES·. | Revers : La valeur nominale 1 FRANK ou 1 FRANC, en 2 lignes et le millésime entourés par une couronne de feuilles composée d'une branche de chêne et d'une branche d'olivier reliées par un ruban. Sous la couronne est apposée la devise nationale ·EENDRACHT·MAAKT·MACHT· ou ·L'UNION·FAIT·LA·FORCE· | Revers : La valeur nominale 1 FRANK ou 1 FRANC, en 2 lignes et le millésime entourés par une couronne de feuilles composée d'une branche de chêne et d'une branche d'olivier reliées par un ruban. Sous la couronne est apposée la devise nationale ·EENDRACHT·MAAKT·MACHT· ou ·L'UNION·FAIT·LA·FORCE· |                            |
| Masse 5 g | Alliage Ag 83,5 %, Cu 16,5 % | Diamètre 23 mm | Épaisseur |                            |
| Artiste(s) Godefroid Devreese | Artiste(s) Godefroid Devreese | Tranche cannelée | Tranche cannelée |                            |
| Millésimes 1910-1918 | Millésimes 1910-1918 | Frappe totale 44 012 382 (NL : 21 540 801, FR : 22 471 581) | Frappe totale 44 012 382 (NL : 21 540 801, FR : 22 471 581) |                            |
| | | | |                            |
| Remarques – Les pièces en français portant le millésime 1914 ont été frappées en partie par un institut monétaire de Birmingham, ainsi que la totalité des pièces portant les millésimes 1917 et 1918. Démonétisation par l'arrêté royal du 30 juillet 1932. | | | |                            |
| 1 franc - Albert Ier | | | |                            |

| \| 1 franc - Belgique blessée \| | \| 1 franc - Belgique blessée \| | \| 1 franc - Belgique blessée \| | \| 1 franc - Belgique blessée \| | \| 1 franc - Belgique blessée \| |
| --- | --- | --- | --- | -------------------------------- |
| Pièces de 1 francs de 1922 | | | |                                  |
| Avers : L'allégorie de la Belgique blessée sous les traits d'une femme à genoux, pansant sa jambe, sous la légende BELGIË ou BELGIQUE, entre deux rosettes. | Avers : L'allégorie de la Belgique blessée sous les traits d'une femme à genoux, pansant sa jambe, sous la légende BELGIË ou BELGIQUE, entre deux rosettes. | Revers : La valeur nominale 1 F entourant un caducée, surmonté par le texte GOED VOOR ou BON POUR et au-dessus du millésime. Trois rosettes sont placées à gauche et à droite | Revers : La valeur nominale 1 F entourant un caducée, surmonté par le texte GOED VOOR ou BON POUR et au-dessus du millésime. Trois rosettes sont placées à gauche et à droite |                                  |
| Masse 5 g | Alliage Ni 100 % | Diamètre 23 mm | Épaisseur |                                  |
| Artiste(s) Armand Bonnetain | Artiste(s) Armand Bonnetain | Tranche cannelée | Tranche cannelée |                                  |
| Millésimes 1922-1935 | Millésimes 1922-1935 | Frappe totale 125 780 000 (NL : 62 890 000, FR : 62 890 000) | Frappe totale 125 780 000 (NL : 62 890 000, FR : 62 890 000) |                                  |
| | | | |                                  |
| Remarques – Cette pièce fait partie de la première série de pièces dont les pièces de 50 centimes et plus ne sont pas frappées en métal précieux. Pour rassurer le public, la mention bon pour y a été apposée. Démonétisation par l'arrêté du Régent du 24 janvier 1949. | | | |                                  |
| 1 franc - Belgique blessée | | | |                                  |

| \| 2 francs - Albert Ier \| | \| 2 francs - Albert Ier \| | \| 2 francs - Albert Ier \| | \| 2 francs - Albert Ier \| | \| 2 francs - Albert Ier \| |
| --- | --- | --- | --- | --------------------------- |
| Pièces de 2 francs de 1911 | | | |                             |
| Avers : L'effigie du roi Albert Ier, tournée vers la gauche, entourée de la légende ·ALBERT·KONING··DER·BELGEN· ou ·ALBERT·ROI··DES·BELGES·. | Avers : L'effigie du roi Albert Ier, tournée vers la gauche, entourée de la légende ·ALBERT·KONING··DER·BELGEN· ou ·ALBERT·ROI··DES·BELGES·. | Revers : La valeur nominale 2 FRANK ou 2 FRANCS, en 2 lignes et le millésime entourés par une couronne de feuilles composée d'une branche de chêne et d'une branche d'olivier reliées par un ruban. Sous la couronne est apposée la devise nationale ·EENDRACHT·MAAKT·MACHT· ou ·L'UNION·FAIT·LA·FORCE· | Revers : La valeur nominale 2 FRANK ou 2 FRANCS, en 2 lignes et le millésime entourés par une couronne de feuilles composée d'une branche de chêne et d'une branche d'olivier reliées par un ruban. Sous la couronne est apposée la devise nationale ·EENDRACHT·MAAKT·MACHT· ou ·L'UNION·FAIT·LA·FORCE· |                             |
| Masse 10 g | Alliage Ag 83,5 %, Cu 16,5 % | Diamètre 27 mm | Épaisseur |                             |
| Artiste(s) Godefroid Devreese | Artiste(s) Godefroid Devreese | Tranche cannelée | Tranche cannelée |                             |
| Millésimes 1910-1912 | Millésimes 1910-1912 | Frappe totale 4 325 000 (NL : 2 150 000, FR : 2 175 000) | Frappe totale 4 325 000 (NL : 2 150 000, FR : 2 175 000) |                             |
| | | | |                             |
| Remarques – Démonétisation par l'arrêté royal du 30 juillet 1932.                                                                            | | | |                             |
| 2 francs - Albert Ier | | | |                             |

| \| 2 francs - Belgique blessée \| | \| 2 francs - Belgique blessée \| | \| 2 francs - Belgique blessée \| | \| 2 francs - Belgique blessée \| | \| 2 francs - Belgique blessée \| |
| --- | --- | --- | --- | --------------------------------- |
| Pièces de 2 francs de 1923 | | | |                                   |
| Avers : L'allégorie de la Belgique blessée sous les traits d'une femme à genoux, pansant sa jambe, sous la légende BELGIË ou BELGIQUE, entre deux rosettes. | Avers : L'allégorie de la Belgique blessée sous les traits d'une femme à genoux, pansant sa jambe, sous la légende BELGIË ou BELGIQUE, entre deux rosettes. | Revers : La valeur nominale 2 F entourant un caducée, surmonté par le texte GOED VOOR ou BON POUR et au-dessus du millésime. Trois rosettes sont placées à gauche et à droite | Revers : La valeur nominale 2 F entourant un caducée, surmonté par le texte GOED VOOR ou BON POUR et au-dessus du millésime. Trois rosettes sont placées à gauche et à droite |                                   |
| Masse 10 g | Alliage Ni 100 % | Diamètre 27 mm | Épaisseur |                                   |
| Artiste(s) Armand Bonnetain | Artiste(s) Armand Bonnetain | Tranche cannelée | Tranche cannelée |                                   |
| Millésimes 1923-1930 | Millésimes 1923-1930 | Frappe totale 17 502 000 (NL : 8 752 000, FR : 8 750 000) | Frappe totale 17 502 000 (NL : 8 752 000, FR : 8 750 000) |                                   |
| | | | |                                   |
| Remarques – Cette pièce fait partie de la première série de pièces dont les pièces de 50 centimes et plus ne sont pas frappées en métal précieux. Pour rassurer le public, la mention bon pour y a été apposée. Démonétisation par l'arrêté royal du 26 octobre 1933. | | | |                                   |
| 2 francs - Belgique blessée | | | |                                   |

| \| 5 francs / 1 belga - Albert Ier \| | \| 5 francs / 1 belga - Albert Ier \| | \| 5 francs / 1 belga - Albert Ier \| | \| 5 francs / 1 belga - Albert Ier \| | \| 5 francs / 1 belga - Albert Ier \| |
| --- | --- | --- | --- | ------------------------------------- |
| Pièces de 5 francs ou 1 belga de 1930 | | | |                                       |
| Avers : L'effigie du roi Albert Ier, tournée vers la gauche et entourée de la légende ·ALBERT·KONING··DER·BELGEN· ou ·ALBERT·ROI··DES·BELGES·. | Avers : L'effigie du roi Albert Ier, tournée vers la gauche et entourée de la légende ·ALBERT·KONING··DER·BELGEN· ou ·ALBERT·ROI··DES·BELGES·. | Revers : La valeur nominale, en 3 lignes, EEN BELGA 5 FRANK ou UN BELGA 5 FRANCS et le millésime entourés d'une couronne formée d'une branche de laurier et d'une branche et de chêne, et surmontée d'une couronne. | Revers : La valeur nominale, en 3 lignes, EEN BELGA 5 FRANK ou UN BELGA 5 FRANCS et le millésime entourés d'une couronne formée d'une branche de laurier et d'une branche et de chêne, et surmontée d'une couronne. |                                       |
| Masse 14 g | Alliage Ni 100 % | Diamètre 31 mm | Épaisseur |                                       |
| Artiste(s) Godefroid Devreese (avers) Alexander Everaerts (revers)                                                                             | Artiste(s) Godefroid Devreese (avers) Alexander Everaerts (revers)                                                                             | Tranche lisse avec l'inscription en creux BELGIQUE - BELGIË | Tranche lisse avec l'inscription en creux BELGIQUE - BELGIË |                                       |
| Millésimes 1930-1934 | Millésimes 1930-1934 | Frappe totale 33 237 000 (NL : 16 618 500, FR : 16 618 500) | Frappe totale 33 237 000 (NL : 16 618 500, FR : 16 618 500) |                                       |
| | | | |                                       |
| Remarques – Démonétisation par l'arrêté royal du 18 janvier 1951.                                                                              | | | |                                       |
| 5 francs / 1 belga - Albert Ier | | | |                                       |

| \| 20 francs - Albert Ier \| | \| 20 francs - Albert Ier \| | \| 20 francs - Albert Ier \| | \| 20 francs - Albert Ier \| | \| 20 francs - Albert Ier \| |
| --- | --- | --- | --- | ---------------------------- |
| Pièces de 20 francs de 1914 | | | |                              |
| Avers : Le buste du roi Albert Ier en uniforme, tourné vers la gauche, entourée de la légende ·ALBERT·KONING··DER·BELGEN· ou ·ALBERT·ROI··DES·BELGES·.                                                    | Avers : Le buste du roi Albert Ier en uniforme, tourné vers la gauche, entourée de la légende ·ALBERT·KONING··DER·BELGEN· ou ·ALBERT·ROI··DES·BELGES·. | Revers : L'écusson aux armes de la Belgique entouré du collier de l'Ordre de Léopold sous un pavillon au manteau fourré d'hermine et surmonté par une couronne. De part et d'autre : la valeur nominale 20 F. et en dessous : le millésime. | Revers : L'écusson aux armes de la Belgique entouré du collier de l'Ordre de Léopold sous un pavillon au manteau fourré d'hermine et surmonté par une couronne. De part et d'autre : la valeur nominale 20 F. et en dessous : le millésime. |                              |
| Masse 6,451 6 g | Alliage Au 90 %, Cu 10 % | Diamètre 21 mm | Épaisseur |                              |
| Artiste(s) Godefroid Devreese | Artiste(s) Godefroid Devreese | Tranche lisse avec l'inscription en creux GOD BESCHERME BELGIË ou DIEU PROTÈGE LA BELGIQUE | Tranche lisse avec l'inscription en creux GOD BESCHERME BELGIË ou DIEU PROTÈGE LA BELGIQUE |                              |
| Millésimes 1914 | Millésimes 1914 | Frappe totale 250 000 (NL : 125 000, FR : 125 000) | Frappe totale 250 000 (NL : 125 000, FR : 125 000) |                              |
| | | | |                              |
| Remarques – Cette pièce est la dernière pièce en or destinée à la circulation que la Belgique ait frappée. Elle était cotée à la Bourse de Bruxelles. Démonétisation par l'arrêté royal du 12 avril 1957. | | | |                              |
| 20 francs - Albert Ier | | | |                              |

| \| 20 francs / 4 belgas - Grand sceau \| | \| 20 francs / 4 belgas - Grand sceau \| | \| 20 francs / 4 belgas - Grand sceau \| | \| 20 francs / 4 belgas - Grand sceau \| | \| 20 francs / 4 belgas - Grand sceau \| |
| --- | --- | --- | --- | ---------------------------------------- |
| Pièces de 20 francs ou 4 belgas de 1931 | | | |                                          |
| Avers : L'effigie du roi Albert Ier, tournée vers la gauche, entourée de la légende ·ALBERT·KONING··DER·BELGEN· ou ·ALBERT·ROI··DES·BELGES·. | Avers : L'effigie du roi Albert Ier, tournée vers la gauche, entourée de la légende ·ALBERT·KONING··DER·BELGEN· ou ·ALBERT·ROI··DES·BELGES·. | Revers : L'écusson aux armes de la Belgique entouré du collier de l'Ordre de Léopold sous un pavillon au manteau fourré d'hermine et surmonté par une couronne. De part et d'autre : la valeur nominale en franc 20 FR.. Au-dessus : la valeur nominale en belga VIER BELGA ou QUATRE BELGAS. En dessous : le millésime. | Revers : L'écusson aux armes de la Belgique entouré du collier de l'Ordre de Léopold sous un pavillon au manteau fourré d'hermine et surmonté par une couronne. De part et d'autre : la valeur nominale en franc 20 FR.. Au-dessus : la valeur nominale en belga VIER BELGA ou QUATRE BELGAS. En dessous : le millésime. |                                          |
| Masse 20 g | Alliage Ni 100 % | Diamètre 37 mm | Épaisseur |                                          |
| Artiste(s) Armand Bonnetain (avers) Godefroid Devreese (revers)                                                                              | Artiste(s) Armand Bonnetain (avers) Godefroid Devreese (revers)                                                                              | Tranche lisse avec l'inscription en creux BELGIQUE - BELGIË | Tranche lisse avec l'inscription en creux BELGIQUE - BELGIË |                                          |
| Millésimes 1931-1932 | Millésimes 1931-1932 | Frappe totale 18 979 000 (NL : 9 550 000, FR : 9 429 000) | Frappe totale 18 979 000 (NL : 9 550 000, FR : 9 429 000) |                                          |
| | | | |                                          |
| Remarques – Démonétisation par l'arrêté royal du 30 septembre 1935.                                                                          | | | |                                          |
| 20 francs / 4 belgas - Grand sceau | | | |                                          |

| \| 20 francs - Grand sceau \| | \| 20 francs - Grand sceau \| | \| 20 francs - Grand sceau \| | \| 20 francs - Grand sceau \| | \| 20 francs - Grand sceau \| |
| --- | --- | --- | --- | ----------------------------- |
| Pièces de 20 francs de 1934 | | | |                               |
| Avers : L'effigie du roi Albert Ier, tournée vers la gauche, entourée de la légende ·ALBERT·KONING··DER·BELGEN· ou ·ALBERT·ROI··DES·BELGES·. | Avers : L'effigie du roi Albert Ier, tournée vers la gauche, entourée de la légende ·ALBERT·KONING··DER·BELGEN· ou ·ALBERT·ROI··DES·BELGES·. | Revers : L'écusson aux armes de la Belgique entouré du collier de l'Ordre de Léopold sous un pavillon au manteau fourré d'hermine et surmonté par une couronne. De part et d'autre : la valeur nominale 20 FR. En dessous : le millésime. | Revers : L'écusson aux armes de la Belgique entouré du collier de l'Ordre de Léopold sous un pavillon au manteau fourré d'hermine et surmonté par une couronne. De part et d'autre : la valeur nominale 20 FR. En dessous : le millésime. |                               |
| Masse 11 g | Alliage Ag 68 %, Cu 32 % | Diamètre 28 mm | Épaisseur |                               |
| Artiste(s) Godefroid Devreese | Artiste(s) Godefroid Devreese | Tranche lisse avec l'inscription en creux BELGIQUE - BELGIË | Tranche lisse avec l'inscription en creux BELGIQUE - BELGIË |                               |
| Millésimes 1933-1934 | Millésimes 1933-1934 | Frappe totale 25 000 000 (NL : 12 500 000, FR : 12 500 000) | Frappe totale 25 000 000 (NL : 12 500 000, FR : 12 500 000) |                               |
| | | | |                               |
| Remarques – Démonétisation par l'arrêté du régent du 20 juin 1947.                                                                           | | | |                               |
| 20 francs - Grand sceau | | | |                               |

| \| 100 francs - Albert Ier \| | \| 100 francs - Albert Ier \| | \| 100 francs - Albert Ier \| | \| 100 francs - Albert Ier \| | \| 100 francs - Albert Ier \| |
| --- | --- | --- | --- | ----------------------------- |
| Pièces de 100 francs de 1911 | | | |                               |
| Avers : Le buste du roi Albert Ier en uniforme, tourné vers la gauche, entourée de la légende ·ALBERT·KONING··DER·BELGEN· ou ·ALBERT·ROI··DES·BELGES·. | Avers : Le buste du roi Albert Ier en uniforme, tourné vers la gauche, entourée de la légende ·ALBERT·KONING··DER·BELGEN· ou ·ALBERT·ROI··DES·BELGES·. | Revers : L'écusson aux armes de la Belgique entouré du collier de l'Ordre de Léopold sous un pavillon au manteau fourré d'hermine et surmonté par une couronne. De part et d'autre : la valeur nominale 100 FRK ou 100 FRS et en dessous : le millésime. | Revers : L'écusson aux armes de la Belgique entouré du collier de l'Ordre de Léopold sous un pavillon au manteau fourré d'hermine et surmonté par une couronne. De part et d'autre : la valeur nominale 100 FRK ou 100 FRS et en dessous : le millésime. |                               |
| Masse 32,258 06 g | Alliage Au 90 %, Cu 10 % | Diamètre 35 mm | Épaisseur |                               |
| Artiste(s) Godefroid Devreese | Artiste(s) Godefroid Devreese | Tranche lisse avec l'inscription en creux GOD BESCHERME BELGIË ou DIEU PROTÈGE LA BELGIQUE | Tranche lisse avec l'inscription en creux GOD BESCHERME BELGIË ou DIEU PROTÈGE LA BELGIQUE |                               |
| Millésimes 1911-1912 | Millésimes 1911-1912 | Frappe totale inconnue | Frappe totale inconnue |                               |
| | | | |                               |
| Remarques – Démonétisation par l'arrêté royal du 12 avril 1957.                                                                                        | | | |                               |
| 100 francs - Albert Ier | | | |                               |

### Pièces commémoratives en métal ordinaire
| \| 10 francs / 2 belgas - Centenaire de l'indépendance \| | \| 10 francs / 2 belgas - Centenaire de l'indépendance \| | \| 10 francs / 2 belgas - Centenaire de l'indépendance \| | \| 10 francs / 2 belgas - Centenaire de l'indépendance \| | \| 10 francs / 2 belgas - Centenaire de l'indépendance \| |
| --- | --- | --- | --- | --------------------------------------------------------- |
| Pièces de 10 francs ou 2 belgas de 1930 | | | |                                                           |
| Avers : Les effigies superposées des 3 premiers roi des Belges, tournées vers la gauche (de gauche à droite : Léopold Ier, Léopold II et Albert Ier), entourés de leurs noms : LEOPOLD I · LEOPOLD II · ALBERT et des années 1830-1930.               | Avers : Les effigies superposées des 3 premiers roi des Belges, tournées vers la gauche (de gauche à droite : Léopold Ier, Léopold II et Albert Ier), entourés de leurs noms : LEOPOLD I · LEOPOLD II · ALBERT et des années 1830-1930. | Revers : La valeur nominale, en 4 lignes, 10 FRANK OF TWEE BELGA ou 10 FRANCS OU DEUX BELGAS, entourée de 2 branches de laurier enrubannées et surmontée de la légende KONINKRIJK BELGIË (en 2 lignes) ou ROYAUME DE BELGIQUE (en 3 lignes). | Revers : La valeur nominale, en 4 lignes, 10 FRANK OF TWEE BELGA ou 10 FRANCS OU DEUX BELGAS, entourée de 2 branches de laurier enrubannées et surmontée de la légende KONINKRIJK BELGIË (en 2 lignes) ou ROYAUME DE BELGIQUE (en 3 lignes). |                                                           |
| Masse 17,5 g | Alliage Ni 100 % | Diamètre 34 mm | Épaisseur |                                                           |
| Artiste(s) Armand Bonnetain | Artiste(s) Armand Bonnetain | Tranche lisse avec l'inscription en creux BELGIQUE - BELGIË | Tranche lisse avec l'inscription en creux BELGIQUE - BELGIË |                                                           |
| Millésimes 1930 | Millésimes 1930 | Frappe totale 5 699 000 (NL : 3 000 000, FR : 2 699 000) | Frappe totale 5 699 000 (NL : 3 000 000, FR : 2 699 000) |                                                           |
| | | | |                                                           |
| Remarques – Cette pièce marque le 100e anniversaire de l'indépendance de la Belgique en 1830. Elle est la première pièce commémorative belge à ne pas avoir été émise dans un métal précieux. Démonétisation par l'arrêté royal du 30 septembre 1935. | | | |                                                           |
| 10 francs / 2 belgas - Centenaire de l'indépendance | | | |                                                           |

## Pièces émises sous le règne du roi LéopoldIII(1934-1951)
Dès 1934, année où le roi Léopold III succède à son père, des pièces sont émises à son effigie. En 1938, une nouvelle série de pièces est lancée, réorganisant les monnaies de plus petites valeurs. L'arrêté royal prévoit des pièces de 50 centimes, 1 franc et 5 francs comprenant chacune les écussons de 3 des 9 provinces belges, ainsi que des pièces de 5, 10 et 25 centimes présentant chacune les écussons des chefs-lieux de 3 provinces. L'ensemble très cohérent ne sera pourtant réalisé que partiellement. La Seconde Guerre mondiale empêche, en effet, la réalisation de la pièce de 50 centimes.
Comme durant la Première Guerre mondiale, le zinc remplace également le maillechort pendant les années de conflit. Les pièces gardent cependant les mêmes motifs pour les plus petites valeurs et portent les signes de la monarchie pour les plus grandes valeurs. L'après-guerre est marquée en Belgique par la Question royale et la régence du prince Charles, frère cadet de Léopold III.
Il est à noter que la majorité des pièces de cette époque sont frappées dans les 2 langues principales du Royaume : le français et le néerlandais, dans un sens ou dans l'autre.

### Pièces ordinaires destinées à la circulation
| \| 5 centimes - Monogramme de Léopold III \| | \| 5 centimes - Monogramme de Léopold III \| | \| 5 centimes - Monogramme de Léopold III \| | \| 5 centimes - Monogramme de Léopold III \| | \| 5 centimes - Monogramme de Léopold III \| |
| --- | --- | --- | --- | -------------------------------------------- |
| Pièces de 5 centimes de 1939 | | | |                                              |
| Avers : Le monogramme royal du roi Léopold III, composé de 2 L en miroir, entourant le chiffre III et surmonté d'une couronne, au-dessus du millésime | Avers : Le monogramme royal du roi Léopold III, composé de 2 L en miroir, entourant le chiffre III et surmonté d'une couronne, au-dessus du millésime | Revers : Les écussons des villes de Liège, Gand et Arlon, au-dessus de la valeur nominale 5c et sous la légende BELGIE-BELGIQUE ou BELGIQUE-BELGIE. | Revers : Les écussons des villes de Liège, Gand et Arlon, au-dessus de la valeur nominale 5c et sous la légende BELGIE-BELGIQUE ou BELGIQUE-BELGIE. |                                              |
| Masse 2,5 g | Alliage Maillechort (Cu 64 %, Ni 16 %, Zn 20 %) | Diamètre 19 mm trou central : 2,5 mm | Épaisseur |                                              |
| Artiste(s) Oscar Jespers | Artiste(s) Oscar Jespers | Tranche lisse | Tranche lisse |                                              |
| Millésimes 1938-1940 | Millésimes 1938-1940 | Frappe totale 9 940 000 (NL-FR : 4 970 000, FR-NL : 4 970 000)                                                                                      | Frappe totale 9 940 000 (NL-FR : 4 970 000, FR-NL : 4 970 000)                                                                                      |                                              |
| | | | |                                              |
| Remarques – Démonétisation par l'arrêté royal du 1er janvier 1957.                                                                                    | | | |                                              |
| 5 centimes - Monogramme de Léopold III | | | |                                              |

| \| 5 centimes - Monogramme de Léopold III \| | \| 5 centimes - Monogramme de Léopold III \| | \| 5 centimes - Monogramme de Léopold III \| | \| 5 centimes - Monogramme de Léopold III \| | \| 5 centimes - Monogramme de Léopold III \| |
| --- | --- | --- | --- | -------------------------------------------- |
| | | | |                                              |
| Avers : Le monogramme royal du roi Léopold III, composé de 2 L en miroir, entourant le chiffre III et surmonté d'une couronne, au-dessus du millésime | Avers : Le monogramme royal du roi Léopold III, composé de 2 L en miroir, entourant le chiffre III et surmonté d'une couronne, au-dessus du millésime | Revers : Les écussons des villes de Liège, Gand et Arlon, au-dessus de la valeur nominale 5c et sous la légende BELGIE-BELGIQUE ou BELGIQUE-BELGIE. | Revers : Les écussons des villes de Liège, Gand et Arlon, au-dessus de la valeur nominale 5c et sous la légende BELGIE-BELGIQUE ou BELGIQUE-BELGIE. |                                              |
| Masse 2,5 g | Alliage Zinc commercial (min. Zn 98,25 %) | Diamètre 19 mm trou central : 2,5 mm | Épaisseur |                                              |
| Artiste(s) Oscar Jespers | Artiste(s) Oscar Jespers | Tranche lisse | Tranche lisse |                                              |
| Millésimes 1941-1943 | Millésimes 1941-1943 | Frappe totale 40 036 000 (NL-FR : 22 430 000, FR-NL : 17 606 000)                                                                                   | Frappe totale 40 036 000 (NL-FR : 22 430 000, FR-NL : 17 606 000)                                                                                   |                                              |
| | | | |                                              |
| Remarques – Le zinc commercial remplaça le maillechort durant la Seconde Guerre mondiale. Démonétisation par l'arrêté royal du 1er janvier 1957.      | | | |                                              |
| 5 centimes - Monogramme de Léopold III | | | |                                              |

| \| 10 centimes - Monogramme de Léopold III \| | \| 10 centimes - Monogramme de Léopold III \| | \| 10 centimes - Monogramme de Léopold III \| | \| 10 centimes - Monogramme de Léopold III \| | \| 10 centimes - Monogramme de Léopold III \| |
| --- | --- | --- | --- | --------------------------------------------- |
| Pièces de 10 centimes de 1939 | | | |                                               |
| Avers : Le monogramme royal du roi Léopold III, composé de 2 L en miroir, entourant le chiffre III et surmonté d'une couronne, au-dessus du millésime | Avers : Le monogramme royal du roi Léopold III, composé de 2 L en miroir, entourant le chiffre III et surmonté d'une couronne, au-dessus du millésime | Revers : Les écussons des villes de Namur, Anvers et Hasselt, au-dessus de la valeur nominale 10c et sous la légende BELGIE-BELGIQUE ou BELGIQUE-BELGIE. | Revers : Les écussons des villes de Namur, Anvers et Hasselt, au-dessus de la valeur nominale 10c et sous la légende BELGIE-BELGIQUE ou BELGIQUE-BELGIE. |                                               |
| Masse 4 g | Alliage Maillechort (Cu 64 %, Ni 16 %, Zn 20 %) | Diamètre 22 mm trou central : 3 mm | Épaisseur |                                               |
| Artiste(s) Oscar Jespers | Artiste(s) Oscar Jespers | Tranche lisse | Tranche lisse |                                               |
| Millésimes 1938-1939 | Millésimes 1938-1939 | Frappe totale 21 425 000 (NL-FR : 8 425 000, FR-NL : 13 000 000)                                                                                         | Frappe totale 21 425 000 (NL-FR : 8 425 000, FR-NL : 13 000 000)                                                                                         |                                               |
| | | | |                                               |
| Remarques – Démonétisation par l'arrêté royal du 1er janvier 1957.                                                                                    | | | |                                               |
| 10 centimes - Monogramme de Léopold III | | | |                                               |

| \| 10 centimes - Monogramme de Léopold III \| | \| 10 centimes - Monogramme de Léopold III \| | \| 10 centimes - Monogramme de Léopold III \| | \| 10 centimes - Monogramme de Léopold III \| | \| 10 centimes - Monogramme de Léopold III \| |
| --- | --- | --- | --- | --------------------------------------------- |
| Pièce de 10 centimes de 1943 | | | |                                               |
| Avers : Le monogramme royal du roi Léopold III, composé de 2 L en miroir, entourant le chiffre III et surmonté d'une couronne, au-dessus du millésime                             | Avers : Le monogramme royal du roi Léopold III, composé de 2 L en miroir, entourant le chiffre III et surmonté d'une couronne, au-dessus du millésime | Revers : Les écussons des villes de Namur, Anvers et Hasselt, au-dessus de la valeur nominale 10c et sous la légende BELGIE-BELGIQUE ou BELGIQUE-BELGIE. | Revers : Les écussons des villes de Namur, Anvers et Hasselt, au-dessus de la valeur nominale 10c et sous la légende BELGIE-BELGIQUE ou BELGIQUE-BELGIE. |                                               |
| Masse 4 g | Alliage Zinc commercial (min. Zn 98,25 %) | Diamètre 22 mm trou central : 3 mm | Épaisseur |                                               |
| Artiste(s) Oscar Jespers | Artiste(s) Oscar Jespers | Tranche lisse | Tranche lisse |                                               |
| Millésimes 1941-1946 | Millésimes 1941-1946 | Frappe totale 146 010 000 (NL-FR : 91 510 000, FR-NL : 54 500 000)                                                                                       | Frappe totale 146 010 000 (NL-FR : 91 510 000, FR-NL : 54 500 000)                                                                                       |                                               |
| | | | |                                               |
| Remarques – Le zinc commercial remplaça le maillechort durant la Seconde Guerre mondiale et dans l'immédiate après-guerre. Démonétisation par l'arrêté royal du 1er janvier 1957. | | | |                                               |
| 10 centimes - Monogramme de Léopold III | | | |                                               |

| \| 25 centimes - Monogramme de Léopold III \| | \| 25 centimes - Monogramme de Léopold III \| | \| 25 centimes - Monogramme de Léopold III \| | \| 25 centimes - Monogramme de Léopold III \| | \| 25 centimes - Monogramme de Léopold III \| |
| --- | --- | --- | --- | --------------------------------------------- |
| Pièces de 25 centimes de 1938 | | | |                                               |
| Avers : Le monogramme royal du roi Léopold III, composé de 2 L en miroir, entourant le chiffre III et surmonté d'une couronne, au-dessus du millésime | Avers : Le monogramme royal du roi Léopold III, composé de 2 L en miroir, entourant le chiffre III et surmonté d'une couronne, au-dessus du millésime | Revers : Les écussons des villes de Mons, Bruxelles et Bruges, au-dessus de la valeur nominale 25c et sous la légende BELGIE-BELGIQUE ou BELGIQUE-BELGIE. | Revers : Les écussons des villes de Mons, Bruxelles et Bruges, au-dessus de la valeur nominale 25c et sous la légende BELGIE-BELGIQUE ou BELGIQUE-BELGIE. |                                               |
| Masse 6,5 g | Alliage Maillechort (Cu 64 %, Ni 16 %, Zn 20 %) | Diamètre 26 mm trou central : 3,5 mm | Épaisseur |                                               |
| Artiste(s) Oscar Jespers | Artiste(s) Oscar Jespers | Tranche lisse | Tranche lisse |                                               |
| Millésimes 1938-1939 | Millésimes 1938-1939 | Frappe totale 29 864 000 (NL-FR : 14 932 000, FR-NL : 14 932 000)                                                                                         | Frappe totale 29 864 000 (NL-FR : 14 932 000, FR-NL : 14 932 000)                                                                                         |                                               |
| | | | |                                               |
| Remarques – Démonétisation par l'arrêté royal du 1er mars 1968.                                                                                       | | | |                                               |
| 25 centimes - Monogramme de Léopold III | | | |                                               |

| \| 25 centimes - Monogramme de Léopold III \| | \| 25 centimes - Monogramme de Léopold III \| | \| 25 centimes - Monogramme de Léopold III \| | \| 25 centimes - Monogramme de Léopold III \| | \| 25 centimes - Monogramme de Léopold III \| |
| --- | --- | --- | --- | --------------------------------------------- |
| Pièces de 25 centimes de 1942 | | | |                                               |
| Avers : Le monogramme royal du roi Léopold III, composé de 2 L en miroir, entourant le chiffre III et surmonté d'une couronne, au-dessus du millésime | Avers : Le monogramme royal du roi Léopold III, composé de 2 L en miroir, entourant le chiffre III et surmonté d'une couronne, au-dessus du millésime | Revers : Les écussons des villes de Mons, Bruxelles et Bruges, au-dessus de la valeur nominale 25c et sous la légende BELGIE-BELGIQUE ou BELGIQUE-BELGIE. | Revers : Les écussons des villes de Mons, Bruxelles et Bruges, au-dessus de la valeur nominale 25c et sous la légende BELGIE-BELGIQUE ou BELGIQUE-BELGIE. |                                               |
| Masse 6,5 g | Alliage Zinc commercial (min. Zn 98,25 %) | Diamètre 26 mm trou central : 3,5 mm | Épaisseur |                                               |
| Artiste(s) Oscar Jespers | Artiste(s) Oscar Jespers | Tranche lisse | Tranche lisse |                                               |
| Millésimes 1942-1946 | Millésimes 1942-1946 | Frappe totale 140 884 000 (NL-FR : 83 456 000, FR-NL : 57 428 000)                                                                                        | Frappe totale 140 884 000 (NL-FR : 83 456 000, FR-NL : 57 428 000)                                                                                        |                                               |
| | | | |                                               |
| Remarques – Le zinc commercial remplaça le maillechort durant la Seconde Guerre mondiale et dans l'immédiate après-guerre. 17 880 000 pièces au millésime 1946 ont, en réalité, été frappées entre 1962 et 1964 faute de monnaie d'appoint. Démonétisation par l'arrêté royal du 1er mars 1968. | | | |                                               |
| 25 centimes - Monogramme de Léopold III | | | |                                               |

| \| 1 franc - Lion assis \| | \| 1 franc - Lion assis \| | \| 1 franc - Lion assis \| | \| 1 franc - Lion assis \| | \| 1 franc - Lion assis \| |
| --- | --- | --- | --- | -------------------------- |
| Pièces de 1 franc de 1939 | | | |                            |
| Avers : Les écussons des provinces de Flandre-Occidentale, Namur et Limbourg, superposé à un arbre et entouré de la légende BELGIE BELGIQUE ou BELGIQUE BELGIE.          | Avers : Les écussons des provinces de Flandre-Occidentale, Namur et Limbourg, superposé à un arbre et entouré de la légende BELGIE BELGIQUE ou BELGIQUE BELGIE. | Revers : Un lion assis tournant la tête vers l'arrière, à gauche de la valeur nominale, en deux lignes, 1 FR et au-dessus du millésime | Revers : Un lion assis tournant la tête vers l'arrière, à gauche de la valeur nominale, en deux lignes, 1 FR et au-dessus du millésime |                            |
| Masse 4,5 g | Alliage Ni 100 % | Diamètre 21,5 mm | Épaisseur |                            |
| Artiste(s) Ernest Wynants | Artiste(s) Ernest Wynants | Tranche cannelée | Tranche cannelée |                            |
| Millésimes 1939-1940 | Millésimes 1939-1940 | Frappe totale 93 730 000 (NL-FR : 46 865 000, FR-NL : 46 865 000)                                                                      | Frappe totale 93 730 000 (NL-FR : 46 865 000, FR-NL : 46 865 000)                                                                      |                            |
| | | | |                            |
| Remarques – La pièce devait originellement porter les écussons des provinces de Anvers, de Limbourg et de Namur. Démonétisation par l'arrêté royal du 1er décembre 1952. | | | |                            |
| 1 franc - Lion assis | | | |                            |

| \| 1 franc - Monogramme de Léopold III \|                                                                                                   | \| 1 franc - Monogramme de Léopold III \|                                                                                                   | \| 1 franc - Monogramme de Léopold III \| | \| 1 franc - Monogramme de Léopold III \| | \| 1 franc - Monogramme de Léopold III \| |
| --- | --- | --- | --- | ----------------------------------------- |
| Pièces de 1 franc de 1942 | | | |                                           |
| Avers : L'écusson portant le lion belge entouré de la BELGIE (à gauche) et BELGIQUE (à droite) ou BELGIQUE (à gauche) et BELGIE (à droite). | Avers : L'écusson portant le lion belge entouré de la BELGIE (à gauche) et BELGIQUE (à droite) ou BELGIQUE (à gauche) et BELGIE (à droite). | Revers : Le monogramme royal du Léopold III composé de 2 L en miroir et du chiffre III à cheval sur les 2 L surmontés d'une couronne, entouré de la valeur nominale 1 F et au-dessus du millésime. | Revers : Le monogramme royal du Léopold III composé de 2 L en miroir et du chiffre III à cheval sur les 2 L surmontés d'une couronne, entouré de la valeur nominale 1 F et au-dessus du millésime. |                                           |
| Masse 4,25 g | Alliage Zinc commercial | Diamètre 21,5 mm | Épaisseur |                                           |
| Artiste(s) Marcel Rau | Artiste(s) Marcel Rau | Tranche cannelée | Tranche cannelée |                                           |
| Millésimes 1941-1947 | Millésimes 1941-1947 | Frappe totale 221 295 000 (NL-FR : 129 060 000, FR-NL : 92 235 000) | Frappe totale 221 295 000 (NL-FR : 129 060 000, FR-NL : 92 235 000) |                                           |
| | | | |                                           |
| Remarques – Démonétisation par l'arrêté royal du 1er décembre 1952.                                                                         | | | |                                           |
| 1 franc - Monogramme de Léopold III | | | |                                           |

| \| 5 francs - Léopold III \|                                                                                             | \| 5 francs - Léopold III \|                                                                                             | \| 5 francs - Léopold III \| | \| 5 francs - Léopold III \| | \| 5 francs - Léopold III \| |
| --- | --- | --- | --- | ---------------------------- |
| Pièces de 5 francs de 1936                                                                                               | | | |                              |
| Avers : L'effigie du roi Léopold III, tournée vers la gauche, au-dessus de son nom LEOPOLD III et à gauche du millésime. | Avers : L'effigie du roi Léopold III, tournée vers la gauche, au-dessus de son nom LEOPOLD III et à gauche du millésime. | Revers : La valeur nominale au centre, en 2 lignes, 5 FR, surmonté de la légende BELGIË ou BELGIQUE et d'une couronne et entourée d'une branche de laurier et d'une branche de chêne. | Revers : La valeur nominale au centre, en 2 lignes, 5 FR, surmonté de la légende BELGIË ou BELGIQUE et d'une couronne et entourée d'une branche de laurier et d'une branche de chêne. |                              |
| Masse 12 g | Alliage Ni 100 % | Diamètre 31 mm | Épaisseur |                              |
| Artiste(s) Marcel Rau | Artiste(s) Marcel Rau | Tranche cannelée avec inscription en creux BELGIQUE - BELGIË | Tranche cannelée avec inscription en creux BELGIQUE - BELGIË |                              |
| Millésimes 1936-1937 | Millésimes 1936-1937 | Frappe totale 4 995 000 (NL : 2 497 500, FR : 2 497 500) | Frappe totale 4 995 000 (NL : 2 497 500, FR : 2 497 500) |                              |
| | | | |                              |
| Remarques – Démonétisation par l'arrêté royal du 1er septembre 1972                                                      | | | |                              |
| 5 francs - Léopold III                                                                                                   | | | |                              |

| \| 5 francs - Lion assis \| | \| 5 francs - Lion assis \| | \| 5 francs - Lion assis \| | \| 5 francs - Lion assis \| | \| 5 francs - Lion assis \| |
| --- | --- | --- | --- | --------------------------- |
| Pièces de 5 francs de 1938 | | | |                             |
| Avers : Les écussons des provinces de Brabant, Anvers et Liège, superposé à un arbre et entouré de la légende BELGIE BELGIQUE ou BELGIQUE BELGIE.                                    | Avers : Les écussons des provinces de Brabant, Anvers et Liège, superposé à un arbre et entouré de la légende BELGIE BELGIQUE ou BELGIQUE BELGIE. | Revers : Un lion assis tournant la tête vers l'arrière, à gauche de la valeur nominale, en deux lignes, 5 FR et au-dessus du millésime | Revers : Un lion assis tournant la tête vers l'arrière, à gauche de la valeur nominale, en deux lignes, 5 FR et au-dessus du millésime |                             |
| Masse 9 g | Alliage Ni 100 % | Diamètre 25 mm | Épaisseur |                             |
| Artiste(s) Ernest Wynants | Artiste(s) Ernest Wynants | Tranche cannelée avec inscription en creux BELGIQUE - BELGIË entre des étoiles et des couronnes                                        | Tranche cannelée avec inscription en creux BELGIQUE - BELGIË entre des étoiles et des couronnes                                        |                             |
| Millésimes 1938-1939 | Millésimes 1938-1939 | Frappe totale 22 838 000 (NL-FR : 11 419 000, FR-NL : 11 419 000)                                                                      | Frappe totale 22 838 000 (NL-FR : 11 419 000, FR-NL : 11 419 000)                                                                      |                             |
| | | | |                             |
| Remarques – La pièce devait originellement porter les écussons des provinces de Brabant, de Flandre-Occidentale et de Hainaut. Démonétisation par l'arrêté royal du 18 janvier 1951. | | | |                             |
| 5 francs - Lion assis | | | |                             |

| \| 5 francs - Léopold III (Seconde Guerre mondiale) \|                                                                                               | \| 5 francs - Léopold III (Seconde Guerre mondiale) \|                                                                                               | \| 5 francs - Léopold III (Seconde Guerre mondiale) \| | \| 5 francs - Léopold III (Seconde Guerre mondiale) \| | \| 5 francs - Léopold III (Seconde Guerre mondiale) \| |
| --- | --- | --- | --- | ------------------------------------------------------ |
| Pièces de 5 francs de 1941 | | | |                                                        |
| Avers : L'effigie du roi Léopold III, tournée vers la droite, entouré de la légende ·LEOPOLD· III··KONING·DER·BELGEN ou ·LEOPOLD III ROI DES BELGES. | Avers : L'effigie du roi Léopold III, tournée vers la droite, entouré de la légende ·LEOPOLD· III··KONING·DER·BELGEN ou ·LEOPOLD III ROI DES BELGES. | Revers : La valeur nominale 5 FR où le FR' est compris dans la courbe du 5, surmontée d'une couronne et de 2 rubans et entourée de 2 monogrammes royaux de Léopold III en miroir, composé de la lettre L et du chiffre III. | Revers : La valeur nominale 5 FR où le FR' est compris dans la courbe du 5, surmontée d'une couronne et de 2 rubans et entourée de 2 monogrammes royaux de Léopold III en miroir, composé de la lettre L et du chiffre III. |                                                        |
| Masse 6 g | Alliage Zinc commercial | Diamètre 25 mm | Épaisseur |                                                        |
| Artiste(s) Marcel Rau | Artiste(s) Marcel Rau | Tranche cannelée | Tranche cannelée |                                                        |
| Millésimes 1941-1947 | Millésimes 1941-1947 | Frappe totale 78 836 000 (NL : 34 780 000, FR-NL : 44 056 000) | Frappe totale 78 836 000 (NL : 34 780 000, FR-NL : 44 056 000) |                                                        |
| | | | |                                                        |
| Remarques – Démonétisation par l'arrêté royal du 18 janvier 1951.                                                                                    | | | |                                                        |
| 5 francs - Léopold III (Seconde Guerre mondiale) | | | |                                                        |

| \| 20 francs - Léopold III \| | \| 20 francs - Léopold III \| | \| 20 francs - Léopold III \| | \| 20 francs - Léopold III \| | \| 20 francs - Léopold III \| |
| --- | --- | --- | --- | ----------------------------- |
| Pièce de 20 francs de 1934 | | | |                               |
| Avers : L'effigie du roi Léopold III, tournée vers la gauche, sous son nom LEOPOLD III et entouré au niveau du cou du millésime en deux parties. | Avers : L'effigie du roi Léopold III, tournée vers la gauche, sous son nom LEOPOLD III et entouré au niveau du cou du millésime en deux parties. | Revers : Une couronne surmontant un épi de blé, une plume et une feuille de laurier. Au centre aux deux extrémités : la valeur nominale 20 et FR. Le tout entouré de la légende ROYAUME DE BELGIQUE et KONINKRIJK BELGIË. | Revers : Une couronne surmontant un épi de blé, une plume et une feuille de laurier. Au centre aux deux extrémités : la valeur nominale 20 et FR. Le tout entouré de la légende ROYAUME DE BELGIQUE et KONINKRIJK BELGIË. |                               |
| Masse 11 g | Alliage Ag 68 %, Cu 32 % | Diamètre 28 mm | Épaisseur |                               |
| Artiste(s) Marcel Rau | Artiste(s) Marcel Rau | Tranche lisse avec inscription en creux BELGIQUE - BELGIË | Tranche lisse avec inscription en creux BELGIQUE - BELGIË |                               |
| Millésimes 1934-1935 | Millésimes 1934-1935 | Frappe totale 12 010 475 | Frappe totale 12 010 475 |                               |
| | | | |                               |
| Remarques – Démonétisation par l'arrêté du régent du 20 juin 1947                                                                                | | | |                               |
| 20 francs - Léopold III | | | |                               |

| \| 50 francs - Léopold III écussons \|                                                                            | \| 50 francs - Léopold III écussons \|                                                                            | \| 50 francs - Léopold III écussons \| | \| 50 francs - Léopold III écussons \| | \| 50 francs - Léopold III écussons \| |
| --- | --- | --- | --- | -------------------------------------- |
| Pièces de 50 francs de 1940                                                                                       | | | |                                        |
| Avers : L'effigie du roi Léopold III, tournée vers la gauche, sous son nom LEOPOLD III et au-dessus du millésime. | Avers : L'effigie du roi Léopold III, tournée vers la gauche, sous son nom LEOPOLD III et au-dessus du millésime. | Revers : Les écussons des 9 provinces belges (ligne du haut : Anvers, Brabant, Flandre-Occidentale et Flandre-Orientale, ligne du milieu : Hainaut, Liège et Limbourg, ligne du bas : Luxembourg et Namur), surmontés d'une couronne, entouré de la valeur nominale 50 FR et au-dessus de la légende BELGIE:BELGIQUE ou BELGIQUE:BELGIE. | Revers : Les écussons des 9 provinces belges (ligne du haut : Anvers, Brabant, Flandre-Occidentale et Flandre-Orientale, ligne du milieu : Hainaut, Liège et Limbourg, ligne du bas : Luxembourg et Namur), surmontés d'une couronne, entouré de la valeur nominale 50 FR et au-dessus de la légende BELGIE:BELGIQUE ou BELGIQUE:BELGIE. |                                        |
| Masse 20 g | Alliage Ag 83,5 %, Cu 16,5 %                                                                                      | Diamètre 33 mm | Épaisseur |                                        |
| Artiste(s) Marcel Rau                                                                                             | Artiste(s) Marcel Rau                                                                                             | Tranche lisse avec inscription en creux BELGIQUE - BELGIË, avec ligne pointillée | Tranche lisse avec inscription en creux BELGIQUE - BELGIË, avec ligne pointillée |                                        |
| Millésimes 1939-1940                                                                                              | Millésimes 1939-1940                                                                                              | Frappe totale 3 262 270 (NL-FR : 1 631 135, FR-NL : 1 631 135) | Frappe totale 3 262 270 (NL-FR : 1 631 135, FR-NL : 1 631 135) |                                        |
| | | | |                                        |
| Remarques – Démonétisation par l'arrêté du régent du 20 juin 1947                                                 | | | |                                        |
| 50 francs - Léopold III écussons                                                                                  | | | |                                        |

### Pièce commémorative en argent
| \| 50 francs - Expo 35 et centenaire des chemins de fer belge \| | \| 50 francs - Expo 35 et centenaire des chemins de fer belge \| | \| 50 francs - Expo 35 et centenaire des chemins de fer belge \| | \| 50 francs - Expo 35 et centenaire des chemins de fer belge \| | \| 50 francs - Expo 35 et centenaire des chemins de fer belge \| |
| --- | --- | --- | --- | ---------------------------------------------------------------- |
| Pièces de 50 francs de 1935 | | | |                                                                  |
| Avers : Le Grand Palais de l'exposition surmonté des années 1835 et 1935 et de la légende EEUWGETIJDE DER BELGISCHE SPOORWEGEN ou CENTENAIRE DES CHEMINS DE FER BELGES. | Avers : Le Grand Palais de l'exposition surmonté des années 1835 et 1935 et de la légende EEUWGETIJDE DER BELGISCHE SPOORWEGEN ou CENTENAIRE DES CHEMINS DE FER BELGES. | Revers : L'archange Saint-Michel tuant le diable entouré de la valeur nominale 50 FR et des légendes KONINKRIJK BELGIE ou ROYAUME DE BELGIQUE et BRUSSELSCHE TENTOONSTELLING ou EXPOSITION DE BRUXELLES. | Revers : L'archange Saint-Michel tuant le diable entouré de la valeur nominale 50 FR et des légendes KONINKRIJK BELGIE ou ROYAUME DE BELGIQUE et BRUSSELSCHE TENTOONSTELLING ou EXPOSITION DE BRUXELLES. |                                                                  |
| Masse 22 g | Alliage Ag 68 %, Cu 32 % | Diamètre 35 mm | Épaisseur |                                                                  |
| Artiste(s) Paul Wissaert | Artiste(s) Paul Wissaert | Tranche lisse avec inscription en creux 1935 - ONDER DE REGEERING VAN KONING LEOPOLD III ou 1935 - SOUS LE REGNE DU ROI LEOPOLD III                                                                      | Tranche lisse avec inscription en creux 1935 - ONDER DE REGEERING VAN KONING LEOPOLD III ou 1935 - SOUS LE REGNE DU ROI LEOPOLD III                                                                      |                                                                  |
| Millésimes 1935 | Millésimes 1935 | Frappe totale 280 871 (NL : 140 435, FR : 140 436) | Frappe totale 280 871 (NL : 140 435, FR : 140 436) |                                                                  |
| | | | |                                                                  |
| Remarques – La pièce commémore l'Exposition universelle de 1935 organisée à Bruxelles et marque le centenaire des chemins de fer belges, lancés en 1835 avec l'inauguration de la ligne Bruxelles-Malines, le 5 mai. Elle est la première pièce belge à représenter un bâtiment. La représentation de Saint-Michel, saint-patron de la ville de Bruxelles, est inspirée de la statue trônant sur l'hôtel de ville. La pièce fut frappée et vendue dans un des pavillons de l'exposition. Démonétisation par l'arrêté royal du 2 juin 1939 | | | |                                                                  |
| 50 francs - Expo 35 et centenaire des chemins de fer belge | | | |                                                                  |

## Pièces émises sous la régence du prince Charles (1944-1950)
Le prince Charles assume donc la régence du Royaume après la Libération, alors que le roi Léopold III reste en exil. Aucune pièce ne sera jamais émise au nom du régent. Dans un premier temps, la production des pièces continue telle qu'elles étaient émises durant la guerre mais de nouveaux types de pièces apparaissent. Une pièce de 100 francs en argent présente les effigies des 4 premiers rois des Belges mais ce sera la seule pièce de la série à porter des attributs royaux, en ces temps troublés par la Question royale, en Belgique. Les autres pièces représentent le commerce sous les traits du dieu Mercure (20 et 50 francs), l'agriculture sous les traits de la déesse Cérès (1 et 5 francs) et l'industrie sous les traits d'un mineur (20 et 50 centimes, prévues sous la régence du prince Charles mais qui ne seront réalisées que sous Baudouin).
| \| 1 franc - Cérès \|                                                                                                 | \| 1 franc - Cérès \|                                                                                                 | \| 1 franc - Cérès \| | \| 1 franc - Cérès \| | \| 1 franc - Cérès \| |
| --- | --- | --- | --- | --------------------- |
| Pièces de 1 franc de 1954                                                                                             | | | |                       |
| Avers : L'effigie de Cérès tournée vers la gauche, le millésime ente 2 étoiles à 4 branches et une corne d'abondance. | Avers : L'effigie de Cérès tournée vers la gauche, le millésime ente 2 étoiles à 4 branches et une corne d'abondance. | Revers : Un rameau de chêne comportant 9 feuilles et 2 glands surmonté d'une couronne avec la valeur nominale 1 FR. En dessous, la mention = BELGIË = ou = BELGIQUE =. | Revers : Un rameau de chêne comportant 9 feuilles et 2 glands surmonté d'une couronne avec la valeur nominale 1 FR. En dessous, la mention = BELGIË = ou = BELGIQUE =. |                       |
| Masse 4 g | Alliage cupro-nickel (Cu 75 %, Ni 25 %)                                                                               | Diamètre 21 mm | Épaisseur |                       |
| Artiste(s) Marcel Rau                                                                                                 | Artiste(s) Marcel Rau                                                                                                 | Tranche cannelée | Tranche cannelée |                       |
| Millésimes 1950-1988                                                                                                  | Millésimes 1950-1988                                                                                                  | frappe totale 1 614 955 000 (NL : 807 653 000, FR : 807 425 000) | frappe totale 1 614 955 000 (NL : 807 653 000, FR : 807 425 000) |                       |
| | | | |                       |
| Remarques – Démonétisation par l'arrêté royal du 22 mars 1989                                                         | | | |                       |
| 1 franc - Cérès | | | |                       |

| \| 2 francs - Libération \| | \| 2 francs - Libération \|                                                                                              | \| 2 francs - Libération \|                                                                             | \| 2 francs - Libération \|                                                                             | \| 2 francs - Libération \| |
| --- | --- | --- | --- | --------------------------- |
| Pièces de 2 francs de 1944 | | | |                             |
| Avers : Les mots BELGIQUE et BELGIE sur deux lignes sous une étoile à cinq branches et au-dessus de 2 rameaux d'olivier. | Avers : Les mots BELGIQUE et BELGIE sur deux lignes sous une étoile à cinq branches et au-dessus de 2 rameaux d'olivier. | Revers : La valeur nominale 2FR soulignée entourée de deux rameaux d'olivier et au-dessus du millésime. | Revers : La valeur nominale 2FR soulignée entourée de deux rameaux d'olivier et au-dessus du millésime. |                             |
| Masse 2,75 g | Alliage acier galvanisé                                                                                                  | Diamètre 19 mm                                                                                          | Épaisseur                                                                                               |                             |
| Artiste(s) inconnu | Artiste(s) inconnu | Tranche lisse                                                                                           | Tranche lisse                                                                                           |                             |
| Millésimes 1944 | Millésimes 1944 | frappe totale 25 000 000                                                                                | frappe totale 25 000 000                                                                                |                             |
| | | | |                             |
| Remarques – Cette pièce a été commandée par la Banque nationale de Belgique en exil à Londres à l'US Mint et frappée à Philadelphie. Sa mise en circulation réelle a été très faible. Démonétisation par l'arrêté royal du 18 janvier 1951 | | | |                             |
| 2 francs - Libération | | | |                             |

| \| 5 francs - Cérès \|                                                                                                | \| 5 francs - Cérès \|                                                                                                | \| 5 francs - Cérès \| | \| 5 francs - Cérès \| | \| 5 francs - Cérès \| |
| --- | --- | --- | --- | ---------------------- |
| Pièces de 5 francs de 1979                                                                                            | | | |                        |
| Avers : L'effigie de Cérès tournée vers la gauche, le millésime ente 2 étoiles à 4 branches et une corne d'abondance. | Avers : L'effigie de Cérès tournée vers la gauche, le millésime ente 2 étoiles à 4 branches et une corne d'abondance. | Revers : Un rameau de chêne comportant 9 feuilles et 2 glands surmonté d'une couronne avec la valeur nominale 5 FR. En dessous, la mention = BELGIË = ou = BELGIQUE =. | Revers : Un rameau de chêne comportant 9 feuilles et 2 glands surmonté d'une couronne avec la valeur nominale 5 FR. En dessous, la mention = BELGIË = ou = BELGIQUE =. |                        |
| Masse 6 g | Alliage cupro-nickel (Cu 75 %, Ni 25 %)                                                                               | Diamètre 24 mm | Épaisseur |                        |
| Artiste(s) Marcel Rau                                                                                                 | Artiste(s) Marcel Rau                                                                                                 | Tranche | Tranche |                        |
| Millésimes 1948-1981                                                                                                  | Millésimes 1948-1981                                                                                                  | frappe totale 659 880 000 pièces (NL : 330 296 000, FR : 329 584 000)                                                                                                  | frappe totale 659 880 000 pièces (NL : 330 296 000, FR : 329 584 000)                                                                                                  |                        |
| | | | |                        |
| Remarques – Démonétisation par l'arrêté royal du 16 décembre 1987                                                     | | | |                        |
| 5 francs - Cérès | | | |                        |

| \| 20 francs - Mercure \| | \| 20 francs - Mercure \| | \| 20 francs - Mercure \| | \| 20 francs - Mercure \| | \| 20 francs - Mercure \| |
| --- | --- | --- | --- | ------------------------- |
| Pièces de 20 francs de 1953                                                                                                  | | | |                           |
| Avers : L'effigie de Mercure coiffé d'une pétase ailée, tournée vers la droite à la droite d'un caducée entouré du millésime | Avers : L'effigie de Mercure coiffé d'une pétase ailée, tournée vers la droite à la droite d'un caducée entouré du millésime | Revers : Le lion belge debout s'appuyant sur la table de la loi (portant le mot latin LEX), surmontant la valeur nominale 20 interrompu par la lettre f décalée vers le bas. Le mot BELGIE ou BELGIQUE est situé à gauche du lion. | Revers : Le lion belge debout s'appuyant sur la table de la loi (portant le mot latin LEX), surmontant la valeur nominale 20 interrompu par la lettre f décalée vers le bas. Le mot BELGIE ou BELGIQUE est situé à gauche du lion. |                           |
| Masse 8 g | Alliage Ag 83,5 %, Cu 16,5 %                                                                                                 | Diamètre 27 mm | Épaisseur |                           |
| Artiste(s) Marcel Rau | Artiste(s) Marcel Rau | Tranche cannelée | Tranche cannelée |                           |
| Millésimes 1948-1954 | Millésimes 1948-1954 | frappe totale 24 276 000 pièces (NL : 11 786 000, FR : 12 490 000) | frappe totale 24 276 000 pièces (NL : 11 786 000, FR : 12 490 000) |                           |
| | | | |                           |
| Remarques – Démonétisation par l'arrêté royal du 22 février 1974                                                             | | | |                           |
| 20 francs - Mercure | | | |                           |

| \| 50 francs - Mercure \| | \| 50 francs - Mercure \| | \| 50 francs - Mercure \| | \| 50 francs - Mercure \| | \| 50 francs - Mercure \| |
| --- | --- | --- | --- | ------------------------- |
| Pièces de 50 francs de 1954                                                                                                  | | | |                           |
| Avers : L'effigie de Mercure coiffé d'une pétase ailée, tournée vers la droite à la droite d'un caducée entouré du millésime | Avers : L'effigie de Mercure coiffé d'une pétase ailée, tournée vers la droite à la droite d'un caducée entouré du millésime | Revers : Le lion belge debout s'appuyant sur la table de la loi (portant le mot latin LEX), surmontant la valeur nominale 50 interrompu par la lettre f décalée vers le bas. Le mot BELGIE ou BELGIQUE est situé à gauche du lion. | Revers : Le lion belge debout s'appuyant sur la table de la loi (portant le mot latin LEX), surmontant la valeur nominale 50 interrompu par la lettre f décalée vers le bas. Le mot BELGIE ou BELGIQUE est situé à gauche du lion. |                           |
| Masse 12,5 g | Alliage Ag 83,5 %, Cu 16,5 %                                                                                                 | Diamètre 30 mm | Épaisseur |                           |
| Artiste(s) Marcel Rau | Artiste(s) Marcel Rau | Tranche cannelée | Tranche cannelée |                           |
| Millésimes 1948-1955 | Millésimes 1948-1955 | frappe totale 56 212 500 pièces (NL : 28 137 500, FR : 28 075 000) | frappe totale 56 212 500 pièces (NL : 28 137 500, FR : 28 075 000) |                           |
| | | | |                           |
| Remarques – Démonétisation par l'arrêté royal du 13 juin 1969                                                                | | | |                           |
| 50 francs - Mercure | | | |                           |

| \| 100 francs - Dynastie \| | \| 100 francs - Dynastie \| | \| 100 francs - Dynastie \| | \| 100 francs - Dynastie \| | \| 100 francs - Dynastie \| |
| --- | --- | --- | --- | --------------------------- |
| Pièces de 100 francs de 1948 | | | |                             |
| Avers : Les effigies superposées des 4 premiers rois, tournées vers la gauche : (de gauche à droite) Léopold III, Albert Ier, Léopold II et Léopold Ier surmonté d'une couronne et au-dessus d'un étoile à 5 branches symbolisant le Congo belge. | Avers : Les effigies superposées des 4 premiers rois, tournées vers la gauche : (de gauche à droite) Léopold III, Albert Ier, Léopold II et Léopold Ier surmonté d'une couronne et au-dessus d'un étoile à 5 branches symbolisant le Congo belge. | Revers : L'écu couronné portant le lion belge, entouré du collier de l'ordre de Léopold. La valeur de la pièce 100 FRS ou 100 FRK entoure l'écu. La mention BELGIQUE ou BELGIË est située au bas de la pièce. | Revers : L'écu couronné portant le lion belge, entouré du collier de l'ordre de Léopold. La valeur de la pièce 100 FRS ou 100 FRK entoure l'écu. La mention BELGIQUE ou BELGIË est située au bas de la pièce. |                             |
| Masse 18 g | Alliage Ag 83,5 %, Ni 16,5 % | Diamètre 33 mm | Épaisseur |                             |
| Artiste(s) Marcel Rau | Artiste(s) Marcel Rau | Tranche cannelée | Tranche cannelée |                             |
| Millésimes 1948-1954 | Millésimes 1948-1954 | frappe totale 14 392 000 pièces (NL : 7 962 000, FR : 6 430 000) | frappe totale 14 392 000 pièces (NL : 7 962 000, FR : 6 430 000) |                             |
| | | | |                             |
| Remarques – Démonétisation par l'arrêté royal du 16 juillet 1979 | | | |                             |
| 100 francs - Dynastie | | | |                             |

## Pièces émises sous le règne du roi Baudouin (1951-1993)
Les premières années du règne du roi Baudouin s'inscrivent dans la continuité de celles émises sous la régence de son oncle, le prince Charles. Elles ne portent pas l'effigie du roi.
Il faut attendre 1958 pour voir apparaître l'effigie du roi Baudouin pour la première fois sur une pièce commémorative et 1969 pour que le portrait royal revienne sur une pièce de circulation courante : la nouvelle pièce de 10 francs. Dans les années 1980, le renouvellement des pièces (parfois en remplacement de billets) fait revenir définitivement le roi sur les pièces : de 20 francs (en 1980), de 5 francs (en 1986), de 50 francs (en 1987) et de 1 franc (en 1989). Seule la pièce de 50 centimes ne sera jamais modifiée. Les pièces émises dans les années 1980 circuleront jusque fin 2001, avant le passage à l'euro.
En 1960, la Monnaie royale décide de reprendre une vieille tradition monétaire en plaçant sur les pièces deux différents : la marque de la monnaie royale (la tête de Saint-Michel, patron de la ville de Bruxelles) et la marque du commissaire de monnaie (une tête d'agneau pour Gaston Lamquet de 1960 à 1962, un merle pour Robert Vogeleer de 1963 à 1987 et la balance pour Romain Coenen de 1987 à 2009).
Le règne de Baudouin voit aussi les pièces commémoratives devenir plus courantes, non seulement en franc mais aussi en ECU. En effet, l'idée d'une monnaie unique européenne commence à se répandre et la Belgique est le premier pays à émettre une pièce en ECU, en 1987. Elle est suivie par d'autres pièces jusqu'à la naissance de l'euro en 1999.
Timidement, on voit aussi l'allemand apparaître sur certaines pièces. C'est pourtant sous le règne d'Albert Ier que des territoires allemands ont été intégrés à la Belgique, à la suite du traité de Versailles.

### Pièces ordinaires destinées à la circulation
Les pièces suivantes, qui ont commencé à être émises pendant la régence du prince Charles, ont continué à être frappées pendant le règne du roi Baudouin (voir ci-dessus pour la description) :
- 1 franc - Cérès (jusque 1988)
- 5 francs - Cérès (jusque 1981)
- 20 francs - Mercure (jusque 1955)
- 50 francs - Mercure (jusque 1954)
- 100 francs - Dynastie (jusque 1954)

| \| 20 centimes - Mineur \|                                                                                                   | \| 20 centimes - Mineur \|                                                                                                   | \| 20 centimes - Mineur \|                                                                               | \| 20 centimes - Mineur \|                                                                               | \| 20 centimes - Mineur \| |
| --- | --- | --- | --- | -------------------------- |
| Pièces de 20 centimes de 1954                                                                                                | | | |                            |
| Avers : Le visage d'un mineur casqué tourné vers la gauche et sa lampe de type Davy d'après une œuvre de Constantin Meunier. | Avers : Le visage d'un mineur casqué tourné vers la gauche et sa lampe de type Davy d'après une œuvre de Constantin Meunier. | Revers : La valeur nominale 20 CENTIMES sous une couronne, la mention BELGIE ou BELGIQUE et le millésime | Revers : La valeur nominale 20 CENTIMES sous une couronne, la mention BELGIE ou BELGIQUE et le millésime |                            |
| Masse 2 g | Alliage bronze monétaire (Cu 95 %, Sn 3,0 %, Zn 2,0 %)                                                                       | Diamètre 17 mm                                                                                           | Épaisseur                                                                                                |                            |
| Artiste(s) Marcel Rau | Artiste(s) Marcel Rau | Tranche lisse                                                                                            | Tranche lisse                                                                                            |                            |
| Millésimes 1953-1963 | Millésimes 1953-1963 | frappe totale 400 230 000 (NL : 200 290 000, FR : 199 940 000)                                           | frappe totale 400 230 000 (NL : 200 290 000, FR : 199 940 000)                                           |                            |
| | | | |                            |
| Remarques – Démonétisation par l'arrêté royal du 26 novembre 1969                                                            | | | |                            |
| 20 centimes - Mineur | | | |                            |

| \| 25 centimes - Monogramme B \|                                       | \| 25 centimes - Monogramme B \|                                       | \| 25 centimes - Monogramme B \|                                                          | \| 25 centimes - Monogramme B \|                                                          | \| 25 centimes - Monogramme B \| |
| ---------------------------------------------------------------------- | ---------------------------------------------------------------------- | ----------------------------------------------------------------------------------------- | ----------------------------------------------------------------------------------------- | -------------------------------- |
| Pièces de 25 centimes de 1964                                          |                                                                        |                                                                                           |                                                                                           |                                  |
| Avers : Le monogramme couronné B de Baudouin entouré par le millésime. | Avers : Le monogramme couronné B de Baudouin entouré par le millésime. | Revers : La valeur nominale 25 surmontant la lettre C sous la mention BELGIE ou BELGIQUE. | Revers : La valeur nominale 25 surmontant la lettre C sous la mention BELGIE ou BELGIQUE. |                                  |
| Masse 2 g                                                              | Alliage cupro-nickel (Cu 75 %, Ni 25 %)                                | Diamètre 16 mm                                                                            | Épaisseur                                                                                 |                                  |
| Artiste(s) Raf Mailleux                                                | Artiste(s) Raf Mailleux                                                | Tranche                                                                                   | Tranche                                                                                   |                                  |
| Millésimes 1964-1975                                                   | Millésimes 1964-1975                                                   | frappe totale 116 440 000 (NL : 57 660 000, FR : 58 780 000)                              | frappe totale 116 440 000 (NL : 57 660 000, FR : 58 780 000)                              |                                  |
|                                                                        |                                                                        |                                                                                           |                                                                                           |                                  |
| Remarques – Démonétisation par l'arrêté royal du 4 juillet 1980        |                                                                        |                                                                                           |                                                                                           |                                  |
| 25 centimes - Monogramme B                                             |                                                                        |                                                                                           |                                                                                           |                                  |

| \| 50 centimes - Mineur \|                                                                                                   | \| 50 centimes - Mineur \|                                                                                                   | \| 50 centimes - Mineur \|                                                                               | \| 50 centimes - Mineur \|                                                                               | \| 50 centimes - Mineur \| |
| --- | --- | --- | --- | -------------------------- |
| Pièces de 50 centimes de 1998                                                                                                | | | |                            |
| Avers : Le visage d'un mineur casqué tourné vers la gauche et sa lampe de type Davy d'après une œuvre de Constantin Meunier. | Avers : Le visage d'un mineur casqué tourné vers la gauche et sa lampe de type Davy d'après une œuvre de Constantin Meunier. | Revers : La valeur nominale 50 CENTIMES sous une couronne, la mention BELGIE ou BELGIQUE et le millésime | Revers : La valeur nominale 50 CENTIMES sous une couronne, la mention BELGIE ou BELGIQUE et le millésime |                            |
| Masse 2,75 g | Alliage bronze monétaire (Cu 95 %, Sn 3 %, Zn 2 %)                                                                           | Diamètre 19 mm                                                                                           | Épaisseur                                                                                                |                            |
| Artiste(s) Marcel Rau | Artiste(s) Marcel Rau | Tranche lisse                                                                                            | Tranche lisse                                                                                            |                            |
| Millésimes 1952-2001 | Millésimes 1952-2001 | frappe totale 700 180 000 (NL : 349 850 000, FR : 350 330 000)                                           | frappe totale 700 180 000 (NL : 349 850 000, FR : 350 330 000)                                           |                            |
| | | | |                            |
| Remarques – Démonétisation par la loi du 10 décembre 2001, à la suite de l'adoption de l'euro par la Belgique                | | | |                            |
| 50 centimes - Mineur | | | |                            |

| \| 1 franc - Baudouin Ier \|                                                                                  | \| 1 franc - Baudouin Ier \|                                                                     | \| 1 franc - Baudouin Ier \| | \| 1 franc - Baudouin Ier \| | \| 1 franc - Baudouin Ier \| |
| --- | ------------------------------------------------------------------------------------------------ | --- | --- | ---------------------------- |
| Pièces de 1 franc de 1989                                                                                     |                                                                                                  | | |                              |
| Avers : L'effigie du roi Baudouin tournée vers la gauche, sous son nom BAUDOUIN I ou BOUDEWIJN I              | Avers : L'effigie du roi Baudouin tournée vers la gauche, sous son nom BAUDOUIN I ou BOUDEWIJN I | Revers : Champ divisé en trois parties comprenant la valeur nominale 1 F (partie de droite), la mention BELGIË ou BELGIQUE (partie du bas) et la couronne royale (partie de gauche), le millésime | Revers : Champ divisé en trois parties comprenant la valeur nominale 1 F (partie de droite), la mention BELGIË ou BELGIQUE (partie du bas) et la couronne royale (partie de gauche), le millésime |                              |
| Masse 2,75 g                                                                                                  | Alliage Acier doux recouvert de nickel (Fe 92,7 %, Ni 73 %)                                      | Diamètre 18 mm | Épaisseur 1,65 mm |                              |
| Artiste(s) Harry Elstrøm (avers)                                                                              | Artiste(s) Harry Elstrøm (avers)                                                                 | Tranche lisse | Tranche lisse |                              |
| Millésimes 1989-1993                                                                                          | Millésimes 1989-1993                                                                             | frappe totale 1 230 000 000 (NL : 615 000 000, FR : 615 000 000) | frappe totale 1 230 000 000 (NL : 615 000 000, FR : 615 000 000) |                              |
| |                                                                                                  | | |                              |
| Remarques – Démonétisation par la loi du 10 décembre 2001, à la suite de l'adoption de l'euro par la Belgique |                                                                                                  | | |                              |
| 1 franc - Baudouin Ier                                                                                        |                                                                                                  | | |                              |

| \| 5 francs - Baudouin Ier \|                                                                                 | \| 5 francs - Baudouin Ier \|                                                                 | \| 5 francs - Baudouin Ier \|                                                                               | \| 5 francs - Baudouin Ier \|                                                                               | \| 5 francs - Baudouin Ier \| |
| --- | --------------------------------------------------------------------------------------------- | --- | --- | ----------------------------- |
| Pièces de 5 francs de 1986                                                                                    |                                                                                               | | |                               |
| Avers : L'effigie stylisée du roi Baudouin Ier segmentée en 3 parties, tournée vers la gauche                 | Avers : L'effigie stylisée du roi Baudouin Ier segmentée en 3 parties, tournée vers la gauche | Revers : La valeur nominale 5F, la mention BELGIË ou BELGIQUE sous la valeur, le millésime sous la mention. | Revers : La valeur nominale 5F, la mention BELGIË ou BELGIQUE sous la valeur, le millésime sous la mention. |                               |
| Masse 5,5 g                                                                                                   | Alliage Cu 92 %, Al 6 %, Ni 2 %                                                               | Diamètre 24 mm                                                                                              | Épaisseur 1,75 mm                                                                                           |                               |
| Artiste(s) Jean-Paul Laenen                                                                                   | Artiste(s) Jean-Paul Laenen                                                                   | Tranche lisse                                                                                               | Tranche lisse                                                                                               |                               |
| Millésimes 1986-1993                                                                                          | Millésimes 1986-1993                                                                          | frappe totale 584 940 000 (NL : 292 500 000, FR : 292 440 000)                                              | frappe totale 584 940 000 (NL : 292 500 000, FR : 292 440 000)                                              |                               |
| |                                                                                               | | |                               |
| Remarques – Démonétisation par la loi du 10 décembre 2001, à la suite de l'adoption de l'euro par la Belgique |                                                                                               | | |                               |
| 5 francs - Baudouin Ier                                                                                       |                                                                                               | | |                               |

| \| 10 francs - Baudouin Ier \|                                | \| 10 francs - Baudouin Ier \|                               | \| 10 francs - Baudouin Ier \| | \| 10 francs - Baudouin Ier \| | \| 10 francs - Baudouin Ier \| |
| ------------------------------------------------------------- | ------------------------------------------------------------ | --- | --- | ------------------------------ |
| Pièces de 10 francs de 1972                                   |                                                              | | |                                |
| Avers : L'effigie du roi Baudouin Ier tournée vers la gauche  | Avers : L'effigie du roi Baudouin Ier tournée vers la gauche | Revers : Les armoiries du Royaume entouré par la valeur nominale 10 F, la mention BELGIE ou BELGIQUE au-dessus des armoiries et le millésime sous les armoiries. | Revers : Les armoiries du Royaume entouré par la valeur nominale 10 F, la mention BELGIE ou BELGIQUE au-dessus des armoiries et le millésime sous les armoiries. |                                |
| Masse 8 g                                                     | Alliage Nickel 100 %                                         | Diamètre 27 mm | Épaisseur |                                |
| Artiste(s) Harry Elstrøm (avers) Jean De Bast (revers)        | Artiste(s) Harry Elstrøm (avers) Jean De Bast (revers)       | Tranche lisse | Tranche lisse |                                |
| Millésimes 1969-1979                                          | Millésimes 1969-1979                                         | frappe totale 207 735 000 (NL : 104 000 000, FR : 103 735 000)                                                                                                   | frappe totale 207 735 000 (NL : 104 000 000, FR : 103 735 000)                                                                                                   |                                |
|                                                               |                                                              | | |                                |
| Remarques – Démonétisation par l'arrêté royal du 25 juin 1985 |                                                              | | |                                |
| 10 francs - Baudouin Ier                                      |                                                              | | |                                |

| \| 20 francs - Baudouin Ier \|                                                                                | \| 20 francs - Baudouin Ier \|                                | \| 20 francs - Baudouin Ier \| | \| 20 francs - Baudouin Ier \| | \| 20 francs - Baudouin Ier \| |
| --- | ------------------------------------------------------------- | --- | --- | ------------------------------ |
| Pièces de 20 francs de 1992                                                                                   |                                                               | | |                                |
| Avers : L'effigie du roi Baudouin Ier, tournée vers la gauche                                                 | Avers : L'effigie du roi Baudouin Ier, tournée vers la gauche | Revers : Rameau d'olivier surmonté par la valeur nominale 20F, la mention BELGIË ou BELGIQVE au-dessus de la valeur, le millésime sous le rameau. | Revers : Rameau d'olivier surmonté par la valeur nominale 20F, la mention BELGIË ou BELGIQVE au-dessus de la valeur, le millésime sous le rameau. |                                |
| Masse 8,5 g                                                                                                   | Alliage Cu 92 %, Ni 6 %, Al 2 %                               | Diamètre 25,65 mm | Épaisseur 2,5 mm |                                |
| Artiste(s) Harry Elstrøm                                                                                      | Artiste(s) Harry Elstrøm                                      | Tranche lisse ornée d'un guillochis | Tranche lisse ornée d'un guillochis |                                |
| Millésimes 1980-1993                                                                                          | Millésimes 1980-1993                                          | Frappe totale 368 100 000 (NL : 184 050 000, FR : 184 050 000)                                                                                    | Frappe totale 368 100 000 (NL : 184 050 000, FR : 184 050 000)                                                                                    |                                |
| |                                                               | | |                                |
| Remarques – Démonétisation par la loi du 10 décembre 2001, à la suite de l'adoption de l'euro par la Belgique |                                                               | | |                                |
| 20 francs - Baudouin Ier                                                                                      |                                                               | | |                                |

| \| 50 francs - Baudouin Ier \| | \| 50 francs - Baudouin Ier \|                                                                | \| 50 francs - Baudouin Ier \|                                                               | \| 50 francs - Baudouin Ier \|                                                               | \| 50 francs - Baudouin Ier \| |
| --- | --------------------------------------------------------------------------------------------- | -------------------------------------------------------------------------------------------- | -------------------------------------------------------------------------------------------- | ------------------------------ |
| Pièces de 50 francs de 1987 |                                                                                               |                                                                                              |                                                                                              |                                |
| Avers : L'effigie stylisée du roi Baudouin Ier segmentée en 3 parties, tournée vers la gauche | Avers : L'effigie stylisée du roi Baudouin Ier segmentée en 3 parties, tournée vers la gauche | Revers : La valeur nominale 50 F au-dessus de la mention BELGIË ou BELGIQUE et le millésime. | Revers : La valeur nominale 50 F au-dessus de la mention BELGIË ou BELGIQUE et le millésime. |                                |
| Masse 7 g | Alliage Nickel 100 %                                                                          | Diamètre 22,75 mm                                                                            | Épaisseur 2,3 mm                                                                             |                                |
| Artiste(s) Jean-Paul Laenen | Artiste(s) Jean-Paul Laenen                                                                   | Tranche cannelure épaisse                                                                    | Tranche cannelure épaisse                                                                    |                                |
| Millésimes 1987-1993 | Millésimes 1987-1993                                                                          | Frappe totale 194 000 000 (NL : 97 000 000, FR : 97 000 000)                                 | Frappe totale 194 000 000 (NL : 97 000 000, FR : 97 000 000)                                 |                                |
| |                                                                                               |                                                                                              |                                                                                              |                                |
| Remarques – Cette pièce a remplacé le billet de banque de 50 francs, déjà prévu par un arrêté royal daté du 16 avril 1935. Démonétisation par la loi du 10 décembre 2001, à la suite de l'adoption de l'euro par la Belgique. |                                                                                               |                                                                                              |                                                                                              |                                |
| 50 francs - Baudouin Ier |                                                                                               |                                                                                              |                                                                                              |                                |

### Pièces commémoratives en or et argent
| \| 50 francs - Expo 58 \| | \| 50 francs - Expo 58 \| | \| 50 francs - Expo 58 \| | \| 50 francs - Expo 58 \| | \| 50 francs - Expo 58 \| |
| --- | --- | --- | --- | ------------------------- |
| Pièces de 50 francs de 1958 | | | |                           |
| Avers : L'effigie du roi Baudouin, tournée vers la gauche, entouré de la légende BAUDOUIN ROI DES BELGES ou BOUDEWIJN KONING DER BELGEN | Avers : L'effigie du roi Baudouin, tournée vers la gauche, entouré de la légende BAUDOUIN ROI DES BELGES ou BOUDEWIJN KONING DER BELGEN | Revers : Hôtel de ville de Bruxelles et 4 maisons à sa droite, surmontée, à gauche de la tour, du logo de l'Exposition universelle de 1958 et, à droite, de la valeur nominale 50 F. | Revers : Hôtel de ville de Bruxelles et 4 maisons à sa droite, surmontée, à gauche de la tour, du logo de l'Exposition universelle de 1958 et, à droite, de la valeur nominale 50 F. |                           |
| Masse 12,5 g | Alliage Ag 83,5 %, Cu 16,5 % | Diamètre 30 mm | Épaisseur |                           |
| Artiste(s) Carlos van Dionant de Cacérès | Artiste(s) Carlos van Dionant de Cacérès                                                                                                | Tranche cannelée | Tranche cannelée |                           |
| Millésimes 1958 | Millésimes 1958 | Frappe totale 858 000 (NL : 382 000, FR : 476 000) | Frappe totale 858 000 (NL : 382 000, FR : 476 000) |                           |
| | | | |                           |
| Remarques – La pièce commémore l'Exposition universelle de 1958 organisée à Bruxelles. Elle est la première pièce à porter l'effigie du Roi Baudouin. 544.000 pièces ont été frappées dans un des pavillons de l'expo. Démonétisation par l'arrêté royal du 25 novembre 1971. | | | |                           |
| 50 francs - Expo 58 | | | |                           |

| \| 50 francs - Mariage de Baudouin et Fabiola \| | \| 50 francs - Mariage de Baudouin et Fabiola \| | \| 50 francs - Mariage de Baudouin et Fabiola \| | \| 50 francs - Mariage de Baudouin et Fabiola \| | \| 50 francs - Mariage de Baudouin et Fabiola \| |
| --- | --- | --- | --- | ------------------------------------------------ |
| Pièce de 50 francs de 1960 | | | |                                                  |
| Avers : Les effigies conjointes du roi Baudouin et de la reine Fabiola, tournées vers la gauche, entouré de la légende latine BALDVINUS-FABIOLA et la date en chiffres romains XV·XII·MCMLX | Avers : Les effigies conjointes du roi Baudouin et de la reine Fabiola, tournées vers la gauche, entouré de la légende latine BALDVINUS-FABIOLA et la date en chiffres romains XV·XII·MCMLX | Revers : Les écus de Baudouin et Fabiola sous une seule couronne et entourés de 2 branches de laurier. La légende latine BELGICA surmonte le tout et la valeur nominale 50 surmonté d'un F apparaît sous les écus. | Revers : Les écus de Baudouin et Fabiola sous une seule couronne et entourés de 2 branches de laurier. La légende latine BELGICA surmonte le tout et la valeur nominale 50 surmonté d'un F apparaît sous les écus. |                                                  |
| Masse 12,5 g | Alliage Ag 83,5 %, Cu 16,5 % | Diamètre 30 mm | Épaisseur |                                                  |
| Artiste(s) Carlos van Dionant de Cacérès | Artiste(s) Carlos van Dionant de Cacérès | Tranche cannelée | Tranche cannelée |                                                  |
| Millésimes 1960 | Millésimes 1960 | Frappe totale 500 000 | Frappe totale 500 000 |                                                  |
| | | | |                                                  |
| Remarques – La pièce commémore le mariage du Roi Baudouin Ier avec la comtesse espagnole Fabiola de Mora y Aragón, le 15 décembre 1960. Elle est la première pièce à porter l'effigie d'une reine. Elle est également la première pièce à ne pas avoir été émise dans les langues nationales mais en latin. Pour la première fois également, une pièce comporte la marque de la Monnaie royale de Belgique (la tête de Saint Michel) et de son commissaire des monnaie (une tête d'agneau pour Gaston Lamquet). Démonétisation par l'arrêté royal du 25 novembre 1971. | | | |                                                  |
| 50 francs - Mariage de Baudouin et Fabiola | | | |                                                  |

| \| 250 francs - 25 ans de règne de Baudouin Ier \| | \| 250 francs - 25 ans de règne de Baudouin Ier \| | \| 250 francs - 25 ans de règne de Baudouin Ier \|                                           | \| 250 francs - 25 ans de règne de Baudouin Ier \|                                           | \| 250 francs - 25 ans de règne de Baudouin Ier \| |
| --- | --- | -------------------------------------------------------------------------------------------- | -------------------------------------------------------------------------------------------- | -------------------------------------------------- |
| Pièces de 250 francs de 1976 | |                                                                                              |                                                                                              |                                                    |
| Avers : L'effigie du roi Baudouin Ier entouré du texte BAUDOUIN - ROI DES BELGES - 1951 - 17 juillet - 1976 ou BOUDEWIJN - KONING DER BELGEN - 1951 - 17 juli - 1976 | Avers : L'effigie du roi Baudouin Ier entouré du texte BAUDOUIN - ROI DES BELGES - 1951 - 17 juillet - 1976 ou BOUDEWIJN - KONING DER BELGEN - 1951 - 17 juli - 1976 | Revers : Le monogramme royal B surmonté d'une couronne, au-dessus de la valeur nominale 250F | Revers : Le monogramme royal B surmonté d'une couronne, au-dessus de la valeur nominale 250F |                                                    |
| Masse 25 g | Alliage Ag 83,5 %, Cu 16,5 % | Diamètre 37 mm                                                                               | Épaisseur                                                                                    |                                                    |
| Artiste(s) Antoon Luyckx (avers) Mark Severin (revers) | Artiste(s) Antoon Luyckx (avers) Mark Severin (revers) | Tranche cannelée en creux avec 25 étoiles (édition spéciale)                                 | Tranche cannelée en creux avec 25 étoiles (édition spéciale)                                 |                                                    |
| Millésimes 1976 | Millésimes 1976 | Frappe totale 1 075 000                                                                      | Frappe totale 1 075 000                                                                      |                                                    |
| | |                                                                                              |                                                                                              |                                                    |
| Remarques – La pièce célèbre les 25 ans de règne du roi Baudouin Ier, le 17 juillet 1976. Certaines pièces portent un monogramme plus petit. Une édition spéciale a été frappée à 75 000 exemplaires. Ces pièces diffèrent par la qualité de la frappe et la tranche. Démonétisation par l'arrêté royal du 19 novembre 1985. | |                                                                                              |                                                                                              |                                                    |
| 250 francs - 25 ans de règne de Baudouin Ier | |                                                                                              |                                                                                              |                                                    |

| \| 500 francs - 150 ans d'indépendance \| | \| 500 francs - 150 ans d'indépendance \| | \| 500 francs - 150 ans d'indépendance \| | \| 500 francs - 150 ans d'indépendance \| | \| 500 francs - 150 ans d'indépendance \| |
| --- | --- | --- | --- | ----------------------------------------- |
| Pièces de 500 francs de 1980 | | | |                                           |
| Avers : Portrait des cinq premiers rois de Belgique en médaillons : Léopold Ier, Léopold II, Albert Ier, Léopold III et Baudouin, une couronne et la légende BELGIQUE ou BELGIË et les années 1830 et 1980. | Avers : Portrait des cinq premiers rois de Belgique en médaillons : Léopold Ier, Léopold II, Albert Ier, Léopold III et Baudouin, une couronne et la légende BELGIQUE ou BELGIË et les années 1830 et 1980. | Revers : La carte de la Belgique, avec l'inscription 150 ANS D'INDEPENDANCE DE LA BELGIQUE ou 150 JAAR ONAFHANKELIJKHEID VAN BELGIË et la valeur nominale 500 F. | Revers : La carte de la Belgique, avec l'inscription 150 ANS D'INDEPENDANCE DE LA BELGIQUE ou 150 JAAR ONAFHANKELIJKHEID VAN BELGIË et la valeur nominale 500 F. |                                           |
| Masse 25 g | Alliage Cu 75,0 %, Ni 25,0 %, plaquée Ag 92,5 % | Diamètre 37 mm | Épaisseur |                                           |
| Artiste(s) Wieslaw Bartholomiej Bielyszew (dessin) Paul Huybrechts (gravure) | Artiste(s) Wieslaw Bartholomiej Bielyszew (dessin) Paul Huybrechts (gravure) | Tranche lisse | Tranche lisse |                                           |
| Millésimes 1980 | Millésimes 1980 | Frappe totale 2 000 000 (NL : 1 000 000, FR : 1 000 000) | Frappe totale 2 000 000 (NL : 1 000 000, FR : 1 000 000) |                                           |
| | | | |                                           |
| Remarques – La pièce marque le 150e anniversaire de l'indépendance de la Belgique. Les effigies des rois sont dues à Léopold Wiener (Léopold Ier), Frantz Vermeylen (Léopold II), Godefroid Devreese (Albert Ier), Marcel Rau (Léopold III) et Harry Elstrøm (Baudouin Ier). Le projet originellement choisi annexait le Grand-Duché de Luxembourg et a donc dû être adapté. Une version spéciale a été frappée à 104 800 exemplaires, dans une qualité de frappe supérieure. Démonétisation par l'arrêté royal du 3 septembre 1990. | | | |                                           |
| 500 francs - 150 ans d'indépendance | | | |                                           |

| \| 500 francs - 60 ans de Baudouin Ier \| | \| 500 francs - 60 ans de Baudouin Ier \|                                                                         | \| 500 francs - 60 ans de Baudouin Ier \| | \| 500 francs - 60 ans de Baudouin Ier \| | \| 500 francs - 60 ans de Baudouin Ier \| |
| --- | --- | --- | --- | ----------------------------------------- |
| Pièces de 500 francs de 1990 | | | |                                           |
| Avers : Effigie du roi Baudouin, tournée vers la gauche, entourée d'une gravure abstraite et des années 1930-1990 | Avers : Effigie du roi Baudouin, tournée vers la gauche, entourée d'une gravure abstraite et des années 1930-1990 | Revers : La valeur nominale 500F sur une série de lignes verticales et entourée à gauche de la légende BELGIË, BELGIQUE ou BELGIEN, en haut d'une couronne, à droite de 12 étoiles et en bas du millésime 1990. | Revers : La valeur nominale 500F sur une série de lignes verticales et entourée à gauche de la légende BELGIË, BELGIQUE ou BELGIEN, en haut d'une couronne, à droite de 12 étoiles et en bas du millésime 1990. |                                           |
| Masse 22,85 g | Alliage Ag 83,3 %, Cu 16,7 %                                                                                      | Diamètre 37 mm | Épaisseur |                                           |
| Artiste(s) Roger Duterme | Artiste(s) Roger Duterme                                                                                          | Tranche lisse | Tranche lisse |                                           |
| Millésimes 1990 | Millésimes 1990                                                                                                   | Frappe totale 760 000 (NL : 350 000, FR : 350 000, DE : 60.000) | Frappe totale 760 000 (NL : 350 000, FR : 350 000, DE : 60.000) |                                           |
| | | | |                                           |
| Remarques – La pièce marque le 60e anniversaire du roi Baudouin. Pour la première fois, une pièce belge est frappée en langue allemande. Démonétisation par la loi du 10 décembre 2001, à la suite de l'adoption de l'euro par la Belgique. | | | |                                           |
| 500 francs - 60 ans de Baudouin Ier | | | |                                           |

| \| 500 francs - 40 ans de règne de Baudouin Ier \| | \| 500 francs - 40 ans de règne de Baudouin Ier \|                                                                | \| 500 francs - 40 ans de règne de Baudouin Ier \| | \| 500 francs - 40 ans de règne de Baudouin Ier \| | \| 500 francs - 40 ans de règne de Baudouin Ier \| |
| --- | --- | --- | --- | -------------------------------------------------- |
| Pièces de 500 francs de 1991 | | | |                                                    |
| Avers : Effigie du roi Baudouin, tournée vers la gauche, entourée d'une gravure abstraite et des années 1951-1991 | Avers : Effigie du roi Baudouin, tournée vers la gauche, entourée d'une gravure abstraite et des années 1951-1991 | Revers : La valeur nominale 500F sur une série de lignes verticales et entourée à gauche de la légende BELGIË, BELGIQUE ou BELGIEN, en haut d'une couronne, à droite de 12 étoiles et en bas du millésime 1990. | Revers : La valeur nominale 500F sur une série de lignes verticales et entourée à gauche de la légende BELGIË, BELGIQUE ou BELGIEN, en haut d'une couronne, à droite de 12 étoiles et en bas du millésime 1990. |                                                    |
| Masse 22,85 g | Alliage Ag 83,3 %, Cu 16,7 %                                                                                      | Diamètre 37 mm | Épaisseur |                                                    |
| Artiste(s) Roger Duterme | Artiste(s) Roger Duterme                                                                                          | Tranche lisse | Tranche lisse |                                                    |
| Millésimes 1991 | Millésimes 1991                                                                                                   | Frappe totale 580 000 (NL : 260 000, FR : 260 000, DE : 60.000) | Frappe totale 580 000 (NL : 260 000, FR : 260 000, DE : 60.000) |                                                    |
| | | | |                                                    |
| Remarques – La pièce marque le 40e anniversaire de règne du roi Baudouin. La pièce est quasi identique à la pièce commémorant les 60 ans de Baudouin, à l'exception des années et de la gravure abstraite. Démonétisation par la loi du 10 décembre 2001, à la suite de l'adoption de l'euro par la Belgique. | | | |                                                    |
| 500 francs - 40 ans de règne de Baudouin Ier | | | |                                                    |

## Pièces émises sous le règne du roi AlbertII(1993-2001)
D'un point de vue numismatique, le roi Albert II est le roi du passage à l'euro. En effet, les dernières pièces en franc belge sont émises sous son règne. La dernière série de pièces courantes, à savoir la série des pièces de 1, 5, 20 et 50 francs, portent son effigie (œuvre de Jan Alfons Keustermans), et est produite de 1994 à 2001. La pièce de 50 centimes (type mineur) en bronze monétaire est toujours frappée mais date, quant à elle, de 1952.
Le 1er janvier 2002, les billets et les pièces en francs belges sont finalement remplacés par l'euro. Depuis le 31 décembre 2004, les pièces en franc belge n'ont plus aucune valeur légale et ne sont plus échangeables.
Son règne est marqué aussi par de nombreuses pièces commémoratives, en franc, en ECU et puis en euro.

### Pièces ordinaires destinées à la circulation
La pièce suivante, qui a commencé à être émise pendant le règne du roi Baudouin, a continué à être émise pendant le règne du roi Albert II (voir ci-dessus pour la description) :
- 50 centimes - Mineur (jusque 2001)

| \| 1 franc Albert II \|                                                                                       | \| 1 franc Albert II \|                                                                    | \| 1 franc Albert II \|                                                                                        | \| 1 franc Albert II \|                                                                                        | \| 1 franc Albert II \| |
| --- | ------------------------------------------------------------------------------------------ | --- | --- | ----------------------- |
| Pièces de 1 franc de 1994                                                                                     |                                                                                            | | |                         |
| Avers : L'effigie du roi Albert II, tournée vers la gauche, au-dessus de son nom ALBERT II                    | Avers : L'effigie du roi Albert II, tournée vers la gauche, au-dessus de son nom ALBERT II | Revers : la valeur nominale 1 FRANC ou 1 FRANK sous le millésime et au-dessus de la mention BELGIQUE ou BELGIË | Revers : la valeur nominale 1 FRANC ou 1 FRANK sous le millésime et au-dessus de la mention BELGIQUE ou BELGIË |                         |
| Masse 2,75 g                                                                                                  | Alliage Acier doux recouvert de nickel (Ni 3 %, Fe 94 %, Cu 3 %)                           | Diamètre 18 mm                                                                                                 | Épaisseur 1,65 mm                                                                                              |                         |
| Artiste(s) Jan Alfons Keustermans (avers) Lejon Tits (revers)                                                 | Artiste(s) Jan Alfons Keustermans (avers) Lejon Tits (revers)                              | Tranche lisse                                                                                                  | Tranche lisse                                                                                                  |                         |
| Millésimes 1994-2001                                                                                          | Millésimes 1994-2001                                                                       | Tirage total 790 000 000 (NL : 395 000 000, FR : 395 000 000)                                                  | Tirage total 790 000 000 (NL : 395 000 000, FR : 395 000 000)                                                  |                         |
| |                                                                                            | | |                         |
| Remarques – Démonétisation par la loi du 10 décembre 2001, à la suite de l'adoption de l'euro par la Belgique |                                                                                            | | |                         |
| 1 franc Albert II                                                                                             |                                                                                            | | |                         |

| \| 5 francs Albert II \|                                                                                      | \| 5 francs Albert II \|                                                                   | \| 5 francs Albert II \|                                                                                        | \| 5 francs Albert II \|                                                                                        | \| 5 francs Albert II \| |
| --- | ------------------------------------------------------------------------------------------ | --- | --- | ------------------------ |
| Pièces de 5 francs de 1994                                                                                    |                                                                                            | | |                          |
| Avers : L'effigie du roi Albert II, tournée vers la gauche, au-dessus de son nom ALBERT II                    | Avers : L'effigie du roi Albert II, tournée vers la gauche, au-dessus de son nom ALBERT II | Revers : La valeur nominale 5 FRANCS ou 5 FRANK sous le millésime et au-dessus de la mention BELGIQUE ou BELGIË | Revers : La valeur nominale 5 FRANCS ou 5 FRANK sous le millésime et au-dessus de la mention BELGIQUE ou BELGIË |                          |
| Masse 5,5 g                                                                                                   | Alliage Cu 92 %, Al 6 %, Ni 2 %                                                            | Diamètre 24 mm                                                                                                  | Épaisseur 1,75 mm                                                                                               |                          |
| Artiste(s) Jan Alfons Keustermans (avers) Lejon Tits (revers)                                                 | Artiste(s) Jan Alfons Keustermans (avers) Lejon Tits (revers)                              | Tranche lisse                                                                                                   | Tranche lisse                                                                                                   |                          |
| Millésimes 1994-2001                                                                                          | Millésimes 1994-2001                                                                       | Tirage total 138 600 000 (NL : 69 300 000, FR : 69 300 000)                                                     | Tirage total 138 600 000 (NL : 69 300 000, FR : 69 300 000)                                                     |                          |
| |                                                                                            | | |                          |
| Remarques – Démonétisation par la loi du 10 décembre 2001, à la suite de l'adoption de l'euro par la Belgique |                                                                                            | | |                          |
| 5 francs Albert II                                                                                            |                                                                                            | | |                          |

| \| 20 francs Albert II \|                                                                                     | \| 20 francs Albert II \|                                                                  | \| 20 francs Albert II \|                                                                                         | \| 20 francs Albert II \|                                                                                         | \| 20 francs Albert II \| |
| --- | ------------------------------------------------------------------------------------------ | --- | --- | ------------------------- |
| Pièces de 20 francs de 1994                                                                                   |                                                                                            | | |                           |
| Avers : L'effigie du roi Albert II, tournée vers la gauche, au-dessus de son nom ALBERT II                    | Avers : L'effigie du roi Albert II, tournée vers la gauche, au-dessus de son nom ALBERT II | Revers : La valeur nominale 20 FRANCS ou 20 FRANK sous le millésime et au-dessus de la mention BELGIQUE ou BELGIË | Revers : La valeur nominale 20 FRANCS ou 20 FRANK sous le millésime et au-dessus de la mention BELGIQUE ou BELGIË |                           |
| Masse 8,5 g                                                                                                   | Alliage Cu 92 %, Al 6 %, Ni 2 %                                                            | Diamètre 25,65 mm                                                                                                 | Épaisseur 2,5 mm                                                                                                  |                           |
| Artiste(s) Jan Alfons Keustermans (avers) Lejon Tits (revers)                                                 | Artiste(s) Jan Alfons Keustermans (avers) Lejon Tits (revers)                              | Tranche lisse ornée d'un guillochis                                                                               | Tranche lisse ornée d'un guillochis                                                                               |                           |
| Millésimes 1994-2001                                                                                          | Millésimes 1994-2001                                                                       | Tirage total 66 850 000 (NL : 33 425 000, FR : 33 425 000)                                                        | Tirage total 66 850 000 (NL : 33 425 000, FR : 33 425 000)                                                        |                           |
| |                                                                                            | | |                           |
| Remarques – Démonétisation par la loi du 10 décembre 2001, à la suite de l'adoption de l'euro par la Belgique |                                                                                            | | |                           |
| 20 francs Albert II                                                                                           |                                                                                            | | |                           |

| \| 50 francs Albert II \|                                                                                     | \| 50 francs Albert II \|                                                                  | \| 50 francs Albert II \|                                                                                         | \| 50 francs Albert II \|                                                                                         | \| 50 francs Albert II \| |
| --- | ------------------------------------------------------------------------------------------ | --- | --- | ------------------------- |
| Pièces de 50 francs de 1994                                                                                   |                                                                                            | | |                           |
| Avers : L'effigie du roi Albert II, tournée vers la gauche, au-dessus de son nom ALBERT II                    | Avers : L'effigie du roi Albert II, tournée vers la gauche, au-dessus de son nom ALBERT II | Revers : La valeur nominale 50 FRANCS ou 50 FRANK sous le millésime et au-dessus de la mention BELGIQUE ou BELGIË | Revers : La valeur nominale 50 FRANCS ou 50 FRANK sous le millésime et au-dessus de la mention BELGIQUE ou BELGIË |                           |
| Masse 7 g | Alliage Ni 100 %                                                                           | Diamètre 22,75 mm                                                                                                 | Épaisseur 2,30 mm                                                                                                 |                           |
| Artiste(s) Jan Alfons Keustermans (avers) Lejon Tits (revers)                                                 | Artiste(s) Jan Alfons Keustermans (avers) Lejon Tits (revers)                              | Tranche cannelure épaisse                                                                                         | Tranche cannelure épaisse                                                                                         |                           |
| Millésimes 1994-2001                                                                                          | Millésimes 1994-2001                                                                       | Tirage total 16 000 000 (NL : 8 000 000, FR : 8 000 000)                                                          | Tirage total 16 000 000 (NL : 8 000 000, FR : 8 000 000)                                                          |                           |
| |                                                                                            | | |                           |
| Remarques – Démonétisation par la loi du 10 décembre 2001, à la suite de l'adoption de l'euro par la Belgique |                                                                                            | | |                           |
| 50 francs Albert II                                                                                           |                                                                                            | | |                           |

### Pièce commémorative en métal ordinaire
Une seule pièce commémorative a été émise avec les mêmes caractéristiques physiques que la pièce ordinaire et destinée à la circulation. Il s'agit de la seule pièce commémorative en métal non-précieux frappée en franc durant le règne d'Albert II.
| \| 50 francs Euro 2000 \| | \| 50 francs Euro 2000 \|                                                                               | \| 50 francs Euro 2000 \| | \| 50 francs Euro 2000 \| | \| 50 francs Euro 2000 \| |
| --- | --- | --- | --- | ------------------------- |
| Pièces de 50 francs de 2000 | | | |                           |
| Avers : L'effigie du roi Albert II, tournée vers la gauche, au-dessus de son nom ALBERT II | Avers : L'effigie du roi Albert II, tournée vers la gauche, au-dessus de son nom ALBERT II              | Revers : ballon de football surmontant 5 tiges. La valeur nominale 50 F, à gauche, et la légende CE 2000 (pour Championnat d'Europe) ou EK 2000 (pour Europees Kampioenschap), à droite, entourent les tiges. En bas, la légende Belgique ou België est indiquée. | Revers : ballon de football surmontant 5 tiges. La valeur nominale 50 F, à gauche, et la légende CE 2000 (pour Championnat d'Europe) ou EK 2000 (pour Europees Kampioenschap), à droite, entourent les tiges. En bas, la légende Belgique ou België est indiquée. |                           |
| Masse 7 g | Alliage nickel 100 %                                                                                    | Diamètre 22,75 mm | Épaisseur |                           |
| Artiste(s) Jan Alfons Keustermans (avers) Didier Vanoverbeek (dessin revers) Luc Luycx (gravure revers) | Artiste(s) Jan Alfons Keustermans (avers) Didier Vanoverbeek (dessin revers) Luc Luycx (gravure revers) | Tranche cannelure épaisse | Tranche cannelure épaisse |                           |
| Millésimes 2000 | Millésimes 2000                                                                                         | Tirage total 1 040 000 (NL : 520 000, FR : 520 000) | Tirage total 1 040 000 (NL : 520 000, FR : 520 000) |                           |
| | | | |                           |
| Remarques – La pièce commémore le Championnat d'Europe de football organisé conjointement par la Belgique et les Pays-Bas, du 10 juin au 2 juillet 2000. 40 000 exemplaires, destinés aux sets fleur de coin, ont été frappés en frappe médaille. Les Pays-Bas ont également frappé une pièce de 5 florins à cette occasion. La pièce est démonétisée par la loi du 10 décembre 2001, à la suite de l'adoption de l'euro par la Belgique. | | | |                           |
| 50 francs Euro 2000 | | | |                           |

### Pièces commémoratives en or et argent
Dix-sept pièces commémoratives ont été émises en franc, durant le règne d'Albert II. Les pièces de 250 francs sont toutes émises en qualité ordinaire, destinées à la circulation, et en qualité belle épreuve (ou proof), destinées aux collectionneurs.
| \| 200 francs - Millénium (ville) \| | \| 200 francs - Millénium (ville) \|                                                                | \| 200 francs - Millénium (ville) \| | \| 200 francs - Millénium (ville) \| | \| 200 francs - Millénium (ville) \| |
| --- | --------------------------------------------------------------------------------------------------- | --- | --- | ------------------------------------ |
| | | | |                                      |
| Avers : L'effigie stylisée du roi Albert II, tournée vers la gauche, au-dessus de son nom ALBERT II | Avers : L'effigie stylisée du roi Albert II, tournée vers la gauche, au-dessus de son nom ALBERT II | Revers : Paysage urbain stylisé avec nuages, au-dessus d'un triangle comportant la valeur nominale 200 F, la légende en néerlandais BELGIË et le millésime 2000. | Revers : Paysage urbain stylisé avec nuages, au-dessus d'un triangle comportant la valeur nominale 200 F, la légende en néerlandais BELGIË et le millésime 2000. |                                      |
| Masse 18,75 g | Alliage Ag 92,5 %, Cu 7,5 %                                                                         | Diamètre 33,00 mm | Épaisseur |                                      |
| Artiste(s) Jean-Paul Laenen | Artiste(s) Jean-Paul Laenen                                                                         | Tranche cannelée | Tranche cannelée |                                      |
| Millésimes 2000 | Millésimes 2000                                                                                     | Tirage total 55 000 | Tirage total 55 000 |                                      |
| | | | |                                      |
| Remarques – La pièce commémore le passage à l'an 2000. Cette pièce fait partie d'une série de 3 pièces. Pour la première fois, chacune de ces pièces est émise dans une langue différente avec un revers différent. La pièce est démonétisée par la loi du 10 décembre 2001, à la suite de l'adoption de l'euro par la Belgique. | | | |                                      |
| 200 francs - Millénium (ville) | | | |                                      |

| \| 200 francs - Millénium (univers) \| | \| 200 francs - Millénium (univers) \|                                                              | \| 200 francs - Millénium (univers) \| | \| 200 francs - Millénium (univers) \| | \| 200 francs - Millénium (univers) \| |
| --- | --------------------------------------------------------------------------------------------------- | --- | --- | -------------------------------------- |
| | | | |                                        |
| Avers : L'effigie stylisée du roi Albert II, tournée vers la gauche, au-dessus de son nom ALBERT II | Avers : L'effigie stylisée du roi Albert II, tournée vers la gauche, au-dessus de son nom ALBERT II | Revers : Paysage astronomique stylisé, au-dessus d'un triangle comportant la valeur nominale 200 F, la légende en français BELGIQUE et le millésime 2000. | Revers : Paysage astronomique stylisé, au-dessus d'un triangle comportant la valeur nominale 200 F, la légende en français BELGIQUE et le millésime 2000. |                                        |
| Masse 18,75 g | Alliage Ag 92,5 %, Cu 7,5 %                                                                         | Diamètre 33,00 mm | Épaisseur |                                        |
| Artiste(s) Jean-Paul Laenen | Artiste(s) Jean-Paul Laenen                                                                         | Tranche cannelée | Tranche cannelée |                                        |
| Millésimes 2000 | Millésimes 2000                                                                                     | Tirage total 55 000 | Tirage total 55 000 |                                        |
| | | | |                                        |
| Remarques – La pièce commémore le passage à l'an 2000. Cette pièce fait partie d'une série de trois pièces. Pour la première fois, chacune de ces pièces est émise dans une langue différente avec un revers différent. La pièce est démonétisée par la loi du 10 décembre 2001, à la suite de l'adoption de l'euro par la Belgique. | | | |                                        |
| 200 francs - Millénium (univers) | | | |                                        |

| \| 200 francs - Millénium (nature) \| | \| 200 francs - Millénium (nature) \|                                                               | \| 200 francs - Millénium (nature) \| | \| 200 francs - Millénium (nature) \| | \| 200 francs - Millénium (nature) \| |
| --- | --------------------------------------------------------------------------------------------------- | --- | --- | ------------------------------------- |
| | | | |                                       |
| Avers : L'effigie stylisée du roi Albert II, tournée vers la gauche, au-dessus de son nom ALBERT II | Avers : L'effigie stylisée du roi Albert II, tournée vers la gauche, au-dessus de son nom ALBERT II | Revers : Paysage rural stylisé avec nuages, au-dessus d'un triangle comportant la valeur nominale 200 F, la légende en allemand BELGIEN et le millésime 2000. | Revers : Paysage rural stylisé avec nuages, au-dessus d'un triangle comportant la valeur nominale 200 F, la légende en allemand BELGIEN et le millésime 2000. |                                       |
| Masse 18,75 g | Alliage Ag 92,5 %, Cu 7,5 %                                                                         | Diamètre 33,00 mm | Épaisseur |                                       |
| Artiste(s) Jean-Paul Laenen | Artiste(s) Jean-Paul Laenen                                                                         | Tranche cannelée | Tranche cannelée |                                       |
| Millésimes 2000 | Millésimes 2000                                                                                     | Tirage total 55 000 | Tirage total 55 000 |                                       |
| | | | |                                       |
| Remarques – La pièce commémore le passage à l'an 2000. Cette pièce fait partie d'une série de 3 pièces. Pour la première fois, chacune de ces pièces est émise dans une langue différente avec un revers différent. La pièce est démonétisée par la loi du 10 décembre 2001, à la suite de l'adoption de l'euro par la Belgique. | | | |                                       |
| 200 francs - Millénium (nature) | | | |                                       |

| \| 250 francs - Benelux \| | \| 250 francs - Benelux \|                                                                                                   | \| 250 francs - Benelux \| | \| 250 francs - Benelux \| | \| 250 francs - Benelux \| |
| --- | --- | --- | --- | -------------------------- |
| Pièce de 250 francs de 1994 | | | |                            |
| Avers : L'effigie du roi Albert II, de trois-quarts face, tournée vers la droite, à droite de son nom ALBERT II en vertical. | Avers : L'effigie du roi Albert II, de trois-quarts face, tournée vers la droite, à droite de son nom ALBERT II en vertical. | Revers : Représentation du Parlement fédéral belge, des États généraux néerlandais et de la Chambre des députés luxembourgeoise, au-dessus du sceau des signataires de l'accord, Paul-Henri Spaak (Belgique), Eelco van Kleffens (Pays-Bas) et Joseph Bech (Luxembourg). À gauche, le mot BENELUX, en vertical et les années 1944 et 1994. À droite, la valeur nominale 250 F | Revers : Représentation du Parlement fédéral belge, des États généraux néerlandais et de la Chambre des députés luxembourgeoise, au-dessus du sceau des signataires de l'accord, Paul-Henri Spaak (Belgique), Eelco van Kleffens (Pays-Bas) et Joseph Bech (Luxembourg). À gauche, le mot BENELUX, en vertical et les années 1944 et 1994. À droite, la valeur nominale 250 F |                            |
| Masse 18,75 g | Alliage Ag 92,5 %, Cu 7,5 %                                                                                                  | Diamètre 33,00 mm | Épaisseur |                            |
| Artiste(s) Jan Alfons Keustermans (gravure avers) Roland van den Broucke (dessin avers) | Artiste(s) Jan Alfons Keustermans (gravure avers) Roland van den Broucke (dessin avers)                                      | Tranche cannelée | Tranche cannelée |                            |
| Millésimes 1994 | Millésimes 1994 | Tirage total 121 800 | Tirage total 121 800 |                            |
| | | | |                            |
| Remarques – La pièce marque le 50e anniversaire du Benelux. Le Luxembourg et les Pays-Bas ont également émis une pièce aux mêmes caractéristiques physiques et avec le même revers, à l'exception de la valeur nominale (10 florins pour les Pays-Bas et la même valeur mais orientée dans l'autre sens pour le Luxembourg), et portant les effigies de, respectivement, la reine Beatrix et le grand-duc Jean. La pièce est démonétisée par la loi du 10 décembre 2001, à la suite de l'adoption de l'euro par la Belgique. | | | |                            |
| 250 francs - Benelux | | | |                            |

| \| 250 francs - Reine Astrid \| | \| 250 francs - Reine Astrid \|                                                                                       | \| 250 francs - Reine Astrid \| | \| 250 francs - Reine Astrid \| | \| 250 francs - Reine Astrid \| |
| --- | --- | --- | --- | ------------------------------- |
| Pièce de 250 francs de 1995 | | | |                                 |
| Avers : L'effigie de la reine Astrid, de face, sous la légende latine ASTRID REGINA BELGARUM et les années 1935-1995. | Avers : L'effigie de la reine Astrid, de face, sous la légende latine ASTRID REGINA BELGARUM et les années 1935-1995. | Revers : écussons conjoints du duc de Brabant, Léopold (futur Léopold III), et de la duchesse de Brabant, Astrid, surmontés d'une couronne, sous la légende trilingue BELGIE - BELGIQUE - BELGIEN. La valeur nominale 250 F est située sous les écussons. | Revers : écussons conjoints du duc de Brabant, Léopold (futur Léopold III), et de la duchesse de Brabant, Astrid, surmontés d'une couronne, sous la légende trilingue BELGIE - BELGIQUE - BELGIEN. La valeur nominale 250 F est située sous les écussons. |                                 |
| Masse 18,75 g | Alliage Ag 92,5 %, Cu 7,5 %                                                                                           | Diamètre 33,00 mm | Épaisseur |                                 |
| Artiste(s) Jan Alfons Keustermans (gravure) , Luc Luycx (composition) | Artiste(s) Jan Alfons Keustermans (gravure) , Luc Luycx (composition)                                                 | Tranche cannelée | Tranche cannelée |                                 |
| Millésimes 1995 | Millésimes 1995 | Tirage total 202 000 | Tirage total 202 000 |                                 |
| | | | |                                 |
| Remarques – La pièce marque le 60e anniversaire du décès accidentel, le 29 août 1935, à Küssnacht, en Suisse, de la Astrid, première épouse du roi Léopold III. Il s'agit de la première pièce à l'effigie d'Astrid frappée par la Belgique. La pièce est démonétisée par la loi du 10 décembre 2001, à la suite de l'adoption de l'euro par la Belgique. | | | |                                 |
| 250 francs - Reine Astrid | | | |                                 |

| \| 250 francs - Fondation Roi Baudouin \| | \| 250 francs - Fondation Roi Baudouin \| | \| 250 francs - Fondation Roi Baudouin \| | \| 250 francs - Fondation Roi Baudouin \| | \| 250 francs - Fondation Roi Baudouin \| |
| --- | --- | --- | --- | ----------------------------------------- |
| Pièce de 250 francs de 1996 | | | |                                           |
| Avers : Dans un grènetis, les effigies conjointes de la reine Fabiola et du roi Baudouin, tournées vers la gauche, accompagnées de du monogramme couronné comportant entrelacés un B (pour Baudouin) et un F (pour Fabiola). La légende trilingue BELGIE · BELGIQUE · BELGIEN longe la moitié du bord de la pièce, à droite.                                                       | Avers : Dans un grènetis, les effigies conjointes de la reine Fabiola et du roi Baudouin, tournées vers la gauche, accompagnées de du monogramme couronné comportant entrelacés un B (pour Baudouin) et un F (pour Fabiola). La légende trilingue BELGIE · BELGIQUE · BELGIEN longe la moitié du bord de la pièce, à droite. | Revers : Dans un grènetis, le logo de la Fondation Roi Baudouin (formé d'un B couronné) est entouré des années 1976 et 1996, de maisons stylisées (symbolisant le logement), d'une groupe de personnes stylisées (symbolisant l'homme) et d'arbres stylisés (symbolisant l'environnement). La légende latine FVNDATIO REGIS BALDVINI est placée en haut de la pièce et la valeur nominale 250 F est placée au bas de la pièce. | Revers : Dans un grènetis, le logo de la Fondation Roi Baudouin (formé d'un B couronné) est entouré des années 1976 et 1996, de maisons stylisées (symbolisant le logement), d'une groupe de personnes stylisées (symbolisant l'homme) et d'arbres stylisés (symbolisant l'environnement). La légende latine FVNDATIO REGIS BALDVINI est placée en haut de la pièce et la valeur nominale 250 F est placée au bas de la pièce. |                                           |
| Masse 18,75 g | Alliage Ag 92,5 %, Cu 7,5 % | Diamètre 33,00 mm | Épaisseur |                                           |
| Artiste(s) Roger Duterme (avers) Luc Luycx (revers - gravure) Jean-Pierre Marsily (revers - composition) | Artiste(s) Roger Duterme (avers) Luc Luycx (revers - gravure) Jean-Pierre Marsily (revers - composition) | Tranche cannelée | Tranche cannelée |                                           |
| Millésimes 1996 | Millésimes 1996 | Tirage total 124 659 | Tirage total 124 659 |                                           |
| | | | |                                           |
| Remarques – La pièce marque le 20e anniversaire de la Fondation Roi Baudouin, fondée en 1976 pour les 25 ans de règne du roi Baudouin. Une partie des recettes de la vente de la pièce a été reversé à la Fondation. La version proof a été émise en frappe médaille. La pièce est démonétisée par la loi du 10 décembre 2001, à la suite de l'adoption de l'euro par la Belgique. | | | |                                           |
| 250 francs - Fondation Roi Baudouin | | | |                                           |

| \| 250 francs - Reine Paola \| | \| 250 francs - Reine Paola \|                                                                                          | \| 250 francs - Reine Paola \| | \| 250 francs - Reine Paola \| | \| 250 francs - Reine Paola \| |
| --- | --- | --- | --- | ------------------------------ |
| Pièce de 250 francs de 1997 | | | |                                |
| Avers : Effigie de la reine Paola, tournée vers la gauche, accompagnée de la légende latine LX PAOLA REGINA ANNOS NATA. | Avers : Effigie de la reine Paola, tournée vers la gauche, accompagnée de la légende latine LX PAOLA REGINA ANNOS NATA. | Revers : La valeur nominale 250F est indiquée en grand, surmontée du monogramme couronné de la reine Paola. La légende BELGI suivie en plus petit, l'un en dessous de l'autre de QUE, EN et E pour former le nom du pays dans les trois langues nationales, est située à gauche, sous le millésime 1997. | Revers : La valeur nominale 250F est indiquée en grand, surmontée du monogramme couronné de la reine Paola. La légende BELGI suivie en plus petit, l'un en dessous de l'autre de QUE, EN et E pour former le nom du pays dans les trois langues nationales, est située à gauche, sous le millésime 1997. |                                |
| Masse 18,75 g | Alliage Ag 92,5 %, Cu 7,5 %                                                                                             | Diamètre 33,00 mm | Épaisseur |                                |
| Artiste(s) Gretha Jonker | Artiste(s) Gretha Jonker                                                                                                | Tranche cannelée | Tranche cannelée |                                |
| Millésimes 1997 | Millésimes 1997 | Tirage total 120 006 | Tirage total 120 006 |                                |
| | | | |                                |
| Remarques – La pièce marque le 60e anniversaire de la naissance de la reine Paola, épouse du roi Albert II. Il s'agit, à la fois de la première pièce représentant Paola seule et de la première pièce belge réalisée par une femme. La version proof a été émise en frappe médaille. La reine a reçu le premier exemplaire de la pièce, le 30 septembre 1997, des mains du ministre des finances, Philippe Maystadt. La pièce est démonétisée par la loi du 10 décembre 2001, à la suite de l'adoption de l'euro par la Belgique. | | | |                                |
| 250 francs - Reine Paola | | | |                                |

| \| 250 francs - Reine Fabiola \| | \| 250 francs - Reine Fabiola \| | \| 250 francs - Reine Fabiola \| | \| 250 francs - Reine Fabiola \| | \| 250 francs - Reine Fabiola \| |
| --- | --- | --- | --- | -------------------------------- |
| Pièce de 250 francs de 1998 | | | |                                  |
| Avers : Effigies conjointes de la reine Fabiola, tournée vers la gauche, et du roi Baudouin, en trois-quarts gauche, entourées de la légende trilingue BELGIE BELGIQUE BELGIEN (à gauche) et BALDVIN REGIS MEMORIALE. | Avers : Effigies conjointes de la reine Fabiola, tournée vers la gauche, et du roi Baudouin, en trois-quarts gauche, entourées de la légende trilingue BELGIE BELGIQUE BELGIEN (à gauche) et BALDVIN REGIS MEMORIALE. | Revers : Pélican nourrissant ses petits au-dessus de la valeur faciale 250F et à côté du nom Fabiola dont le O est traversé par un trèfle à trois feuilles et le F est entouré verticalement des années 1928 et 1998. Le long du bord, à gauche, la légende latine AMOR OMNIA VINCIT. | Revers : Pélican nourrissant ses petits au-dessus de la valeur faciale 250F et à côté du nom Fabiola dont le O est traversé par un trèfle à trois feuilles et le F est entouré verticalement des années 1928 et 1998. Le long du bord, à gauche, la légende latine AMOR OMNIA VINCIT. |                                  |
| Masse 18,75 g | Alliage Ag 92,5 %, Cu 7,5 % | Diamètre 33,00 mm | Épaisseur |                                  |
| Artiste(s) Willem Vis | Artiste(s) Willem Vis | Tranche cannelée | Tranche cannelée |                                  |
| Millésimes 1998 | Millésimes 1998 | Tirage total 78 006 | Tirage total 78 006 |                                  |
| | | | |                                  |
| Remarques – La pièce marque, à la fois, le 70e anniversaire de la naissance de la reine Fabiola, épouse du roi Baudouin, et le 5e anniversaire du décès de ce dernier. La légende latine de l'avers comporte une erreur : le I final de Baldvini a été supprimé pour ne pas être confondu avec le chiffre romain I. Une partie des recettes a été offerte au Mémorial Roi Baudouin. La version proof a été émise en frappe médaille. La pièce est démonétisée par la loi du 10 décembre 2001, à la suite de l'adoption de l'euro par la Belgique. | | | |                                  |
| 250 francs - Reine Fabiola | | | |                                  |

| \| 250 francs - 40 ans de mariage Albert II et Paola \| | \| 250 francs - 40 ans de mariage Albert II et Paola \| | \| 250 francs - 40 ans de mariage Albert II et Paola \| | \| 250 francs - 40 ans de mariage Albert II et Paola \| | \| 250 francs - 40 ans de mariage Albert II et Paola \| |
| --- | --- | --- | --- | ------------------------------------------------------- |
| Pièce de 250 francs de 1999 | | | |                                                         |
| Avers : Effigies conjointes de la reine Paola et du roi Albert II, tournées vers la gauche, entourées de la légende trilingue BELGIQUE BELGIE BELGIEN (à gauche) et d'une branche de laurier. | Avers : Effigies conjointes de la reine Paola et du roi Albert II, tournées vers la gauche, entourées de la légende trilingue BELGIQUE BELGIE BELGIEN (à gauche) et d'une branche de laurier. | Revers : Cathédrale Saints-Michel-et-Gudule, au centre, et Hôtel de ville de Bruxelles, à droite. À gauche, le nombre 40 surmonte les années 1959 et 1999. Sous la cathédrale se trouve la valeur nominale 250F. | Revers : Cathédrale Saints-Michel-et-Gudule, au centre, et Hôtel de ville de Bruxelles, à droite. À gauche, le nombre 40 surmonte les années 1959 et 1999. Sous la cathédrale se trouve la valeur nominale 250F. |                                                         |
| Masse 18,75 g | Alliage Ag 92,5 %, Cu 7,5 % | Diamètre 33,00 mm | Épaisseur |                                                         |
| Artiste(s) Willem Vis | Artiste(s) Willem Vis | Tranche cannelée | Tranche cannelée |                                                         |
| Millésimes 1999 | Millésimes 1999 | Tirage total 60 000 | Tirage total 60 000 |                                                         |
| | | | |                                                         |
| Remarques – La pièce marque le 40e anniversaire du mariage d'Albert et Paola, princes de Liège et futur couple royal, le 2 juillet 1959. Le projet original comportait le Palais royal de Bruxelles à la place de l'Hôtel de ville. La version proof a été émise en frappe médaille. La pièce est démonétisée par la loi du 10 décembre 2001, à la suite de l'adoption de l'euro par la Belgique. | | | |                                                         |
| 250 francs - 40 ans de mariage Albert II et Paola | | | |                                                         |

| \| 250 francs - Philippe et Mathilde \| | \| 250 francs - Philippe et Mathilde \| | \| 250 francs - Philippe et Mathilde \| | \| 250 francs - Philippe et Mathilde \| | \| 250 francs - Philippe et Mathilde \| |
| --- | --- | --- | --- | --------------------------------------- |
| | | | |                                         |
| Avers : Effigies de la princesse Mathilde, tournée vers la droite, et du prince Philippe, tournée vers la gauche, sous leurs noms MATHILDE et PHILIPPE FILIP et au-dessus de la date 4 XII 1999. | Avers : Effigies de la princesse Mathilde, tournée vers la droite, et du prince Philippe, tournée vers la gauche, sous leurs noms MATHILDE et PHILIPPE FILIP et au-dessus de la date 4 XII 1999. | Revers : Deux mains portant une alliance se rejoignant devant une rose, au-dessus de la valeur nominale 250 F et de la légende trilingue BELGIE - BELGIQUE - BELGIEN. | Revers : Deux mains portant une alliance se rejoignant devant une rose, au-dessus de la valeur nominale 250 F et de la légende trilingue BELGIE - BELGIQUE - BELGIEN. |                                         |
| Masse 18,75 g | Alliage Ag 92,5 %, Cu 7,5 % | Diamètre 33,00 mm | Épaisseur |                                         |
| Artiste(s) Paul Huybrechts | Artiste(s) Paul Huybrechts | Tranche cannelée | Tranche cannelée |                                         |
| Millésimes 1999 | Millésimes 1999 | Tirage total 115 000 | Tirage total 115 000 |                                         |
| | | | |                                         |
| Remarques – La pièce commémore le mariage du prince héritier Philippe, duc de Brabant, avec Mathilde d'Udekem d'Acoz, le 4 décembre 1999. Il s'agit de la dernière pièce de 250 francs émise par la Belgique et de la première pièce émise pour un mariage princier. Elle a été émise en 2000. La version proof a été émise en frappe médaille. La pièce est démonétisée par la loi du 10 décembre 2001, à la suite de l'adoption de l'euro par la Belgique. | | | |                                         |
| 250 francs - Philippe et Mathilde | | | |                                         |

| \| 500 francs - Europalia 93 \| | \| 500 francs - Europalia 93 \|                        | \| 500 francs - Europalia 93 \| | \| 500 francs - Europalia 93 \| | \| 500 francs - Europalia 93 \| |
| --- | ------------------------------------------------------ | --- | --- | ------------------------------- |
| Pièce de 500 francs de 1993 |                                                        | | |                                 |
| Avers : Les 3 anneaux centraux de la Pierre du Soleil. | Avers : Les 3 anneaux centraux de la Pierre du Soleil. | Revers : Logo d'Europalia au-dessus du texte EUROPALIA 93 MEXICO et de la valeur nominale 500 F entourée d'un anneau comportant une couronne et la légende trilingue BELGIE•BELGIQUE•BELGIEN. | Revers : Logo d'Europalia au-dessus du texte EUROPALIA 93 MEXICO et de la valeur nominale 500 F entourée d'un anneau comportant une couronne et la légende trilingue BELGIE•BELGIQUE•BELGIEN. |                                 |
| Masse 22,85 g | Alliage Ag 92,5 %, Cu 7,5 %                            | Diamètre 37,00 mm | Épaisseur |                                 |
| Artiste(s) Paul Huybrechts | Artiste(s) Paul Huybrechts                             | Tranche lisse | Tranche lisse |                                 |
| Millésimes 1993 | Millésimes 1993                                        | Tirage total 51 817 | Tirage total 51 817 |                                 |
| |                                                        | | |                                 |
| Remarques – La pièce commémore le festival culturel Europalia, consacré en 1993 au Mexique. La pièce est démonétisée par la loi du 10 décembre 2001, à la suite de l'adoption de l'euro par la Belgique. |                                                        | | |                                 |
| 500 francs - Europalia 93 |                                                        | | |                                 |

| \| 500 francs - Albert et Isabelle \| | \| 500 francs - Albert et Isabelle \| | \| 500 francs - Albert et Isabelle \| | \| 500 francs - Albert et Isabelle \| | \| 500 francs - Albert et Isabelle \| |
| --- | --- | --- | --- | ------------------------------------- |
| | | | |                                       |
| Avers : Les archiducs d'Autriche Albert et Isabelle à cheval devant des bâtiments de la Grand-Place de Bruxelles, au-dessus de la légende latine ALBERTVS ET ISABELLA et les dates 1599-1999. À gauche : le logo de Bruxelles, capitale européenne de la culture de l'an 2000 et la mention BRUXELLA 2000. | Avers : Les archiducs d'Autriche Albert et Isabelle à cheval devant des bâtiments de la Grand-Place de Bruxelles, au-dessus de la légende latine ALBERTVS ET ISABELLA et les dates 1599-1999. À gauche : le logo de Bruxelles, capitale européenne de la culture de l'an 2000 et la mention BRUXELLA 2000. | Revers : Carte des 15 pays membres de l'Union européenne, à côté du mot EURO complété en plus petit par les syllabe PE et PA. Au-dessus de la carte figure en vertical la valeur nominale : 500F. Le long du bord gauche comporte les 12 étoiles du drapeau européen. Le long du bord droit comporte la légende trilingue BELGIQUE - BELGIE - BELGIEN. | Revers : Carte des 15 pays membres de l'Union européenne, à côté du mot EURO complété en plus petit par les syllabe PE et PA. Au-dessus de la carte figure en vertical la valeur nominale : 500F. Le long du bord gauche comporte les 12 étoiles du drapeau européen. Le long du bord droit comporte la légende trilingue BELGIQUE - BELGIE - BELGIEN. |                                       |
| Masse 22,85 g | Alliage Ag 92,5 %, Cu 7,5 % | Diamètre 37,00 mm | Épaisseur |                                       |
| Artiste(s) Willem Vis (avers) Luc Luycx (revers) | Artiste(s) Willem Vis (avers) Luc Luycx (revers) | Tranche cannelée (ordinaire) / lisse (proof) | Tranche cannelée (ordinaire) / lisse (proof) |                                       |
| Millésimes 1999 | Millésimes 1999 | Tirage total 59 858 | Tirage total 59 858 |                                       |
| | | | |                                       |
| Remarques – La pièce marque le 400e anniversaire de la joyeuse entrée des archiducs d'Autriche Albert et Isabelle à Bruxelles en 1599 et la nomination de Bruxelles comme capitale européenne de la culture en 2000. L'avers est inspiré du tableau Le Cortège des gildes de Denis van Alsloot (1615). La version proof a été émise en frappe médaille. La pièce est démonétisée par la loi du 10 décembre 2001, à la suite de l'adoption de l'euro par la Belgique. | | | |                                       |
| 500 francs - Albert et Isabelle | | | |                                       |

| \| 500 francs - Charles Quint \| | \| 500 francs - Charles Quint \| | \| 500 francs - Charles Quint \| | \| 500 francs - Charles Quint \| | \| 500 francs - Charles Quint \| |
| --- | --- | --- | --- | -------------------------------- |
| | | | |                                  |
| Avers : Buste de l'empereur Charles Quint de face, à la droite du Prinsenhof de Gand. Les années 1500 et 1558 sont placées respectivement au-dessus et en dessous du buste. À gauche est repris le nom de l'empereur en latin : CAROLUS V.                                                                      | Avers : Buste de l'empereur Charles Quint de face, à la droite du Prinsenhof de Gand. Les années 1500 et 1558 sont placées respectivement au-dessus et en dessous du buste. À gauche est repris le nom de l'empereur en latin : CAROLUS V. | Revers : Globe terrestre reprenant une carte des 15 pays membres de l'Union européenne, à côté du mot EURO complété en plus petit par les syllabe PE et PA, en vertical et la valeur nominale 500 F également en vertical et le millésime 2000. Un cercle composé des 12 étoiles symbolisant l'Union européenne et la légende trilingue BELGIQUE - BELGIE - BELGIEN entoure le globe. | Revers : Globe terrestre reprenant une carte des 15 pays membres de l'Union européenne, à côté du mot EURO complété en plus petit par les syllabe PE et PA, en vertical et la valeur nominale 500 F également en vertical et le millésime 2000. Un cercle composé des 12 étoiles symbolisant l'Union européenne et la légende trilingue BELGIQUE - BELGIE - BELGIEN entoure le globe. |                                  |
| Masse 22,85 g | Alliage Ag 92,5 %, Cu 7,5 % | Diamètre 37,00 mm | Épaisseur |                                  |
| Artiste(s) Luc Luycx | Artiste(s) Luc Luycx | Tranche cannelée | Tranche cannelée |                                  |
| Millésimes 2000 | Millésimes 2000 | Tirage total 53 506 | Tirage total 53 506 |                                  |
| | | | |                                  |
| Remarques – La pièce marque le 500e anniversaire de la naissance de l'empereur Charles Quint au Prinsenhof de Gand, en 1500. L'avers est inspiré du portrait du Titien Charles Quint assis (1548). La pièce est démonétisée par la loi du 10 décembre 2001, à la suite de l'adoption de l'euro par la Belgique. | | | |                                  |
| 500 francs - Charles Quint | | | |                                  |

| \| 500 francs - Présidence Union européenne \| | \| 500 francs - Présidence Union européenne \| | \| 500 francs - Présidence Union européenne \| | \| 500 francs - Présidence Union européenne \| | \| 500 francs - Présidence Union européenne \| |
| --- | --- | --- | --- | ---------------------------------------------- |
| | | | |                                                |
| Avers : Figure mythologique Europe assise sur un taureau devant la carte de la Belgique, entourées de la légende latine COMMVNITATVM EVROPAEARVM PRAESES BELGIVM et le millésime en chiffres romains ANNO MMI. | Avers : Figure mythologique Europe assise sur un taureau devant la carte de la Belgique, entourées de la légende latine COMMVNITATVM EVROPAEARVM PRAESES BELGIVM et le millésime en chiffres romains ANNO MMI. | Revers : Carte des 15 pays membres de l'Union européenne, à gauche de la lettre E traversée par 12 étoiles et au-dessus du mot EURO complété en plus petit par les syllabe PE et PA. La valeur nominal est reprise en vertical au-dessus de la carte : 500 F. Un tiers de cercle reprend la légende trilingue BELGIQUE BELGIE BELGIEN en haut à droite. | Revers : Carte des 15 pays membres de l'Union européenne, à gauche de la lettre E traversée par 12 étoiles et au-dessus du mot EURO complété en plus petit par les syllabe PE et PA. La valeur nominal est reprise en vertical au-dessus de la carte : 500 F. Un tiers de cercle reprend la légende trilingue BELGIQUE BELGIE BELGIEN en haut à droite. |                                                |
| Masse 22,85 g | Alliage Ag 92,5 %, Cu 7,5 % | Diamètre 37,00 mm | Épaisseur |                                                |
| Artiste(s) Luc Luycx | Artiste(s) Luc Luycx | Tranche lisse | Tranche lisse |                                                |
| Millésimes 2001 | Millésimes 2001 | Tirage total 40 000 | Tirage total 40 000 |                                                |
| | | | |                                                |
| Remarques – La pièce commémore la présidence belge du Conseil de l'Union européenne au second semestre de l'année 2001. L'avers est inspiré du tableau L'Enlèvement d'Europe d'Érasme II Quellin (1636-1637). La pièce n'a été émise qu'en qualité proof, en frappe médaille. La pièce est démonétisée par la loi du 10 décembre 2001, à la suite de l'adoption de l'euro par la Belgique. | | | |                                                |
| 500 francs - Présidence Union européenne | | | |                                                |

| \| 5000 francs - Albert et Isabelle \| | \| 5000 francs - Albert et Isabelle \| | \| 5000 francs - Albert et Isabelle \| | \| 5000 francs - Albert et Isabelle \| | \| 5000 francs - Albert et Isabelle \| |
| --- | --- | --- | --- | -------------------------------------- |
| | | | |                                        |
| Avers : Les archiducs d'Autriche Albert et Isabelle à cheval devant des bâtiments de la Grand-Place de Bruxelles, au-dessus de la légende latine ALBERTVS ET ISABELLA et les dates 1599-1999. À gauche : le logo de Bruxelles, capitale européenne de la culture de l'an 2000 et la mention BRUXELLA 2000. | Avers : Les archiducs d'Autriche Albert et Isabelle à cheval devant des bâtiments de la Grand-Place de Bruxelles, au-dessus de la légende latine ALBERTVS ET ISABELLA et les dates 1599-1999. À gauche : le logo de Bruxelles, capitale européenne de la culture de l'an 2000 et la mention BRUXELLA 2000. | Revers : Carte des 15 pays membres de l'Union européenne, à côté du mot EURO complété en plus petit par les syllabe PE et PA. Au-dessus de la carte figure en vertical la valeur nominale : 5000F. Le long du bord gauche comporte les 12 étoiles du drapeau européen. Le long du bord droit comporte la légende trilingue BELGIQUE - BELGIE - BELGIEN. | Revers : Carte des 15 pays membres de l'Union européenne, à côté du mot EURO complété en plus petit par les syllabe PE et PA. Au-dessus de la carte figure en vertical la valeur nominale : 5000F. Le long du bord gauche comporte les 12 étoiles du drapeau européen. Le long du bord droit comporte la légende trilingue BELGIQUE - BELGIE - BELGIEN. |                                        |
| Masse 15,55 g | Alliage Au 99,9 % | Diamètre 29,00 mm | Épaisseur |                                        |
| Artiste(s) Willem Vis (avers) Luc Luycx (revers) | Artiste(s) Willem Vis (avers) Luc Luycx (revers) | Tranche cannelée | Tranche cannelée |                                        |
| Millésimes 1999 | Millésimes 1999 | Tirage total 1131 | Tirage total 1131 |                                        |
| | | | |                                        |
| Remarques – La pièce marque le 400e anniversaire de la joyeuse entrée des archiducs d'Autriche Albert et Isabelle à Bruxelles en 1599 et la nomination de Bruxelles comme capitale européenne de la culture en 2000. L'avers est inspiré du tableau Le Cortège des gildes de Denis van Alsloot (1615). Elle n'a été émise qu'en qualité proof et en frappe médaille. La pièce est démonétisée par la loi du 10 décembre 2001, à la suite de l'adoption de l'euro par la Belgique. | | | |                                        |
| 5000 francs - Albert et Isabelle | | | |                                        |

| \| 5000 francs - Charles Quint \| | \| 5000 francs - Charles Quint \| | \| 5000 francs - Charles Quint \| | \| 5000 francs - Charles Quint \| | \| 5000 francs - Charles Quint \| |
| --- | --- | --- | --- | --------------------------------- |
| | | | |                                   |
| Avers : Buste de l'empereur Charles Quint de face, à la droite du Prinsenhof de Gand. Les années 1500 et 1558 sont placées respectivement au-dessus et en dessous du buste. À gauche est repris le nom de l'empereur en latin : CAROLUS V. | Avers : Buste de l'empereur Charles Quint de face, à la droite du Prinsenhof de Gand. Les années 1500 et 1558 sont placées respectivement au-dessus et en dessous du buste. À gauche est repris le nom de l'empereur en latin : CAROLUS V. | Revers : Globe terrestre reprenant une carte des 15 pays membres de l'Union européenne, à côté du mot EURO complété en plus petit par les syllabe PE et PA, en vertical et la valeur nominale 5000 F également en vertical et le millésime 2000. Un cercle composé des 12 étoiles symbolisant l'Union européenne et la légende trilingue BELGIQUE - BELGIE - BELGIEN entoure le globe. | Revers : Globe terrestre reprenant une carte des 15 pays membres de l'Union européenne, à côté du mot EURO complété en plus petit par les syllabe PE et PA, en vertical et la valeur nominale 5000 F également en vertical et le millésime 2000. Un cercle composé des 12 étoiles symbolisant l'Union européenne et la légende trilingue BELGIQUE - BELGIE - BELGIEN entoure le globe. |                                   |
| Masse 15,55 g | Alliage Au 99,9 % | Diamètre 29,00 mm | Épaisseur |                                   |
| Artiste(s) Luc Luycx | Artiste(s) Luc Luycx | Tranche cannelée | Tranche cannelée |                                   |
| Millésimes 2000 | Millésimes 2000 | Tirage total 1036 | Tirage total 1036 |                                   |
| | | | |                                   |
| Remarques – La pièce marque le 500e anniversaire de la naissance de l'empereur Charles Quint au Prinsenhof de Gand, en 1500. L'avers est inspiré du portrait du Titien Charles Quint assis (1548). La pièce n'a été émise qu'en qualité proof et en frappe monnaie. Elle est démonétisée par la loi du 10 décembre 2001, à la suite de l'adoption de l'euro par la Belgique. | | | |                                   |
| 5000 francs - Charles Quint | | | |                                   |

| \| 5000 francs - Présidence Union européenne \| | \| 5000 francs - Présidence Union européenne \| | \| 5000 francs - Présidence Union européenne \| | \| 5000 francs - Présidence Union européenne \| | \| 5000 francs - Présidence Union européenne \| |
| --- | --- | --- | --- | ----------------------------------------------- |
| | | | |                                                 |
| Avers : Figure mythologique Europe assise sur un taureau devant la carte de la Belgique, entourées de la légende latine COMMVNITATVM EVROPAEARVM PRAESES BELGIVM et le millésime en chiffres romains ANNO MMI. | Avers : Figure mythologique Europe assise sur un taureau devant la carte de la Belgique, entourées de la légende latine COMMVNITATVM EVROPAEARVM PRAESES BELGIVM et le millésime en chiffres romains ANNO MMI. | Revers : Carte des 15 pays membres de l'Union européenne, à gauche de la lettre E traversée par 12 étoiles et au-dessus du mot EURO complété en plus petit par les syllabe PE et PA. La valeur nominal est reprise en vertical au-dessus de la carte : 5000 F. Un tiers de cercle reprend la légende trilingue BELGIQUE BELGIE BELGIEN en haut à droite. | Revers : Carte des 15 pays membres de l'Union européenne, à gauche de la lettre E traversée par 12 étoiles et au-dessus du mot EURO complété en plus petit par les syllabe PE et PA. La valeur nominal est reprise en vertical au-dessus de la carte : 5000 F. Un tiers de cercle reprend la légende trilingue BELGIQUE BELGIE BELGIEN en haut à droite. |                                                 |
| Masse 15,55 g | Alliage Au 99,9 % | Diamètre 29,00 mm | Épaisseur |                                                 |
| Artiste(s) Luc Luycx | Artiste(s) Luc Luycx | Tranche lisse | Tranche lisse |                                                 |
| Millésimes 2001 | Millésimes 2001 | Tirage total 2000 | Tirage total 2000 |                                                 |
| | | | |                                                 |
| Remarques – La pièce commémore la présidence belge du Conseil de l'Union européenne au second semestre de l'année 2001. L'avers est inspiré du tableau L'Enlèvement d'Europe d'Érasme II Quellin (1636-1637). La pièce n'a été émise qu'en qualité proof, en frappe médaille. La pièce n'a été émise qu'en qualité proof et en frappe médaille. Elle est démonétisée par la loi du 10 décembre 2001, à la suite de l'adoption de l'euro par la Belgique. | | | |                                                 |
| 5000 francs - Présidence Union européenne | | | |                                                 |